# Arquitectura de Marruecos
La arquitectura marroquí refleja la geografía diversa y la larga historia de Marruecos, marcada por sucesivas oleadas de colonos tanto a través de la migración como de la conquista militar. Este patrimonio arquitectónico incluye antiguos sitios romanos, arquitectura islámica histórica, arquitectura popular local, arquitectura colonial francesa del siglo XX y arquitectura moderna
Gran parte de la arquitectura tradicional de Marruecos está marcada por el estilo que se desarrolló durante el periodo islámico, a partir del siglo VII en adelante. Esta arquitectura formaba parte de una tradición más amplia de arquitectura "morisca" o islámica occidental, que caracterizó tanto al Magreb (Marruecos, Argelia y Túnez) como a Al-Ándalus (España y Portugal musulmanes). Mezcló influencias de la cultura de los bereberes del norte de África, la España preislámica (romana, bizantina y visigoda) y corrientes artísticas contemporáneas del Medio Oriente islámico para elaborar un estilo único a lo largo de siglos con características reconocibles como el arco de herradura, jardines del riad y elaborados motivos geométricos y arabescos en madera, estuco tallado y azulejos zellige   
Aunque la arquitectura bereber marroquí no está estrictamente separada del resto de la arquitectura marroquí, muchas estructuras y estilos arquitectónicos están claramente asociados con regiones tradicionalmente bereberes o dominadas por bereberes, como la cordillera del Atlas y las regiones del Sahara y presahara. Estas regiones, en su mayoría rurales, están marcadas por numerosas qasbas (fortalezas) y ksar (pueblos fortificados) moldeados por la geografía y las estructuras sociales locales, de los cuales una de las más famosos es Ait Ben Hadou  Por lo general, están hechos de tierra apisonada y decorados con motivos geométricos locales. Lejos de estar aislados de otras corrientes artísticas históricas que los rodeaban, los pueblos bereberes de Marruecos y de todo el norte de África, adaptaron las formas e ideas de la arquitectura islámica a sus propias condiciones  y, a su vez, contribuyeron a la formación del arte islámico occidental. particularmente durante su dominio político de la región durante los siglos de dominio almorávide, almohade y benimerinín 
La arquitectura moderna en Marruecos incluye muchos ejemplos de Art déco de principios del siglo XX y arquitectura neoárabe local construida durante la ocupación colonial francesa y española del país entre 1912 y 1956 (o hasta 1958 para España). A finales del siglo XX, después de que Marruecos recuperó su independencia, algunos edificios nuevos continuaron rindiendo homenaje a la arquitectura y los motivos tradicionales marroquíes (incluso cuando fueron diseñados por arquitectos extranjeros), como lo ejemplifican el mausoleo del rey Mohamed V (terminado en 1971) y el enorme mezquita de Hassan II en Casablanca (terminada en 1993). La arquitectura modernista también es evidente en las construcciones contemporáneas, no sólo en estructuras cotidianas sino también en proyectos de gran prestigio.

## Historia

### Antigüedad

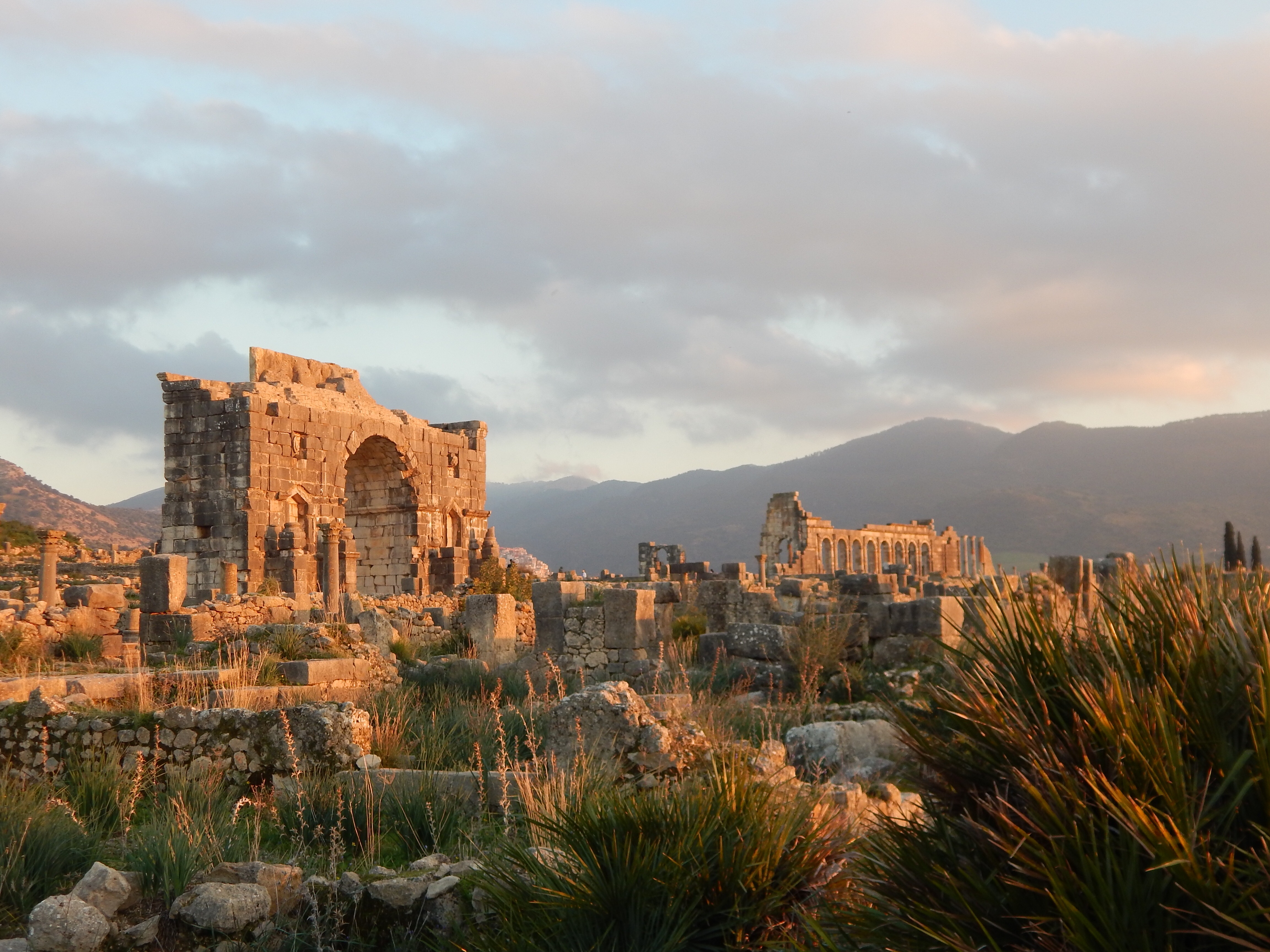
Volubilis, fundada en el y abandonada en el.

Aunque menos documentados, los primeros períodos históricos de Marruecos estuvieron dominados por grupos y reinos bereberes, hasta el reino de Mauritania  En el siglo VII u VIII a. C., los fenicios fundaron la colonia de Lixus en la costa atlántica, que más tarde quedó bajo control cartaginés, mauritano y, finalmente, romano  Otras ciudades importantes como Tingis (actual Tánger) y Sala (Chellah) fueron fundadas y desarrolladas por fenicios o bereberes mauritanos. El asentamiento de Volubilis fue la capital tradicional del reino mauritano desde el siglo II a. C. en adelante, aunque es posible que haya sido fundado ya en el siglo III a. C.  Bajo el dominio mauritano, sus calles estaban trazadas en forma de cuadrícula y es posible que incluyeran un complejo palaciego y murallas fortificadas.  La influencia de la cultura púnica en la ciudad está atestiguada arqueológicamente por estelas púnicas y restos de un templo púnico. El rey mauritano Juba II (r. 25 a. C.-23 d. C.), dependiente de Roma y promotor de la cultura helenística tardía, construyó un palacio en Lixus que se basó en modelos helenísticos. : 43–44 
El asentamiento y la construcción romana fueron mucho menos extensas en el territorio del actual Marruecos, que se encontraba en el límite del imperio, que en regiones cercanas como Hispania o África (actual Túnez). Las ciudades más importantes y las más directamente influenciadas por la cultura romana fueron Tingis, Volubilis y Sala. : 67–68 La arquitectura romana a gran escala fue relativamente rara; por ejemplo, sólo se conoce un anfiteatro en la región, el de Lixus. Volubilis, la ciudad principal más interior, se convirtió en un municipio romano provincial bien desarrollado y sus ruinas son hoy el sitio romano mejor conservado de Marruecos. Incluía acueductos, un foro, termas, una basílica, el templo capitolino y un arco de triunfao dedicado al emperador Caracalla y su madre en 216-217. El sitio también ha conservado una serie de magníficos mosaicos romanos   Continuó siendo un centro urbano incluso después del final de la ocupación romana en 285, con evidencia de ocupación cristiana latina, bereber y bizantina (romana oriental).

### Período islámico temprano (siglosVIII-X)

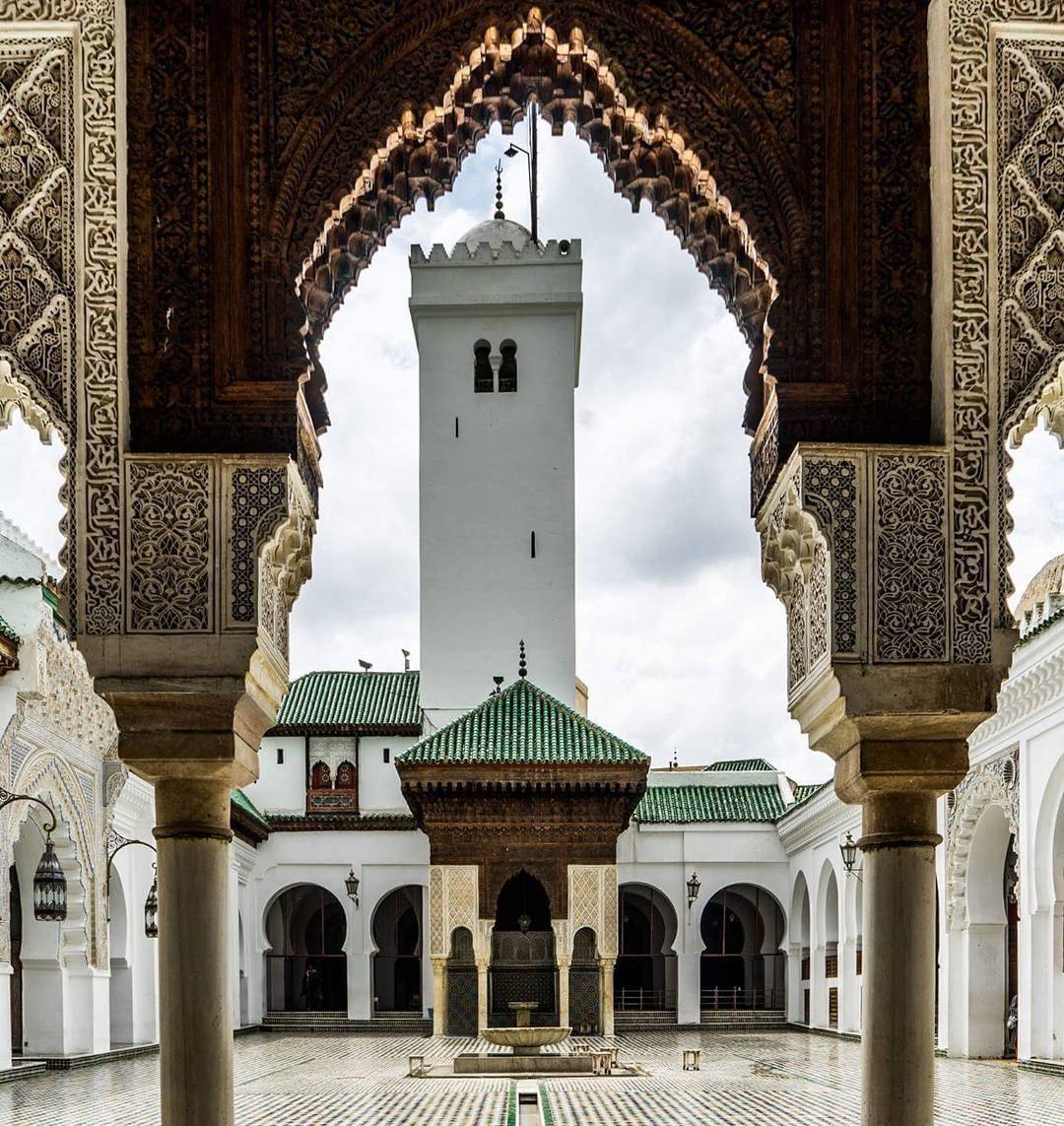
El minarete del de la mezquita de al-Qarawiyyin, en Fez (visto a través de los arcos de los pabellones saadíes de finales del).

A principios del siglo VIII, la región se integró progresivamente en el emergente mundo musulmán, comenzando con las incursiones militares de Musa ibn Nusair y volviéndose más definitiva con el advenimiento de la dinastía idrisí a finales de ese siglo. La llegada del Islam fue extremadamente significativa ya que desarrolló un nuevo conjunto de normas sociales (aunque algunas de ellas eran familiares para las sociedades judeocristianas) e instituciones que, por lo tanto, moldearon, hasta cierto punto, los tipos de edificios que se construían y el carácter estético o espiritual que guiaron su diseño.
Los idrisidas fundaron la ciudad de Fez, que se convirtió en su capital y en el principal centro político y cultural del Marruecos islámico temprano. En este primer período, Marruecos también absorbió oleadas de inmigrantes de Túnez y Al-Ándalus (España y Portugal gobernados por musulmanes), que trajeron influencias culturales y artísticas de sus países de origen.  Los primeros monumentos conocidos de la era islámica en Marruecos, como las mezquitas de Qarawiyyin y la Mezquita de los Andaluces en Fez, se construyeron en forma hipóstila y utilizaron tempranamente el arco de herradura o "morisco"  Estos reflejaron influencias tempranas de monumentos importantes como la Gran Mezquita de Cairuán y la Mezquita de Córdoba  En el siglo X, gran parte del norte de Marruecos quedó directamente dentro de la esfera de influencia del califato omeya de Córdoba, con competencia del califato fatimí más al este. Las primeras contribuciones a la arquitectura marroquí de este período incluyen ampliaciones de las mezquitas Qarawiyyin y de los Andaluces y la adición de sus alminares de eje cuadrado, las mezquitas más antiguas que se conservan en Marruecos, que anticipan la forma estándar de los minaretes marroquíes posteriores.   : 126 

### Los imperios bereberes: almorávides y almohades (siglosXI-XIII)

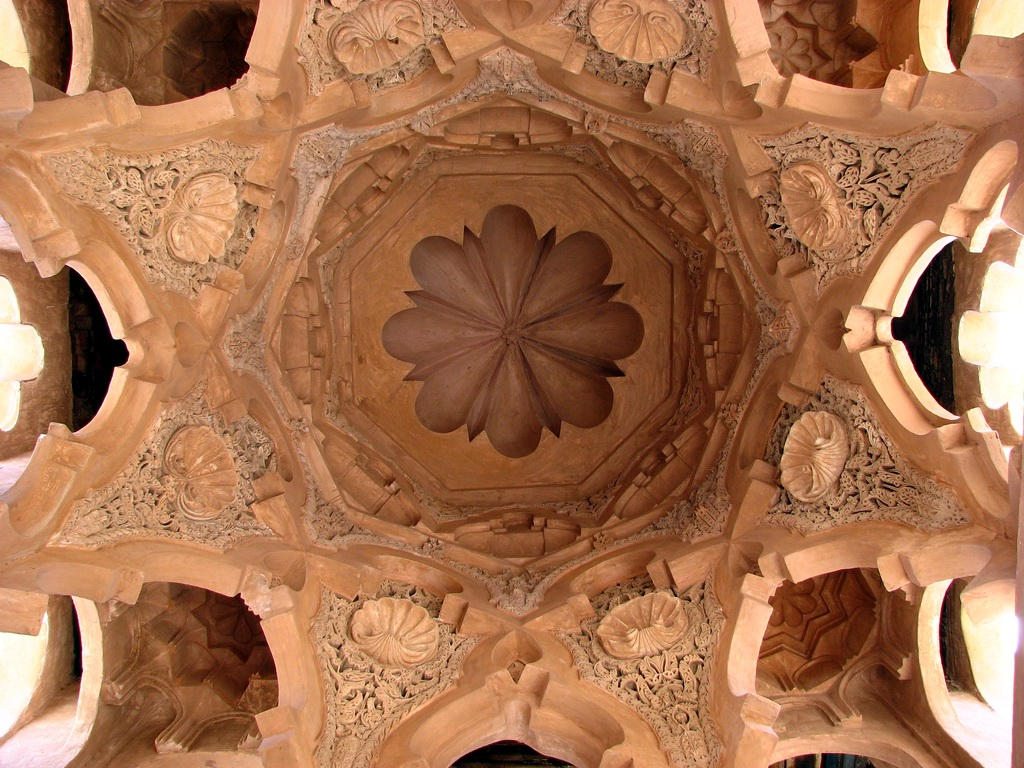
Interior de la Qubba Almorávide de Marrakech (principios del).

Al colapso del califato cordobés a principios del siglo XI le siguió el importante avance de los reinos cristianos hacia el Ándalus musulmán y el surgimiento de importantes imperios bereberes en Marruecos. Estos últimos incluyeron primero a los almorávides (siglos XI-XII) y luego a los almohades (siglos XII-XIII), quienes también tomaron el control del territorio musulmán restante en Al-Ándalus, creando imperios que se extendieron por gran parte de África occidental y septentrional. y hacia Europa. Este período se considera una de las etapas más formativas de la arquitectura marroquí y morisca, estableciendo muchas de las formas y motivos que se refinaron en los siglos posteriores.  Estos dos imperios fueron los encargados de establecer una nueva capital imperial en Marrakech y los almohades también iniciaron la construcción de una capital monumental en Rabat.

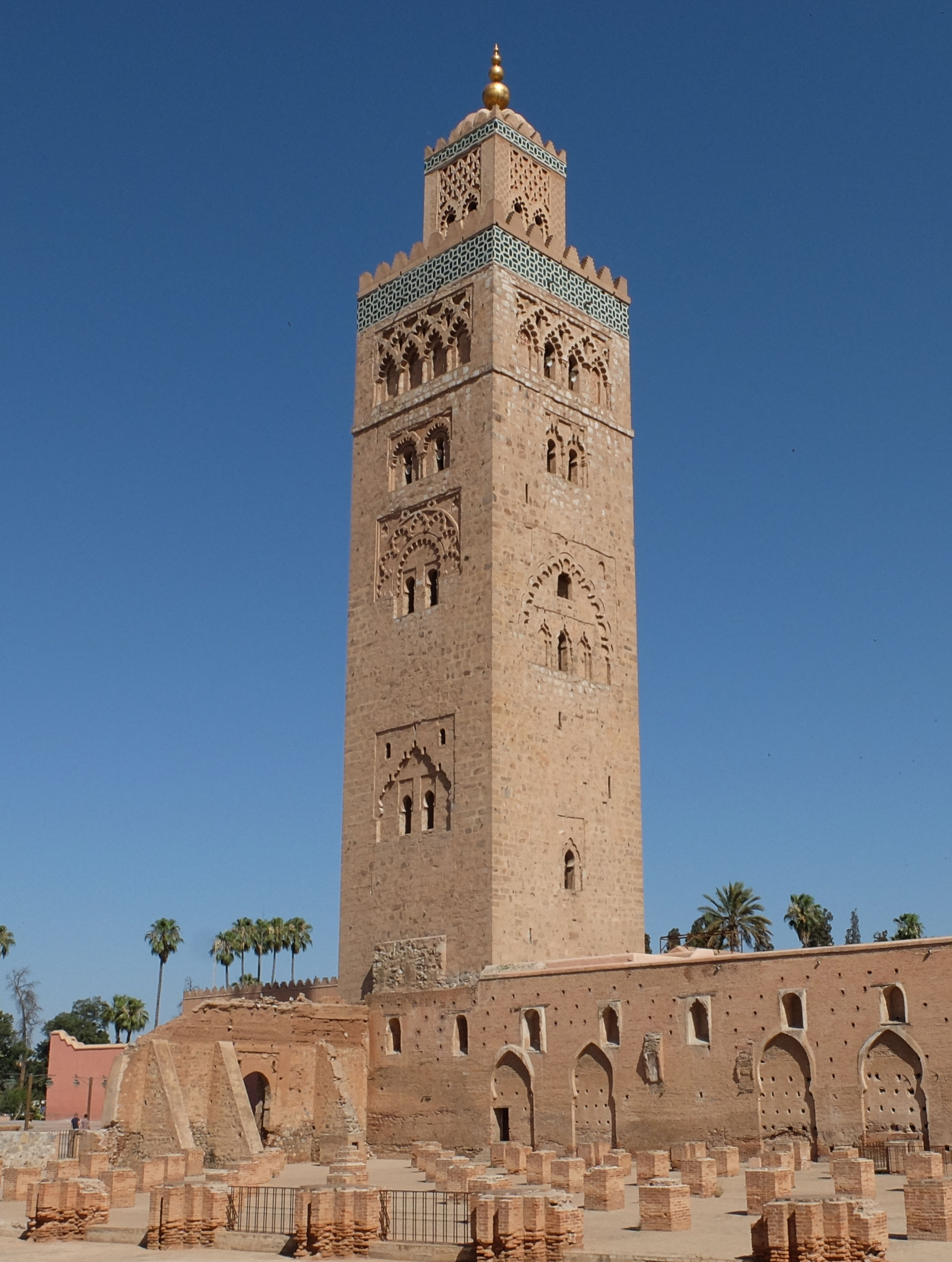
El minarete de la mezquita almohade Kutubiyya, Marrakech.

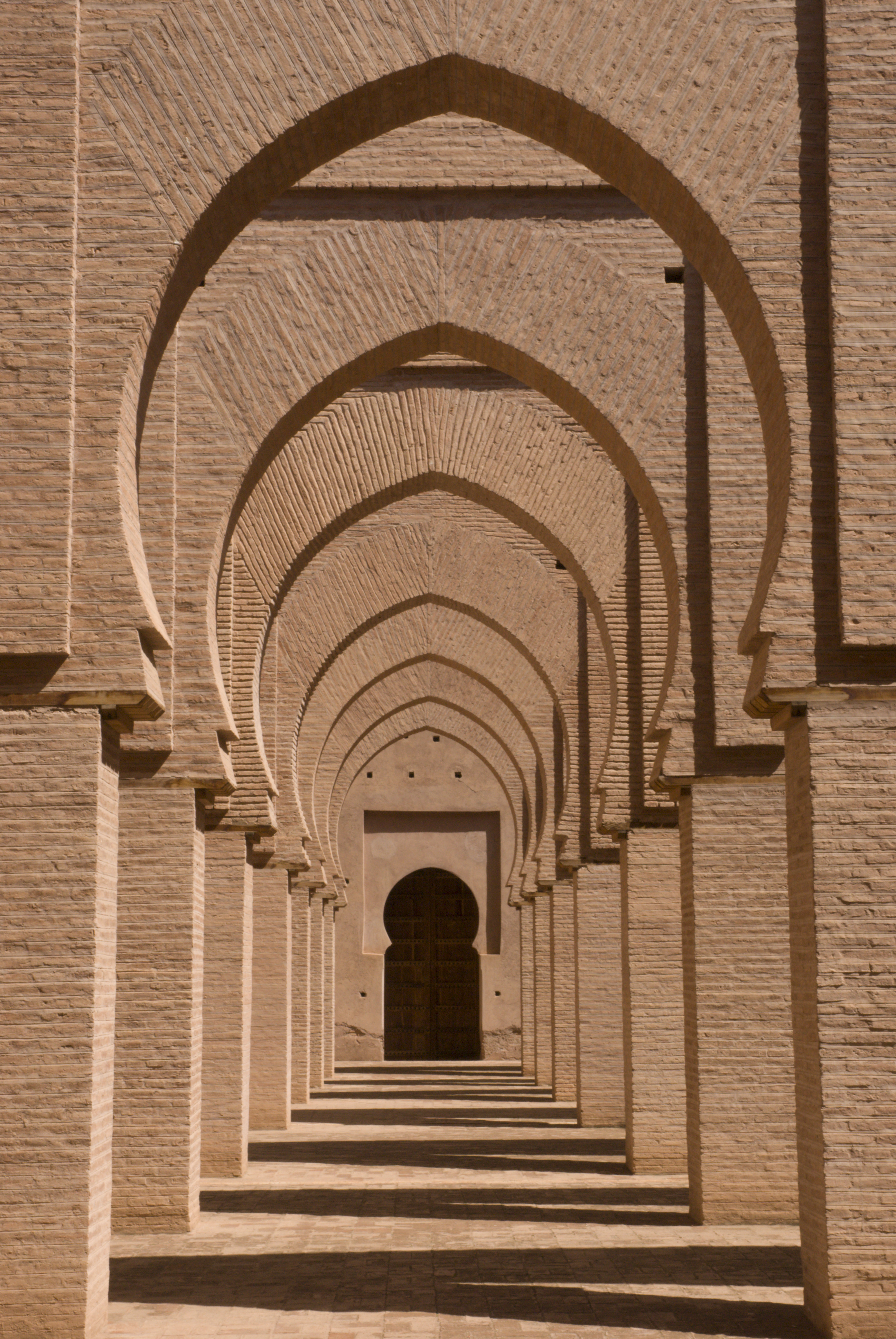
Patio de oraciones de la mezquita de Tinmel en Tinmel, construida por los almohades en el.

Los almorávides adoptaron las novedades arquitectónicas de Al-Ándalus, como los complejos arcos entrelazados de la Gran Mezquita de Córdoba y de la Aljafería de Zaragoza, al tiempo que introdujeron nuevas técnicas ornamentales procedentes de Oriente como las mocárabes ("estalactitas" o "panales de abeja"). Las mezquitas almohades de Kutubiyya y Tinmal a menudo se consideran prototipos de las mezquitas marroquíes posteriores.  Los minaretes monumentales (por ejemplo, el minarete Kutubiyya, la Giralda de Sevilla y la Torre Hasán de Rabat) y las puertas ornamentales (por ejemplo, Bab Agnaou en Marrakech, y Bab Oudaia y Bab er-Rouah en Rabat) del período almohade también establecieron el marco general y esquemas decorativos que se volvieron recurrentes en estos elementos arquitectónicos a partir de entonces. El minarete de la mezquita Qasba de Marrakech fue particularmente influyente y marcó un estilo que se repitió, con elaboraciones menores, en el siguiente período merínida.  Los almorávides y almohades también promovieron la tradición de establecer fincas ajardinadas en el campo de su capital, como los Jardines de la Menara y los Jardines de Agdal en las afueras de Marrakech. A finales del siglo XII, los almohades crearon un nuevo distrito palaciego fortificado, la Qasba de Marrakech, para que sirviera de residencia real y centro administrativo. Estas tradiciones y políticas tenían precedentes en Al-Ándalus –como la creación de Medinat Azahara cerca de Córdoba– y fueron repetidas posteriormente por los futuros gobernantes de Marruecos.  

### Los merínidas (siglosXIII-XV)

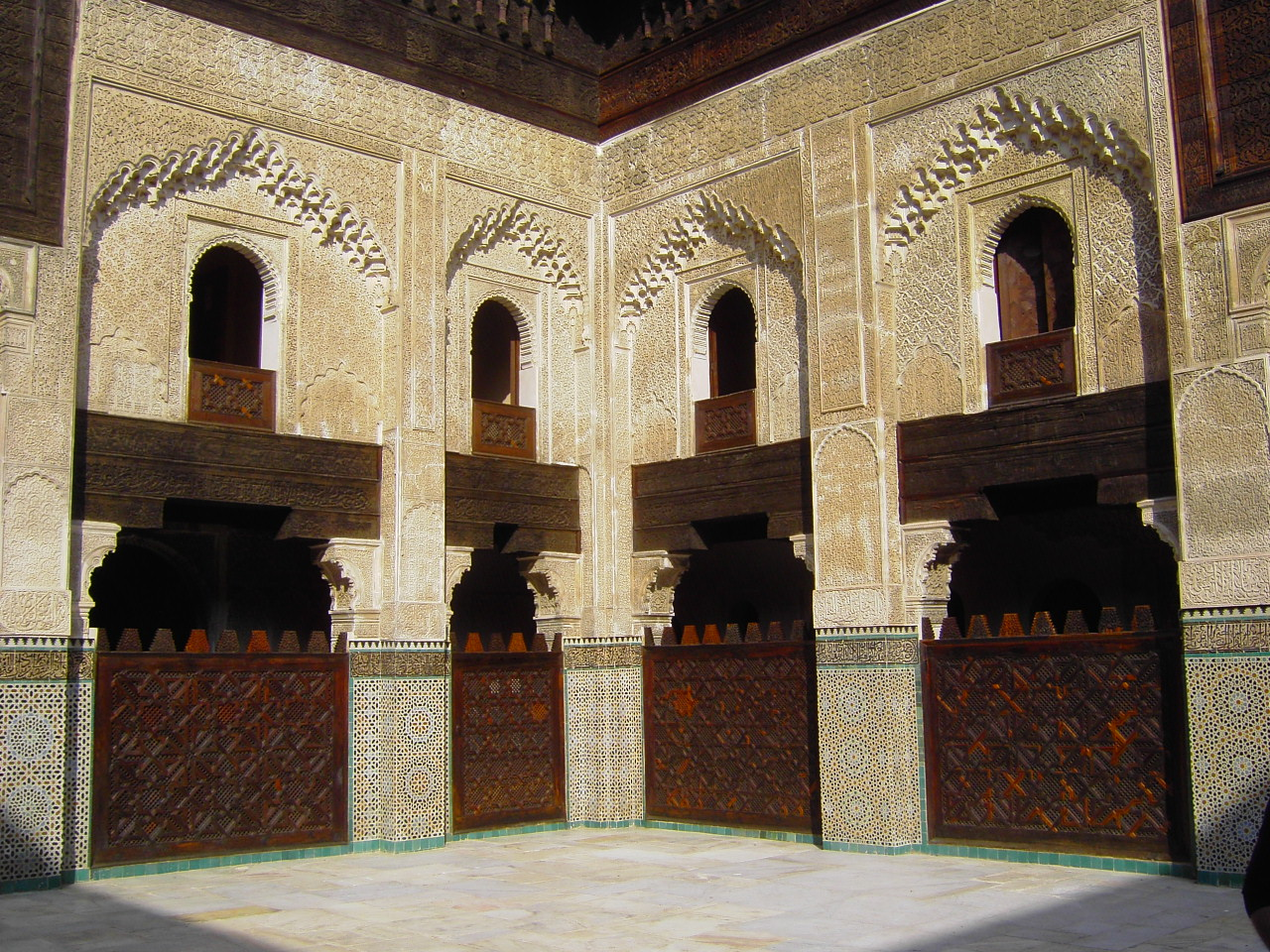
El patio de la madrasa de Bou Inania en Fez, construido por los merínidas en el.

El sultanato benimerín que siguió, también fue importante a la hora de refinar aún más el legado artístico establecido por sus predecesores. Con base en Fez, construyeron monumentos con una decoración cada vez más compleja y extensa, particularmente en madera y estuco  También fueron los primeros en implementar un uso extensivo de los zellige (mosaicos con patrones geométricos complejos). Cabe destacar que fueron los primeros en construir madrasas, un tipo de institución que se originó en Irán y se extendió hacia Occidente. Las madrasas de Fez, como las madrasas de Bou Inania, al-Attarine y as-Sahrij, así como la madrasa merínida de Salé y la otra Bou Inania en Meknes, están consideradas entre las mayores obras arquitectónicas de este período. Si bien la arquitectura de la mezquita siguió en gran medida el modelo almohade, un cambio notable fue el aumento progresivo del tamaño del sahn o patio, que anteriormente era un elemento menor de la planta pero que, finalmente, en el posterior período saadí, llegó a ser tan grande como la sala de oración principal y, a veces, más grande. Al igual que los almohades antes que ellos, los merínidas crearon una ciudad palacio separada para ellos; esta vez, en las afueras de Fez. Más tarde conocida como Fez Jdid, esta nueva ciudadela fortificada tenía un conjunto de muros dobles para la defensa, una nueva Gran Mezquita, un vasto jardín real al norte conocido como el-Mosara, residencias para funcionarios gubernamentales y cuarteles para guarniciones militares. Posteriormente, probablemente en el siglo XV, se creó en su lado sur una nueva judería, la primera mellah de Marruecos, prefigurando la creación de barrios similares en otras ciudades marroquíes en épocas posteriores.
El estilo arquitectónico bajo los merínidas estaba muy relacionado con el encontrado en el Emirato de Granada, en España, bajo la dinastía nazarí contemporánea. La decoración de la famosa Alhambra recuerda así a la que se construyó en Fez en la misma época. Cuando Granada fue conquistada en 1492 por la España católica y el último reino musulmán de Al-Ándalus llegó a su fin, muchos de los musulmanes (y judíos) españoles restantes huyeron a Marruecos y al norte de África, aumentando aún más la influencia andaluza en estas regiones en los años posteriores.

### Las dinastías sharifianas: saadíes y alauitas (siglosXVI-XIX)

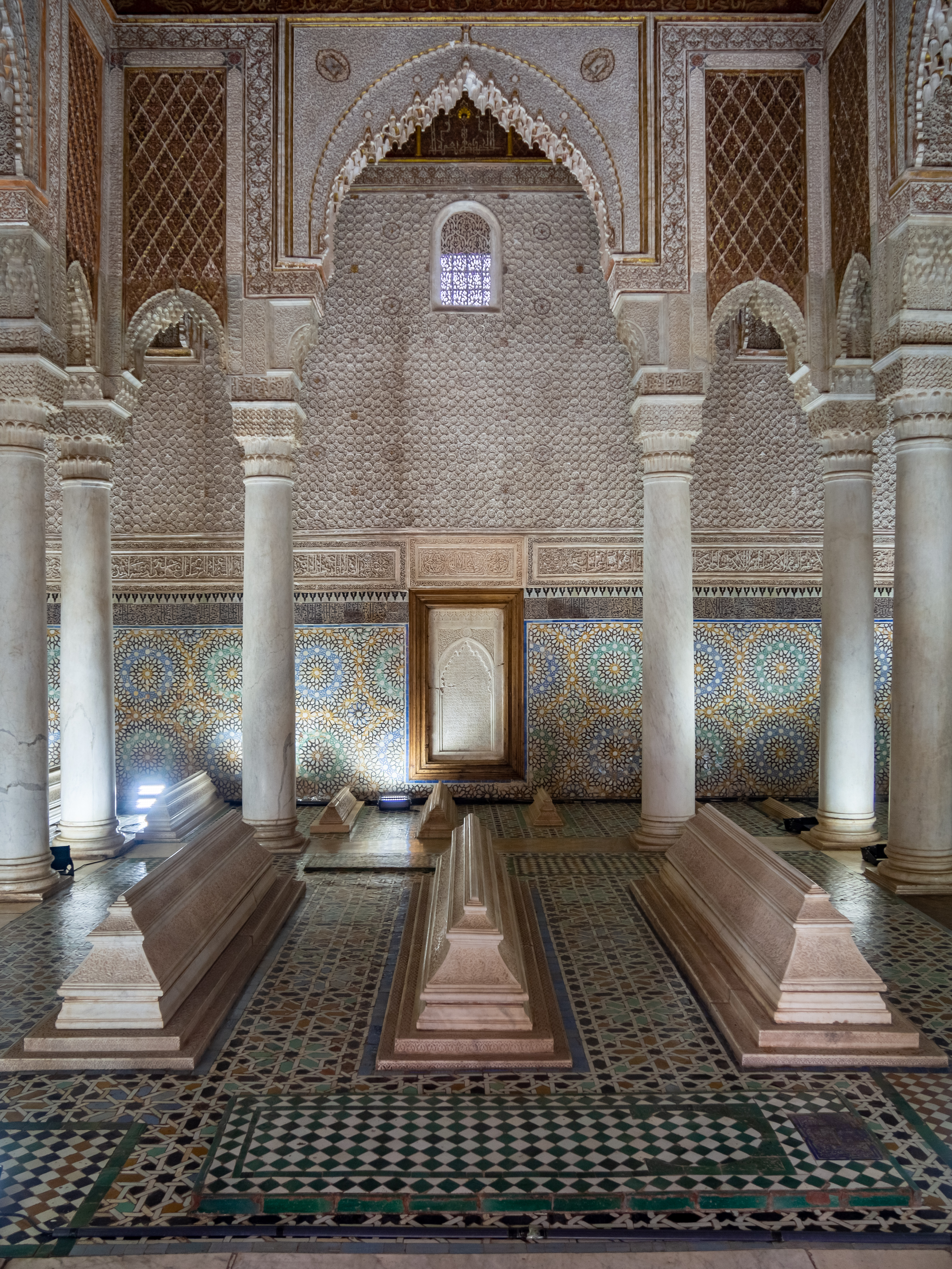
La Cámara de las Doce Columnas de las Tumbas saadíes, Marrakech.

Después de los merínidas llegó al poder la dinastía saadí, que marcó un cambio político de imperios liderados por bereberes a sultanatos liderados por dinastías árabes jerifes. Artística y arquitectónicamente, sin embargo, hubo una amplia continuidad, y los eruditos modernos consideran que los saadíes continuaron refinando el estilo marroquí-morisco existente, y algunos consideran a las Tumbas saadíes en Marrakech como uno de los apogeos de este estilo.
Comenzando con los saadíes y continuando con los alauitas (sus sucesores y la monarquía reinante en la actualidad), los eruditos modernos (occidentales) describen el arte y la arquitectura marroquíes como esencialmente "conservadores"; lo que significa que continuó reproduciendo el estilo existente con alta fidelidad, pero no introdujo innovaciones importantes.  Los saadíes, especialmente bajo los sultanes Abdallah al-Ghalib y Ahmad al-Mansur, fueron grandes constructores y se beneficiaron de grandes recursos económicos en el apogeo de su poder a finales del siglo XVI. Además de las Tumbas Saadíes, también construyeron la madrasa de Ben Youssef y varias mezquitas importantes en Marrakech, incluidas la Mezquita Mouassine y la Mezquita Bab Doukkala. Estas dos mezquitas se destacan por ser parte de complejos caritativos de usos múltiples más grandes que incluyen varias otras estructuras como fuentes públicas, baños turco, madrasas y bibliotecas. Esto marcó un cambio con respecto a los patrones anteriores de mecenazgo arquitectónico y puede haber sido influenciado por la tradición de construir tales complejos en la arquitectura mameluca en Egipto y los külliye de la arquitectura otomana.  Los saadíes también reconstruyeron el complejo del palacio real en la Qasba de Marrakech, donde Ahmad al-Mansur construyó el famoso Palacio El Badi (construido entre 1578 y 1593), conocido por su decoración superlativa y sus costosos materiales de construcción, incluido el mármol italiano. 

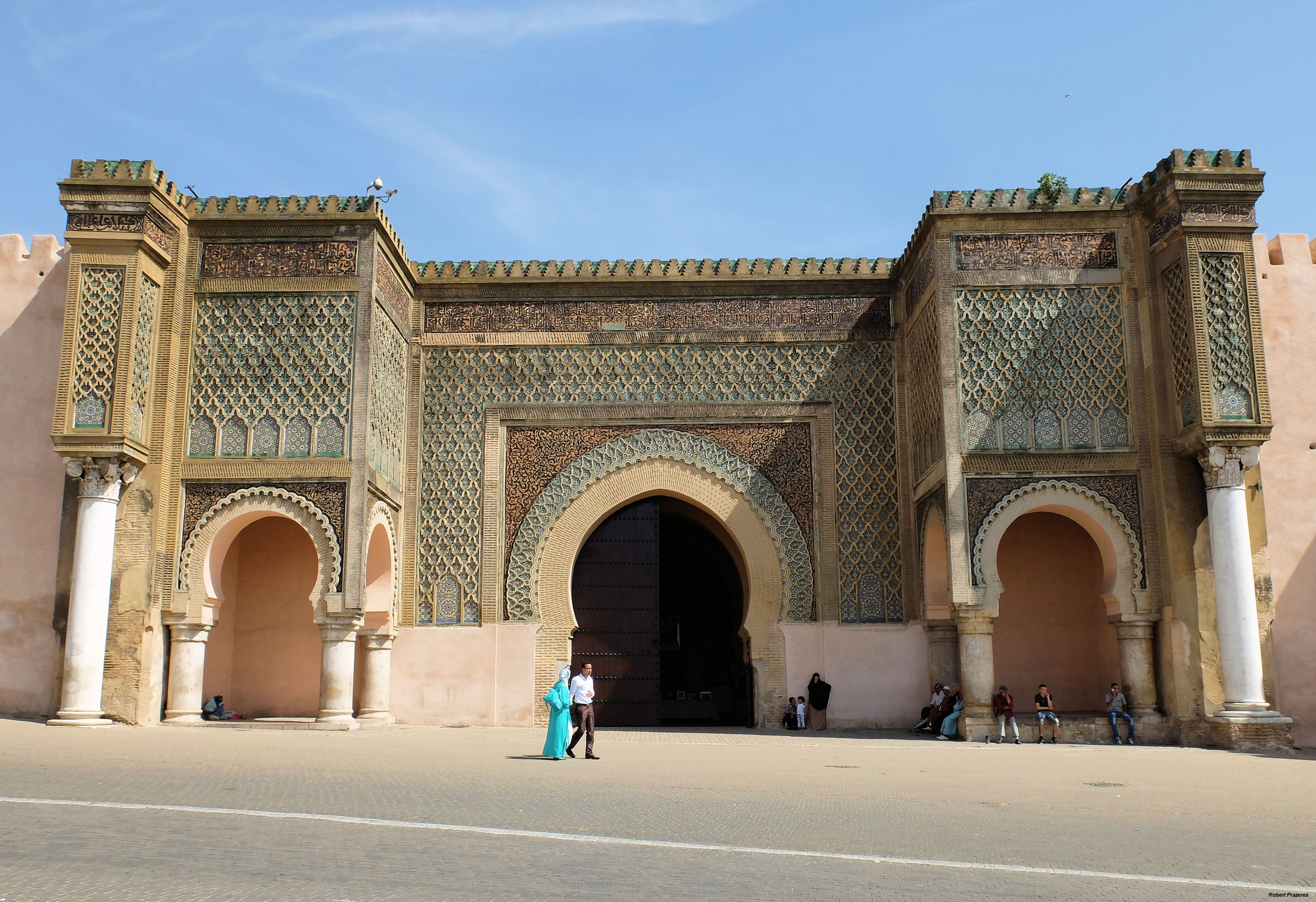
Bab Mansour, la puerta principal ceremonial de la qasba de Moulay Isma'il en Meknes (principios del).

Los alauitas, comenzando con Mulay Muhammad al-Rashid bin Sharif a mediados del siglo XVII, sucedieron a los saadíes como gobernantes de Marruecos y continúan siendo la monarquía reinante del país hasta el día de hoy. Como resultado, muchas de las mezquitas y palacios que se encuentran hoy en Marruecos han sido construidas o restauradas por los alauitas en algún momento u otro. Los elementos arquitectónicos ornamentados de los edificios saadíes, el más famoso del fastuoso Palacio El Badi en Marrakech, también fueron desmantelados y reutilizados en edificios de otros lugares durante el reinado de Ismaíl de Marruecos (1672-1727). Ismaíl de Marruecos también se destaca por haber construido un vasto complejo palaciego imperial, similar a los palacios-ciudadelas anteriores pero a mayor escala que antes, en Meknes, donde todavía se pueden ver los restos de sus estructuras monumentales. En su época, Tánger también volvió a estar bajo control marroquí en 1684, y gran parte de la arquitectura marroquí e islámica actual de la ciudad data de su reinado o posterior.

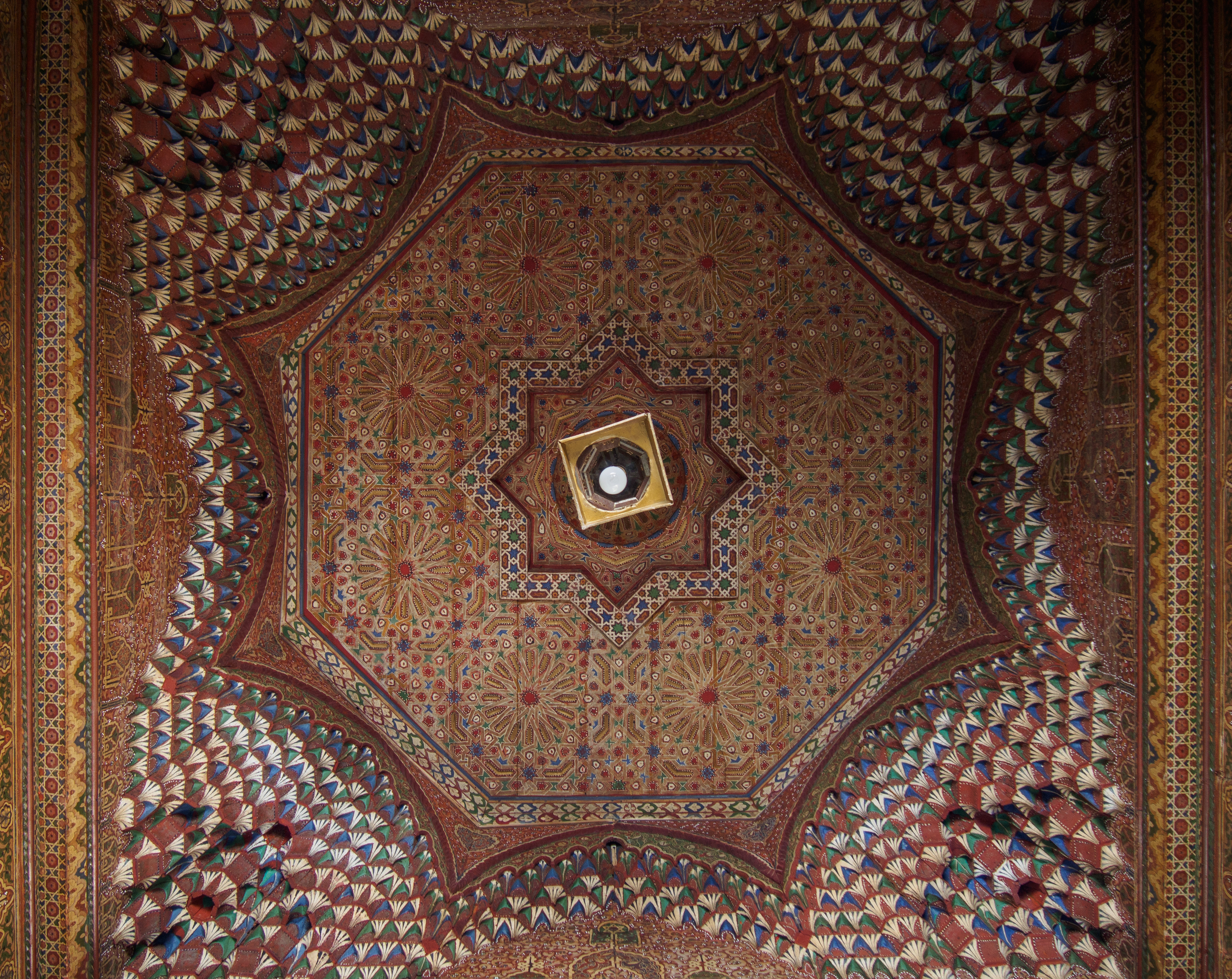
Un techo de madera tallada y pintada en el Palacio de la Bahía (finales del y principios del)

En 1765, el sultán Mohammed III de Marruecos (uno de los hijos de Ismaíl de Marruecos) inició la construcción de una nueva ciudad portuaria llamada Esaouira (antes Mogador), situada a lo largo de la costa atlántica lo más cerca posible de su capital en Marrakech, con la intención de restringir el comercio europeo. : 264 Contrató a arquitectos europeos para diseñar la ciudad, lo que dio como resultado una ciudad relativamente única construida en Marruecos con arquitectura de Europa occidental, particularmente en el estilo de sus fortificaciones. Al mismo tiempo se construyeron fortificaciones o bastiones costeros similares, generalmente conocidos como sqala, en otras ciudades portuarias como Anfa (actual Casablanca), Rabat, Larache y Tánger. : 409 Hasta finales del siglo XIX y principios del XX, los sultanes alauitas y sus ministros continuaron construyendo hermosos palacios, muchos de los cuales ahora se utilizan como museos o atracciones turísticas, como el Palacio de la Bahía en Marrakech, el Dar Jamaï en Meknes y el Dar Batha en Fez.

### Arquitectura moderna y contemporánea: delsigloXXa la actualidad

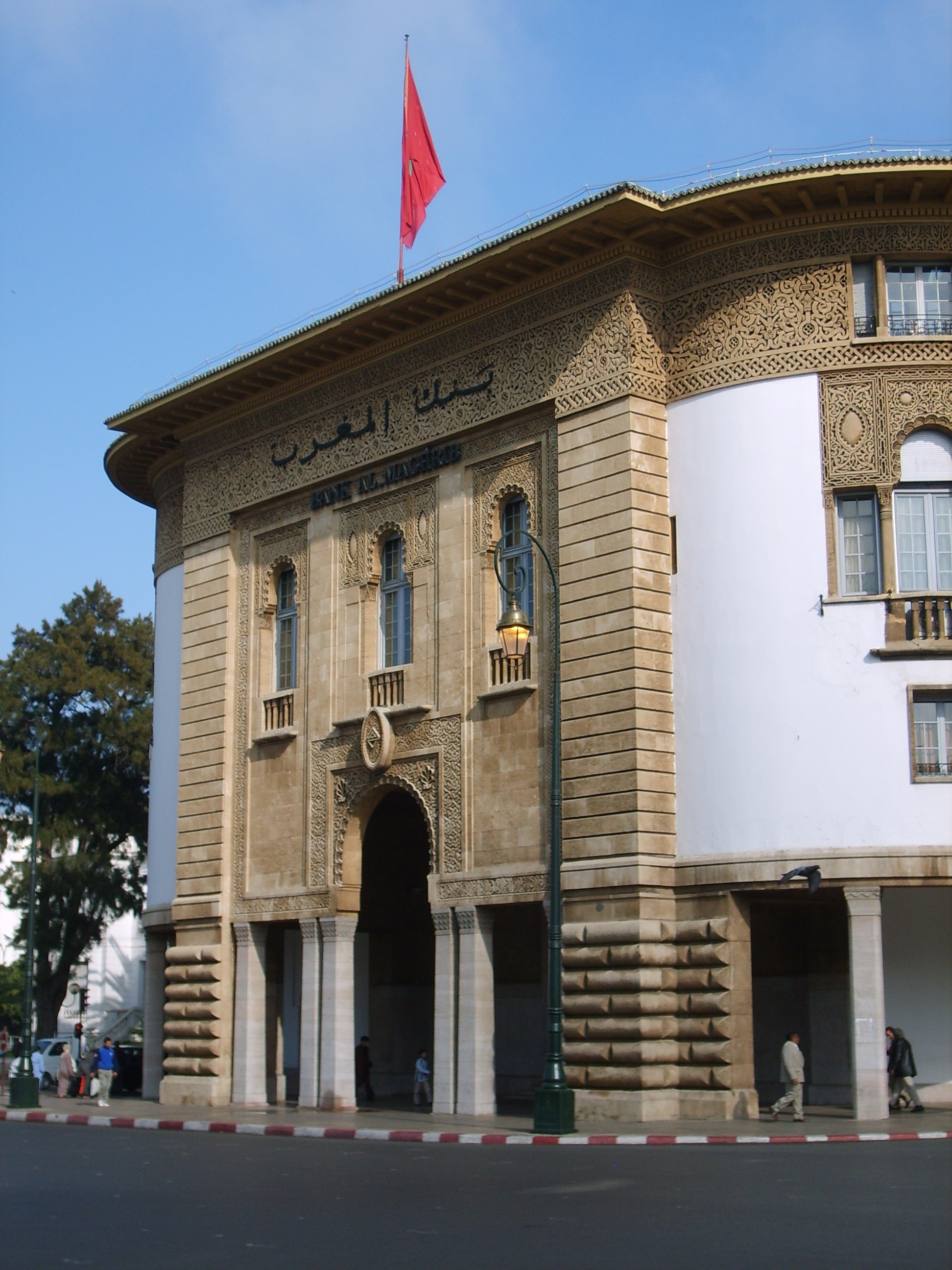
La sede del Bank Al-Maghrib en Rabat, terminada en 1930 bajo el dominio colonial francés, con adornos maurescos (neoárabes).

En el siglo XX, la arquitectura y las ciudades marroquíes también fueron moldeadas por el período de control colonial francés (1912-1956), así como por el dominio colonial español en el norte del país (1912-1958). Esta época introdujo nuevos estilos arquitectónicos como el modernismo, el art déco y otros estilos modernistas, además de las ideas europeas sobre planificación urbana impuestas por las autoridades coloniales. Los arquitectos y planificadores europeos también se basaron en la arquitectura tradicional marroquí para desarrollar un estilo al que a veces se hace referencia como neoárabe o arabisant ("arabizante"), mezclando la arquitectura europea contemporánea con un pastiche de la arquitectura tradicional marroquí, con el apoyo del general residente francés Hubert Lyautey 
Los franceses trasladaron la capital a Rabat y fundaron varias Villes Nouvelles ("Ciudades Nuevas") junto a las medinas históricas (antiguas ciudades amuralladas) para que actuaran como nuevos centros administrativos, que desde entonces han crecido más allá de las ciudades antiguas. En particular, Casablanca se convirtió en un puerto importante y rápidamente evolucionó como el centro urbano más poblado del país. Como resultado de ello, la arquitectura de la ciudad se convirtió en un importante escaparate del art déco y la arquitectura colonial morisca. Ejemplos notables incluyen los edificios cívicos de la Plaza Muhamad V (Place Mohammed V), la antigua catedral del Sagrado Corazón de Casablanca, el Cinéma Rialto de estilo Art déco, el Mahkamat al-Pasha de estilo neomorisco en el distrito de Habous   Una arquitectura similar también apareció en otras ciudades importantes como Rabat y Tánger, con ejemplos como el Teatro Cervantes de Tánger y el Banco al-Maghrib y edificios de oficinas de correos en el centro de Rabat. En otros lugares, la pequeña ciudad sureña de Sidi Ifni también destaca por su arquitectura art déco que data de la ocupación española.

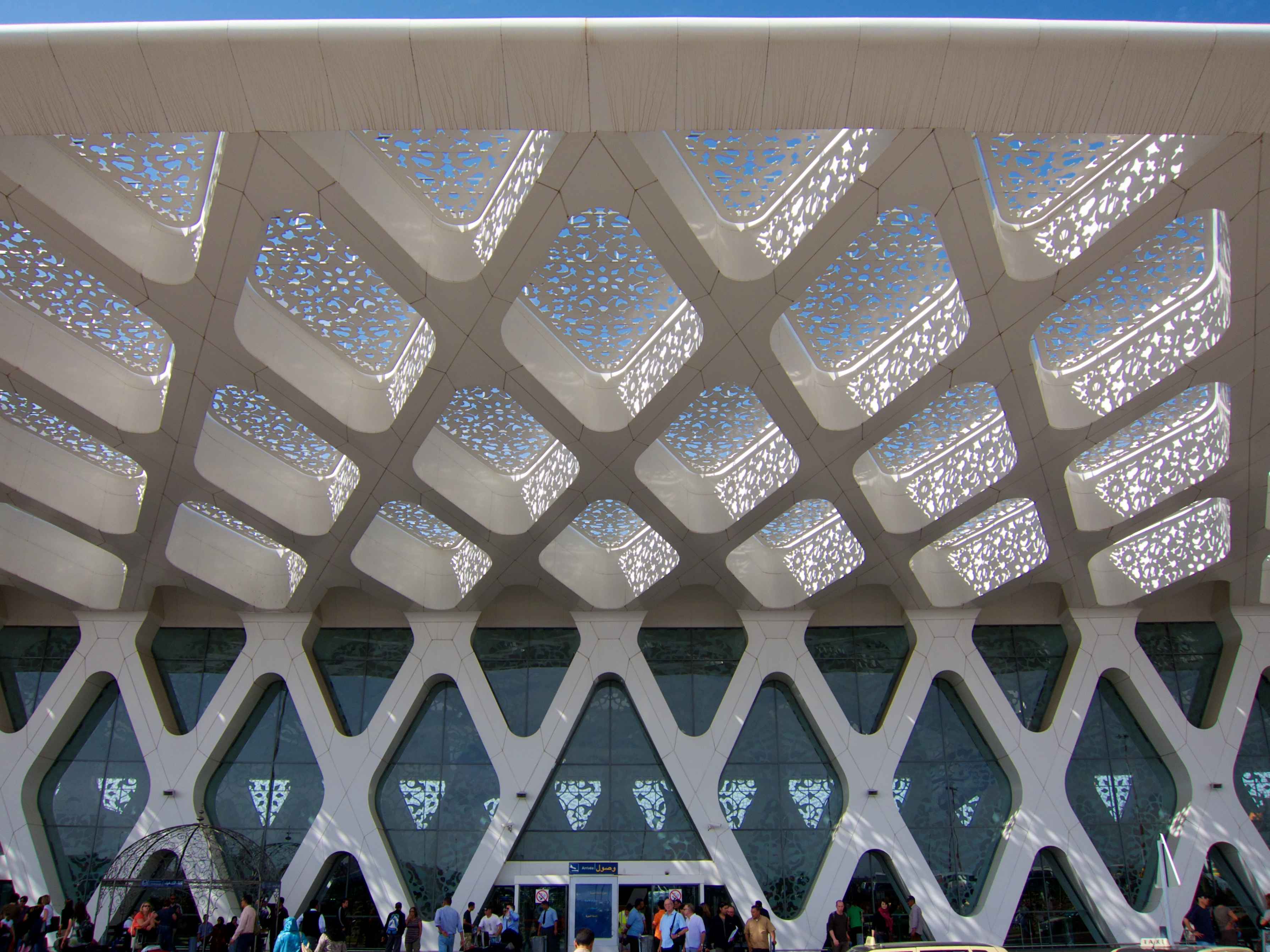
La nueva ampliación del aeropuerto de Marrakech Menara, finalizada en 2008.

Elie Azagury se convirtió en el primer arquitecto modernista marroquí en los años cincuenta. A finales del siglo XX y principios del XXI, la arquitectura marroquí contemporánea también siguió rindiendo homenaje a la arquitectura tradicional del país. En algunos casos, se contrató a arquitectos internacionales para diseñar edificios de estilo marroquí para importantes proyectos reales, como el Mausoleo de Mohamed V en Rabat y la enorme Mezquita de Hassan II en Casablanca. Las nuevas y monumentales puertas del Palacio Real de Fez, construidas entre 1969 y 1971, también utilizaron la artesanía tradicional marroquí. Las nuevas estaciones de tren de Marrakech y Fez son ejemplos de formas tradicionales marroquíes adaptadas a la arquitectura moderna. El estilo tradicional marroquí o sus imitaciones también se han empleado con frecuencia en el diseño de nuevos hoteles.
También se ha seguido utilizando la arquitectura modernista, ejemplificada por edificios como la Mezquita Sunna (1966) y el Twin Center (1999) en Casablanca. Más recientemente, algunos ejemplos de proyectos arquitectónicos importantes o prestigiosos del siglo XXI incluyen la ampliación del aeropuerto Menara de Marrakech (terminado en 2008), la Biblioteca Nacional de Marruecos en Rabat (2008), la galardonada estación de tren de alta velocidad en Kenitra (inaugurada en 2018), la Torre de la Ciudad Financiera en Casablanca (terminada en 2019 y uno de los edificios más altos de Marruecos), y el nuevo Gran Teatro de Rabat de Zaha Hadid.

## Influencias

### Romano y preislámico
Como ocurrió con el resto del mundo mediterráneo, la cultura y los monumentos de la Antigüedad clásica y de la Antigüedad tardía tuvieron una influencia importante en la arquitectura del mundo islámico que les siguió. En Marruecos, la antigua ciudad romana de Volubilis fue la primera capital idrisí antes de la fundación de Fez. Las columnas y capiteles de los monumentos romanos y paleocristianos se reutilizaron con frecuencia como spolia en las primeras mezquitas de la región, aunque esto era mucho menos común en Marruecos, donde los restos romanos eran mucho más escasos. : 43 Las capitales islámicas posteriores se desarrollaron a partir de estos modelos. En otros ejemplos, los motivos vegetales y florales de la Antigüedad tardía formaron una de las bases de las que se derivaron los motivos arabescos de la época islámica. El icónico arco de herradura o arco "morisco", que se convirtió en una característica habitual de la arquitectura marroquí y morisca, también tuvo algunos precedentes en los edificios bizantinos y visigodos  : 163–164  Por último, otro legado importante de la herencia grecorromana fue la continuación y proliferación de baños públicos, conocidos como hamán en todo el mundo islámico –incluido Marruecos– que se basaban estrechamente en las termas romanas y asumían funciones sociales adicionales. 

### Medio Oriente de la era islámica

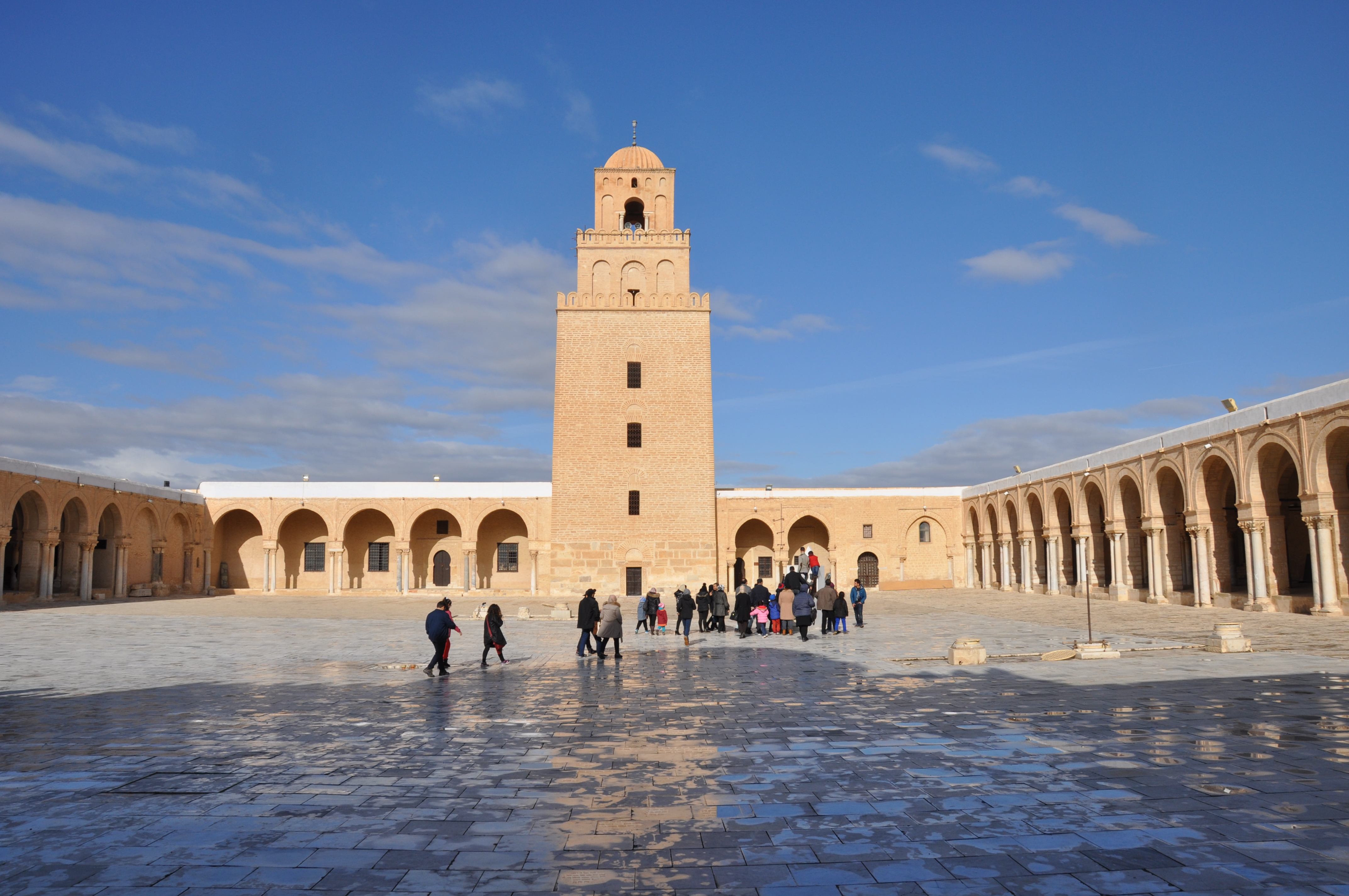
El patio (sahn) de la Gran Mezquita de Kairuán, en la actual Túnez, fundada en el año 670. Kairouan fue uno de los centros de poder y cultura del norte de África islámico temprano.

La llegada del Islam con los conquistadores árabes del este a principios del siglo VIII provocó cambios sociales que también requirieron la introducción de nuevos tipos de edificios, como las mezquitas. Estas últimas siguieron más o menos el modelo de otras mezquitas hipóstilas que eran comunes en gran parte del mundo islámico de la época. Las tradiciones del arte islámico también introdujeron ciertos valores estéticos, en particular una preferencia general por evitar el arte figurativo debido al tabú religioso sobre los iconos o las imágenes adoradas. Este aniconismo en la cultura islámica hizo que los artistas exploraran el arte no figurativo y creó un cambio estético general hacia la decoración basada en matemáticas, como los patrones geométricos, así como otros motivos relativamente abstractos como los arabescos. Si bien las imágenes figurativas continuaron apareciendo en el arte islámico, en el siglo XIV generalmente estaban ausentes en la arquitectura de las regiones occidentales del mundo islámico, como Marruecos. Algunas imágenes figurativas de animales todavía aparecían ocasionalmente en los palacios reales, como las esculturas de leones y leopardos en la fuente monumental de un antiguo palacio saadí en los jardines de Agdal.
Aparte de los cambios iniciales provocados por la llegada del Islam, la cultura y la arquitectura marroquíes continuaron adoptando ciertas ideas e importaciones de las partes orientales del mundo islámico. Estos incluyen algunas de las instituciones y tipos de edificios que se volvieron característicos del mundo musulmán histórico. Por ejemplo, los bimaristanes, equivalentes históricos de los hospitales, se originaron por primera vez más al este de Irak, siendo el primero construido por Harun al-Rashid (entre 786 y 809). Se extendieron hacia el oeste y aparecieron por primera vez en Marruecos a finales del siglo XII, cuando los almohades fundaron un bimaristán en Marrakech. Las madrasas, otra institución importante, se originaron por primera vez en Irán a principios del siglo XI bajo Nizam al-Mulk, y fueron adoptadas progresivamente más hacia el oeste. La primera madrasa de Marruecos (Madrasat as-Saffarin) fue construida en Fez por los merínidas en 1271, y las madrasas proliferaron aún más en el siglo XIV.  En cuanto a motivos decorativos, los mocárabes, elemento notable de la arquitectura marroquí introducido en la época almorávide en el siglo XII, : 237 también se originaron al principio en Irán antes de extenderse hacia el oeste.

### Al-Ándalus (España y Portugal musulmanes)

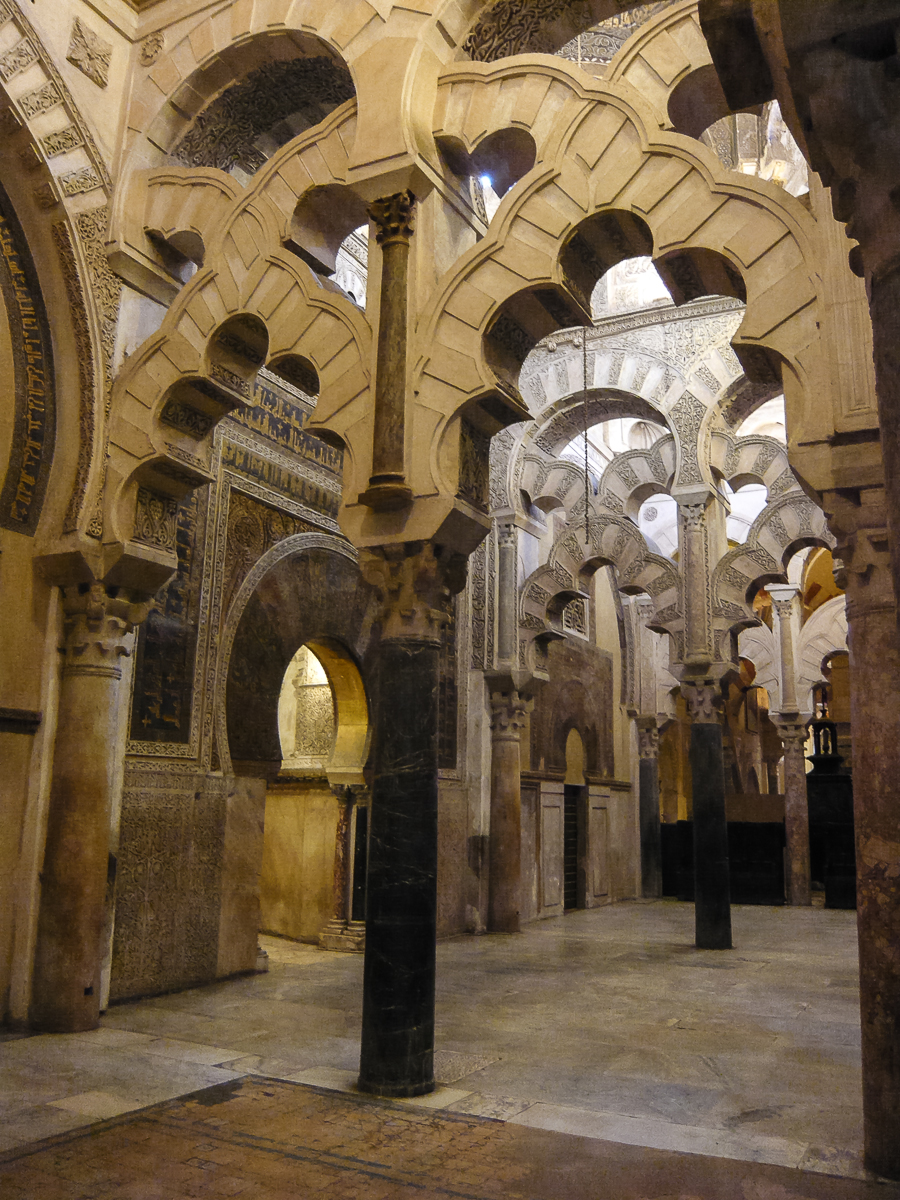
Los arcos de herradura y arcos entrelazados de la Gran Mezquita de Córdoba en España. Iniciada en 785 y ampliada hasta el, la mezquita tuvo una gran influencia en la arquitectura posterior de la región.

La cultura de Al-Ándalus, controlada por los musulmanes, que existió en gran parte de la península ibérica hacia el norte entre 711 y 1492, también tuvo una estrecha influencia en la historia y la arquitectura marroquíes de varias maneras y, a su vez, estuvo influenciada por la cultura y  los movimientos políticos marroquíes. Jonathan Bloom, en su visión general de la arquitectura islámica occidental, comenta que "trata la arquitectura del norte de África y la Península Ibérica juntas porque el Estrecho de Gibraltar era menos una barrera y más un puente". : 13 
Además de la proximidad geográfica de las dos regiones, hubo muchas oleadas de inmigración desde Al-Ándalus a Marruecos, tanto de musulmanes como de judíos. Una de las primeras oleadas fueron los árabes exiliados de Córdoba que llegaron a Fez después de una rebelión fallida a principios del siglo IX. : 44 Este traslado de población culminó en las oleadas de refugiados que se produjeron después de la caída de Granada en 1492, entre ellos muchas antiguas élites y miembros de las clases educadas andalusíes. Estos inmigrantes desempeñaron papeles importantes en la sociedad marroquí. Entre otros ejemplos, fueron los primeros exiliados árabes de Córdoba quienes dieron su nombre al barrio andalusí de Fez  y fueron los refugiados andalusíes del siglo XVI quienes reconstruyeron y ampliaron la ciudad norteña de Tetuán 
El período del Emirato de Córdoba, que marcó el apogeo del poder musulmán en Al-Ándalus, fue una época especialmente crucial en la que se construyeron algunos de los primeros monumentos islámicos más importantes de la región. Los estudiosos citan con frecuencia la Gran Mezquita de Córdoba como una gran influencia en la arquitectura posterior de las regiones occidentales del mundo islámico, debido tanto a sus innovaciones arquitectónicas como a su importancia simbólica como corazón religioso del poderoso califato cordobés. : 281–284 Muchas de sus características, como las cúpulas nervadas ornamentales, : 149–151 el minbar y la cámara poligonal del mihrab pasarían a ser modelos recurrentes de elementos posteriores en la arquitectura islámica de la región en general. : 284 Asimismo, el diseño decorativo de la puerta de Bab al-Wuzara, la puerta occidental original de la mezquita, muestra muchos de los elementos estándar que se repiten en las puertas y mihrabs de períodos posteriores: a saber, un arco de herradura con dovelas decoradas, un arco rectangular marco de alfiz y banda con inscripción. : 165–170 Georges Marçais (un importante estudioso del siglo XX sobre este tema  : 279 ) también remonta los orígenes de algunas características arquitectónicas posteriores directamente a los complejos arcos de la ampliación de la mezquita de Alhakén II en el siglo X, a saber, los arcos polilobulados encontrados en toda la región después del siglo X y el motivo sebka que se volvió omnipresente en arquitectura marroquí posterior al período almohade (siglos XII-XIII). Además, durante gran parte del siglo X el Califato de Córdoba mantuvo el norte de Marruecos en su esfera de influencia Durante este período, el califa Abderramán III contribuyó a la arquitectura de Fez patrocinando la ampliación de la mezquita Qarawiyyin. El mismo califa también supervisó la construcción del primer minarete de la mezquita de Córdoba, cuya forma (un eje de base cuadrada con una torre de linterna secundaria encima) algunos estudiosos ven como precursora de otros minaretes en Al-Ándalus y Marruecos. : 63 Casi al mismo tiempo, en 756, también patrocinó la construcción de un minarete similar (aunque más simple) para la mezquita Qarawiyyin, mientras que el gobernador omeya de Fez patrocinó la construcción de un minarete similar para la mezquita Al-Ándalusiyyin al otro lado del río. : 63–66 
A partir del siglo XI, los imperios almorávide y almohade liderados por los bereberes, que tenían su base en Marruecos pero también controlaban Al-Ándalus, desempeñaron un papel decisivo en la combinación de las tendencias artísticas tanto del norte de África como de Al-Ándalus, dando lugar a lo que finalmente se convirtió en el definitivo estilo "hispano-morisco" o andalusí-magrebí de la región. : 276–328 El famoso minbar almorávide de Marrakech, encargado a un taller de artesanos de Córdoba, es uno de los ejemplos que ilustran este intercambio transcontinental de arte y formas.  Estas tradiciones de arte y arquitectura árabes continuaron en Marruecos (y en todo el Magreb) mucho después del fin del dominio musulmán en la península ibérica.  

### Bereberes
Los pueblos bereberes son un grupo de pueblos lingüística y étnicamente diversos que constituyen los habitantes indígenas (preárabes) del norte de África. Siguen representando una gran parte de la población de Marruecos. Además de las tradiciones arquitectónicas locales, los pueblos bereberes adaptaron las formas e ideas de la arquitectura islámica a sus propias condiciones, mientras que el patrocinio de las dinastías bereberes contribuyó a su vez a la formación del arte islámico occidental, particularmente durante su dominación política de la región durante los siglos de dominio almorávide, almohade y merínida. : 28–30 
Dada la mezcla de pueblos y asentamientos en la región a lo largo de los siglos, no siempre es fácil separar las características arquitectónicas bereberes y no bereberes; sin embargo, existen tipos y características arquitectónicos asociados con áreas predominantemente bereberes de Marruecos (particularmente las montañas rurales del Atlas y las regiones del Sahara) que son lo suficientemente distintivas como para constituir sus propios estilos característicos. Debido a que las estructuras relevantes están hechas de tierra apisonada o adobe, lo que requiere un mantenimiento regular para su conservación, los ejemplos existentes rara vez pueden fecharse de manera confiable más allá del siglo XIX o incluso XX. Sin embargo, algunas características de la arquitectura bereber en el norte de África –como las formas regionales de las mezquitas– se han establecido desde hace aproximadamente un milenio.
Estructuras como los agadirs (graneros fortificados) y ksar (pueblos fortificados; a menudo escritos ksour en plural) son características tradicionales destacadas de la arquitectura bereber en Marruecos. Asimismo, los paisajes de las montañas del Atlas y las regiones de oasis de Marruecos están marcados por numerosas qasbas –o tighremt en lenguas bereberes  – que en este caso se refiere a estructuras altas y fortificadas que actúan como fuertes, almacenes o residencias fortificadas.  Estos, a su vez, pueden estar decorados con motivos geométricos locales tallados en los exteriores de adobe. 

### Francés

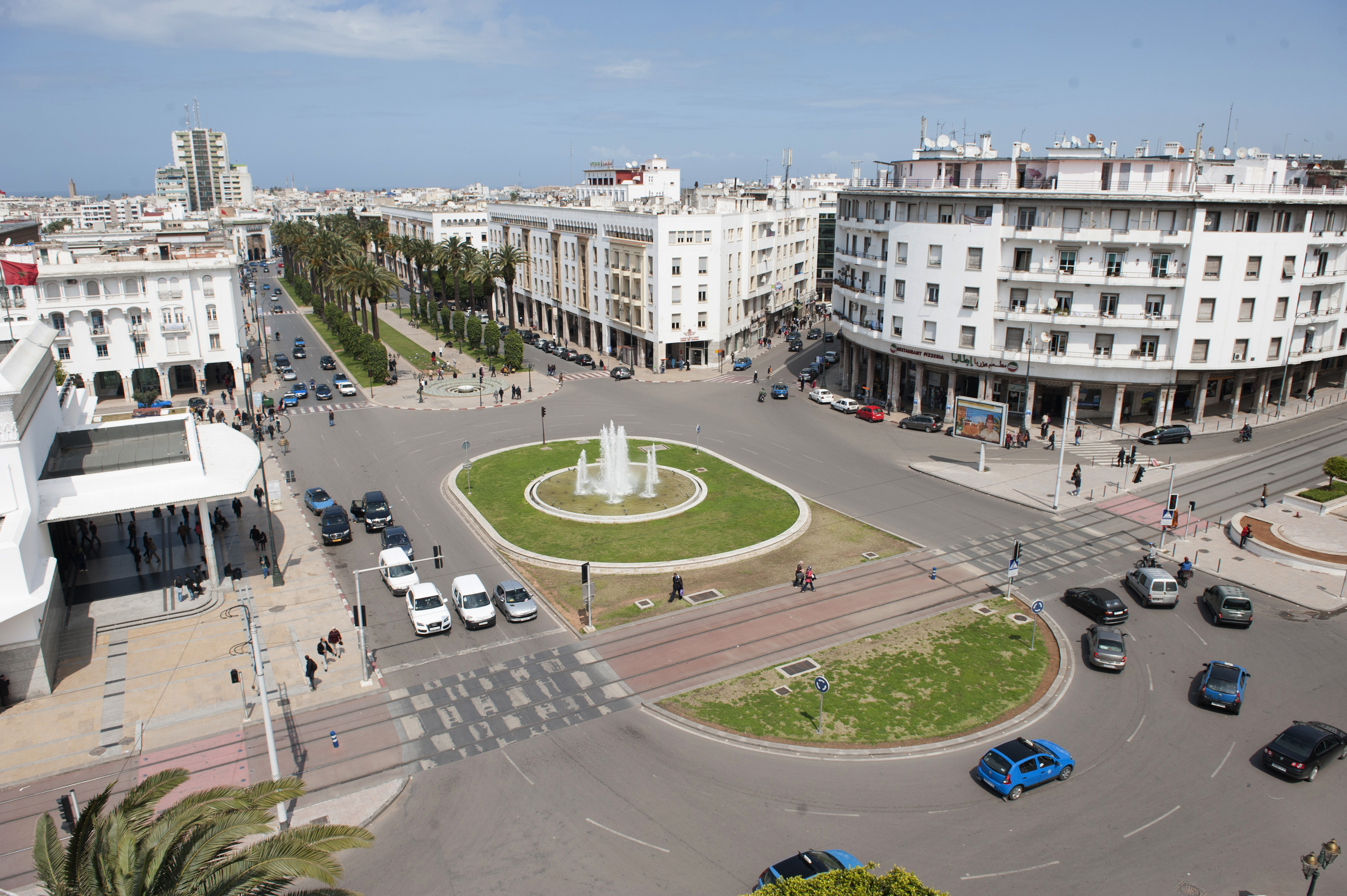
Avenida Mohammed V en Rabat, un ejemplo de arquitectura y urbanismo del introducido durante la ocupación francesa.

El Tratado de Fez estableció el Protectorado francés en 1912. El general residente francés Hubert Lyautey nombró a Henri Prost para supervisar el desarrollo urbano de las ciudades bajo su control. Una política importante con consecuencias a largo plazo fue la decisión de renunciar en gran medida a la reurbanización de las ciudades históricas existentes y preservarlas deliberadamente como sitios del patrimonio histórico, todavía conocidos hoy como las "medinas". En cambio, la administración francesa construyó nuevas ciudades modernas (las Villes Nouvelles) en las afueras de las ciudades antiguas, donde residían en gran medida los colonos europeos con comodidades modernas de estilo occidental. Esto fue parte de una "política de asociación" más amplia adoptada por Lyautey, que favoreció diversas formas de dominio colonial indirecto mediante la preservación de las instituciones y élites locales, en contraste con otras políticas coloniales francesas que favorecían la "asimilación". El deseo de preservar las ciudades históricas también era consistente con una de las tendencias en las ideas europeas sobre planificación urbana de la época que defendía la preservación de las ciudades históricas en Europa, ideas que el propio Lyautey favorecía. En abril de 1914, el gobierno colonial promulgó un dahir para la "ordenación, desarrollo y ampliación de planes urbanos, servidumbres y peajes". Este dahir incluía normas de construcción que afectaban directamente a la arquitectura de la época, como sigue:
- Los edificios no podían tener más de cuatro pisos.
- La regulación del uso del suelo requería que el veinte por ciento del área planificada fuera patios o jardines.
- La altura de los balcones no debía superar la de las residencias vecinas.
- Los tejados de todos los edificios debían ser planos.

Las normas de construcción mantuvieron las características arquitectónicas preexistentes del país y equilibraron la rápida urbanización. No obstante, si bien esta política preservó los monumentos históricos, también tuvo otras consecuencias a largo plazo al paralizar el desarrollo urbano en estas áreas patrimoniales y provocar escasez de vivienda en algunas zonas. También suprimió las innovaciones arquitectónicas locales marroquíes, como por ejemplo en la medina de Fez, donde se exigía a los residentes marroquíes que mantuvieran sus casas –incluidas las de nueva construcción– de conformidad con lo que la administración francesa consideraba la arquitectura indígena histórica. La académica Janet Abu-Lughod ha sostenido que estas políticas crearon una especie de "apartheid" urbano entre las áreas urbanas indígenas marroquíes –que se vieron obligadas a permanecer estancadas en términos de desarrollo urbano– y las nuevas ciudades planificadas que estaban habitadas principalmente por europeos y que se expandieron para ocupar terrenos fuera de la ciudad que antiguamente eran utilizados por marroquíes. Esta separación fue parcialmente suavizada por los marroquíes ricos que comenzaron a mudarse a las Villes Nouvelles durante este período.

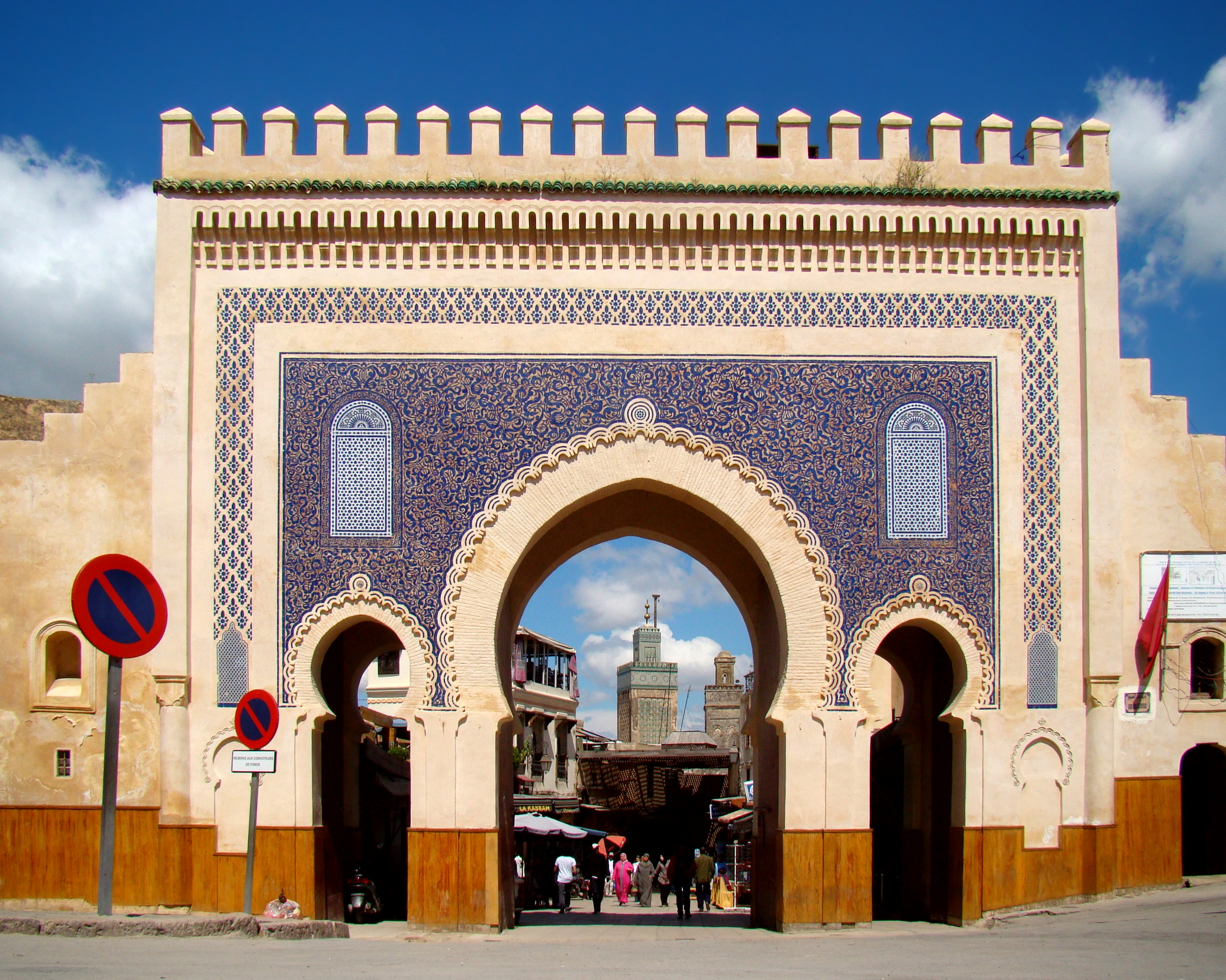
Bab Bou Jeloud en Fez, una puerta de estilo "morisco" construida por los franceses en 1913 a la entrada de la ciudad vieja.

En algunos casos, los funcionarios franceses eliminaron o remodelaron estructuras marroquíes precoloniales más recientes que habían sido visiblemente influenciadas por estilos europeos para borrar lo que consideraban una interferencia extranjera o no indígena en la arquitectura marroquí. A su vez, los arquitectos franceses construyeron edificios en las nuevas ciudades que se ajustaban a las funciones y diseños europeos modernos, pero cuya apariencia estaba fuertemente mezclada con motivos decorativos marroquíes locales, lo que dio como resultado una arquitectura de estilo morisco  o neomorisco. Esto fue especialmente evidente en algunas ciudades como la capital, Rabat, donde se diseñaron nuevos y grandes edificios administrativos con este estilo junto con bulevares de estilo europeo. En algunos casos, los franceses también insertaron estructuras de aspecto marroquí en el tejido de las ciudades antiguas, como la puerta Bab Bou Jeloud en Fez (terminada en 1913 ) y el cercano Collège Moulay Idriss (inaugurado en 1914). Las nuevas zonas construidas por Francia también introdujeron estilos más modernistas como el Art déco. Este patrimonio es especialmente notable en Casablanca, que se convirtió en la principal ciudad portuaria y la ciudad más grande del país durante este período.

## Métodos y materiales de construcción.

### Tierra apisonada (pisé)

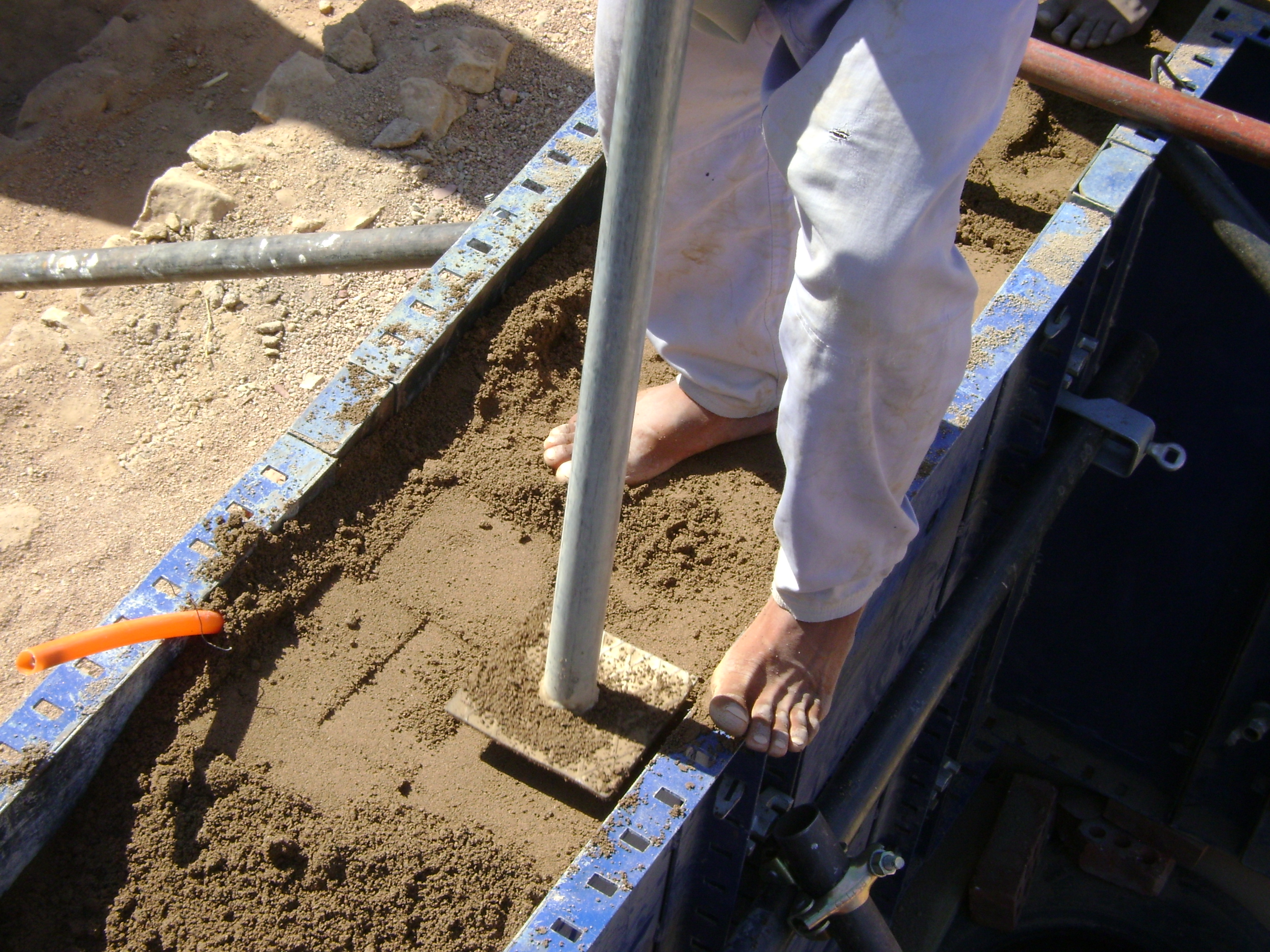
Ejemplo general de construcción de un muro de tierra apisonada (pisé) (con andamios de metal en lugar de madera)

Uno de los tipos de construcción más comunes en Marruecos fue la tierra apisonada, una técnica de construcción antigua que se encuentra en todo el Cercano Oriente, África y más allá. También se le conoce como "pisé" (del francés) o "tabia" (del árabe). Las murallas de Fez, Marrakech y Rabat, por ejemplo, se construyeron con este proceso, aunque algunas estructuras notables (como puertas monumentales) también se construyeron en piedra. Generalmente se empleaban materiales locales y fue ampliamente utilizado gracias a su bajo costo y relativa eficiencia. Este material estaba formado por barro y tierra de diferente consistencia (desde arcilla suave hasta tierra rocosa) generalmente mezclados con otros materiales como paja o cal para ayudar a la adhesión. La adición de cal también hizo que las paredes fueran más duras y resistentes en general, aunque esto variaba localmente ya que algunas áreas tenían suelo que se endurecía bien por sí solo mientras que otras no. (Por ejemplo, las paredes de Fez y la cercana Meknes contienen hasta un 47% de cal, frente a alrededor del 17% en Marrakech y el 12% en Rabat.) La técnica todavía se utiliza hoy en día, aunque la composición y proporción de estos materiales ha cambiado. Continuó cambiando con el tiempo a medida que algunos materiales (como la arcilla) se han vuelto relativamente más costosos que otros, como la grava.  : 80 

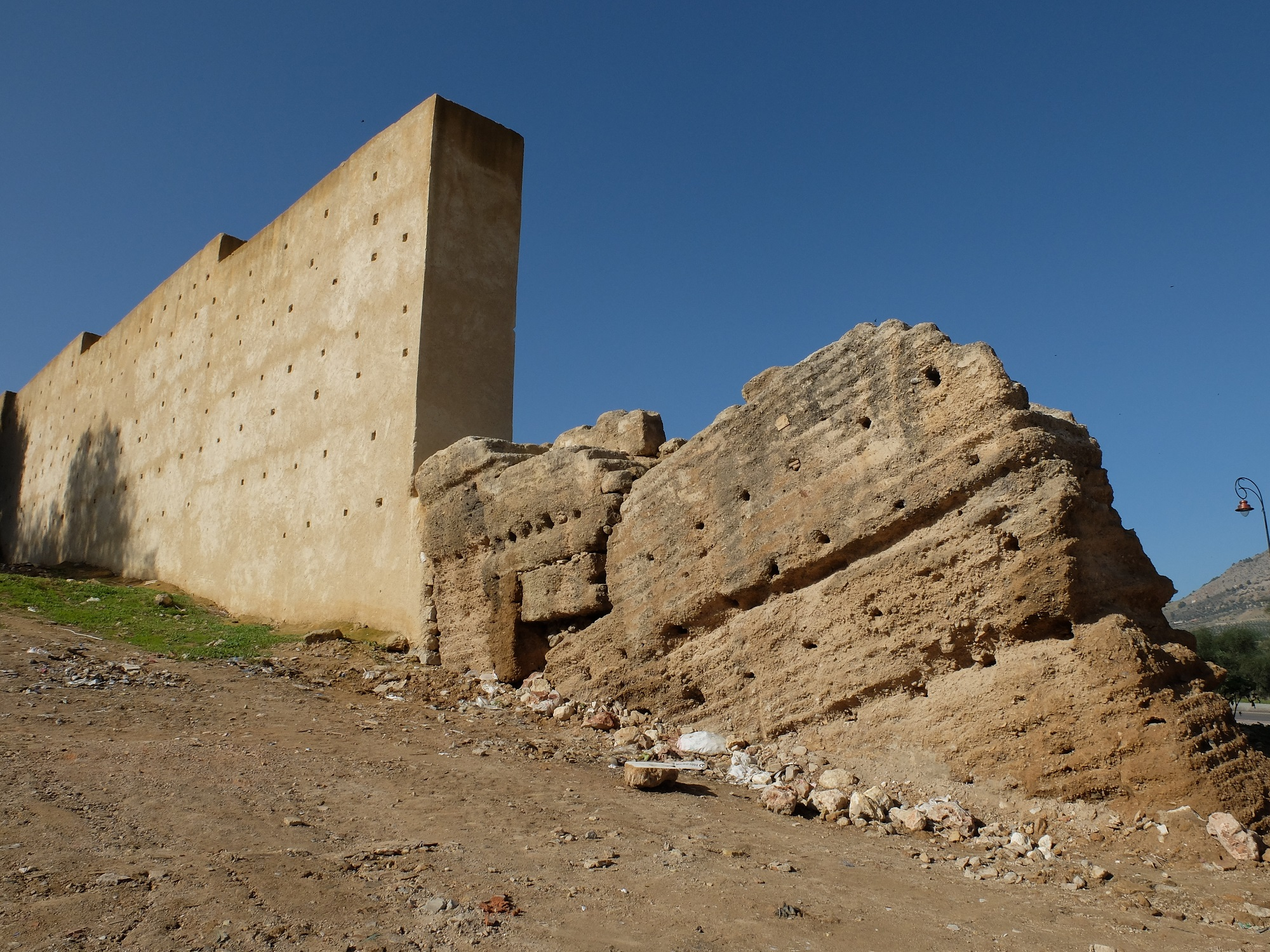
Ejemplo de sección restaurada (izquierda) versus no restaurada (derecha) de muro pisé en Fes el-Bali

Los muros se construyeron de abajo hacia arriba, y un nivel a la vez. Los trabajadores prensaron y empaquetaron los materiales en secciones que van desde 50 y 70 cm de longitud, cada uno de los cuales se mantuvo unido temporalmente mediante tablas de madera. Una vez asentado el material, se podían quitar las ataduras de madera y se repetía el proceso encima del nivel previamente completado. Este proceso inicial de andamiaje de madera a menudo deja huellas en forma de múltiples filas de pequeños agujeros visibles en la cara de las paredes. En muchos casos las paredes se recubrían con una capa de cal, estuco u otro material para darles una superficie lisa y proteger mejor la estructura principal.
Este tipo de construcción requirió mantenimiento y conservación constantes, ya que los materiales son relativamente permeables y son erosionados más fácilmente por la lluvia con el paso del tiempo; En algunas partes de Marruecos (especialmente cerca del Sahara), las qasba y otras estructuras hechas con una composición menos duradera (generalmente sin cal) pueden comenzar a desmoronarse en menos de un par de décadas después de haber sido abandonadas.  Por lo tanto, las antiguas estructuras de este tipo sólo permanecen intactas en la medida en que se restablezcan continuamente; Algunos tramos de muro hoy parecen nuevos debido al mantenimiento regular, mientras que otros se están desmoronando.

### Ladrillo y piedra

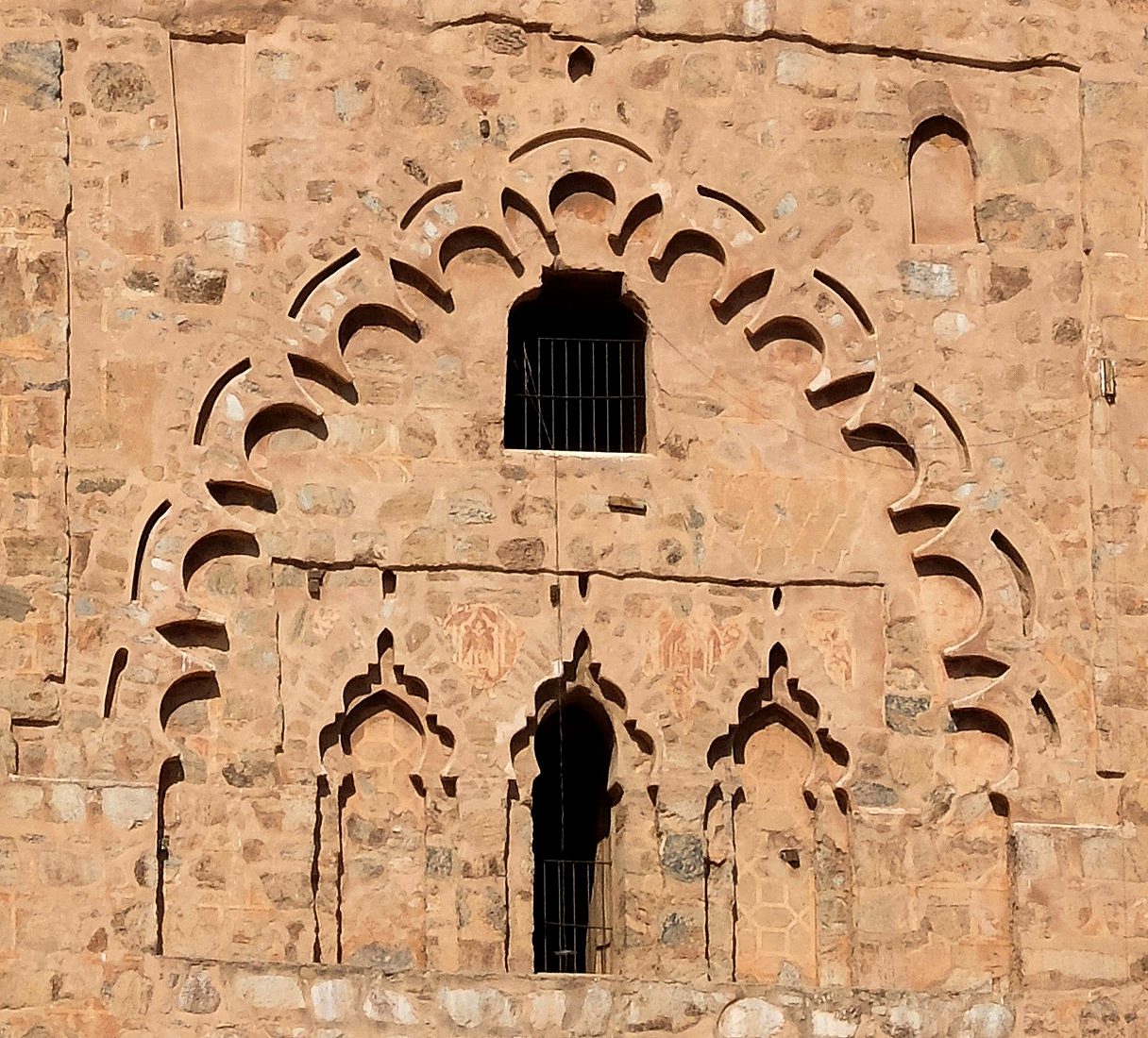
La superficie del minarete de Kutubiyya del : es visible el uso de mampostería de escombros, así como los débiles restos de yeso, con decoración pintada, que una vez lo cubrieron.

Además de la tierra apisonada, el ladrillo y (especialmente en las regiones desérticas) el adobe también eran tipos comunes de materiales para la construcción de casas, arquitectura cívica y mezquitas. Muchos minaretes medievales, por ejemplo, están realizados en ladrillo, revestidos en muchos casos con otros materiales para su decoración.  La mampostería de piedra también se utilizó en muchos monumentos notables, especialmente en la época almohade. Las monumentales puertas almohades de Bab Agnaou, Bab er-Rouah y la puerta principal de la Qasba de los Udayas (Bab Oudaia) hicieron un uso extensivo de piedra tallada.  Los principales minaretes almohades del mismo período demuestran la relativa variabilidad en los materiales y métodos de construcción, dependiendo de la región y las exigencias de la estructura: el minarete de la Mezquita Kutubiyya está construido con pirca utilizando piedra arenisca, la Giralda de Sevilla (en España) se hizo con ladrillo local, la enorme pero inacabada Torre Hassan en Rabat se hizo en piedra, y el minarete de la Mezquita Qasba en Marrakech se hizo con una base de piedra de escombros y un eje principal de ladrillo. : 209–211 

### Madera
La madera también se utilizó ampliamente, pero principalmente para techos y otros elementos por encima del nivel de los ojos, como marquesinas y galerías superiores. Muchos edificios, como mezquitas y mausoleos, tienen techos inclinados con estructura de madera o artesonado, conocidos localmente como berchla o bershla,  a menudo mejorados visualmente mediante el uso de patrones geométricos en su disposición, escultura y decoración pintada  Muchas puertas, fuentes callejeras y entradas a mezquitas también están resaltadas con marquesinas de madera esculpidas que eran características de la arquitectura marroquí y morisca. Especialmente a partir del período merínida, la madera esculpida se convirtió en un componente importante de la decoración arquitectónica.

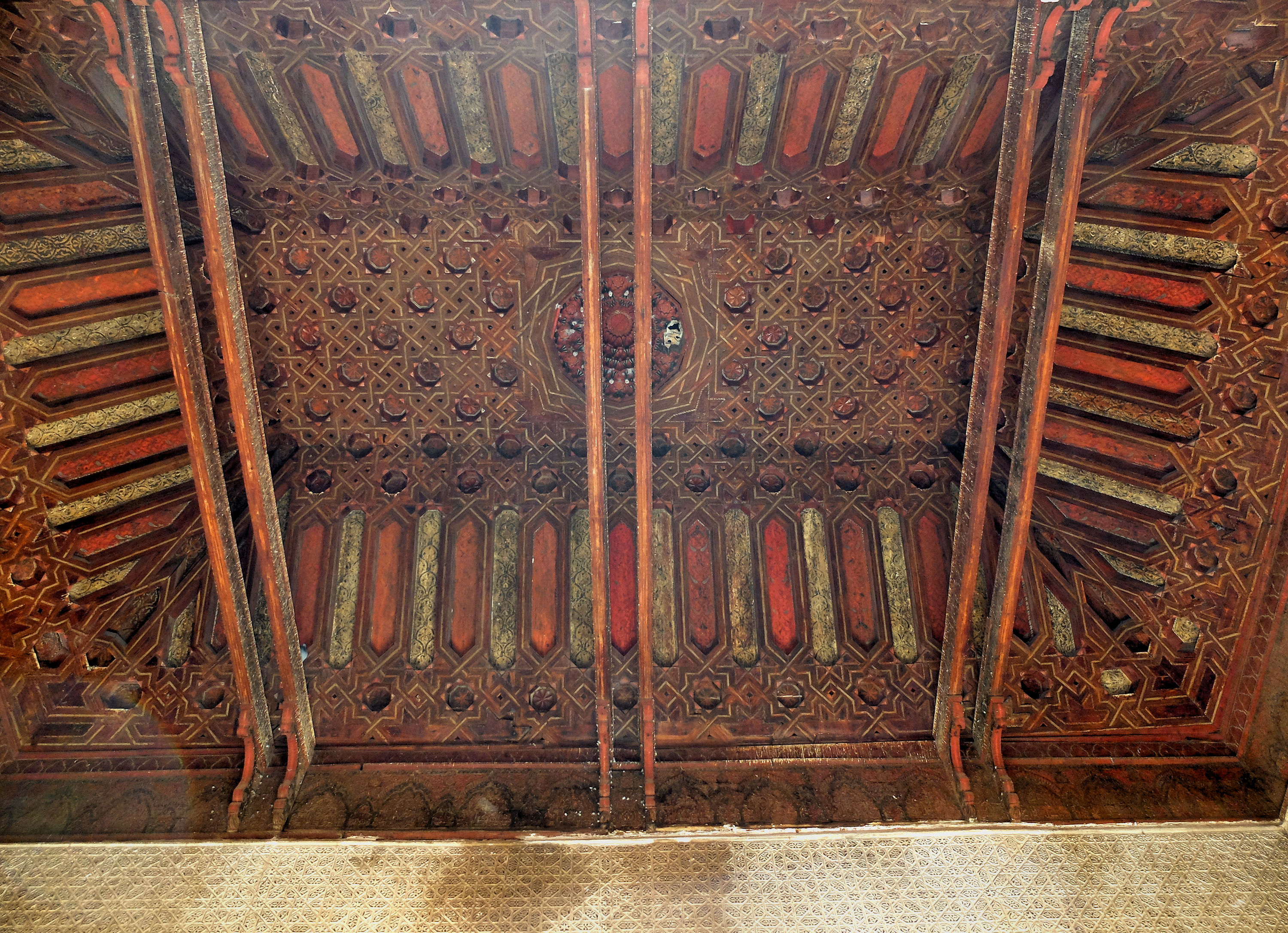
Un techo de berchla adornado en las tumbas saadíes del siglo XVI
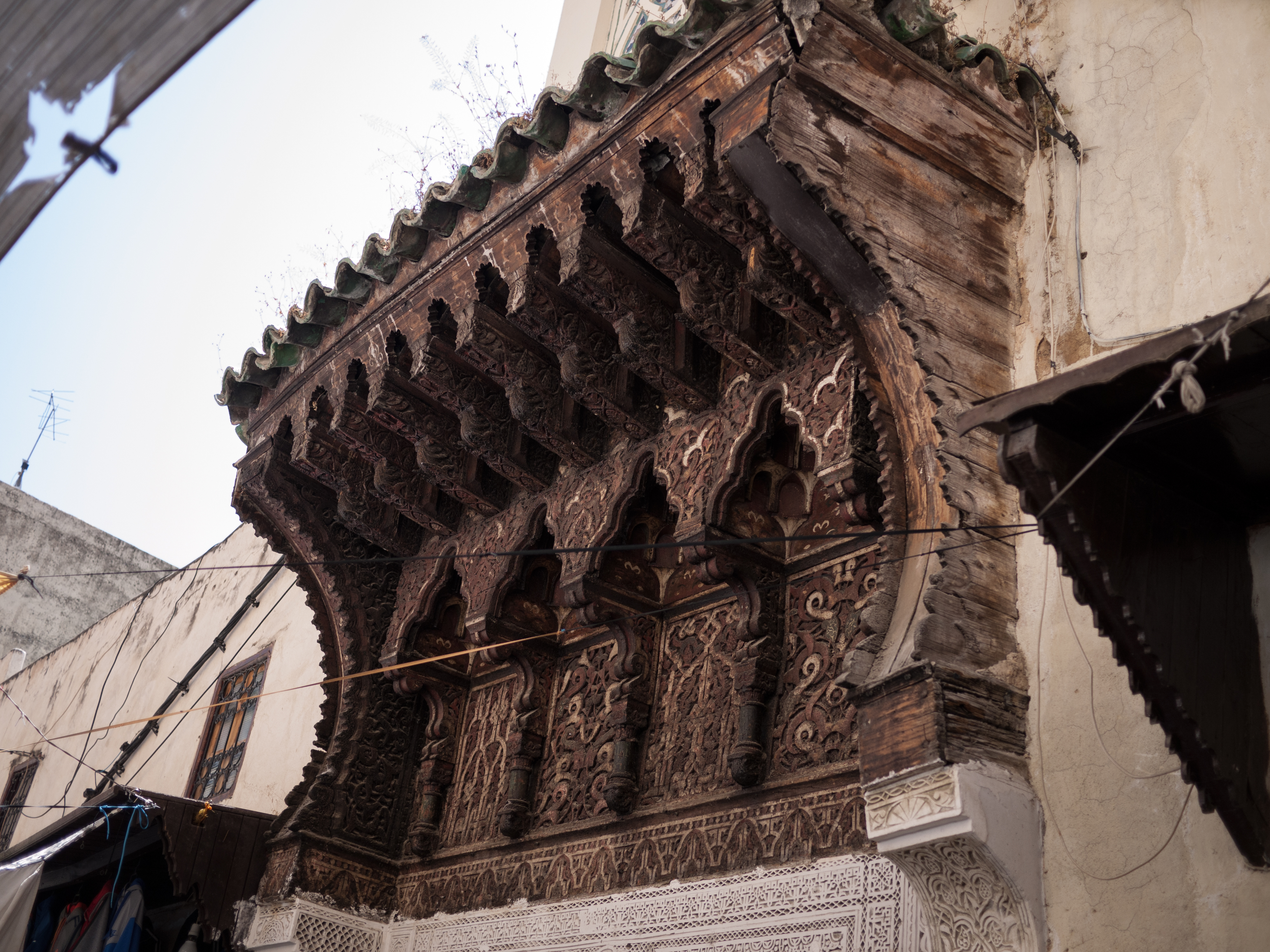
Marquesina de madera sobre la entrada de la mezquita de Abu al-Hasan del siglo XIV
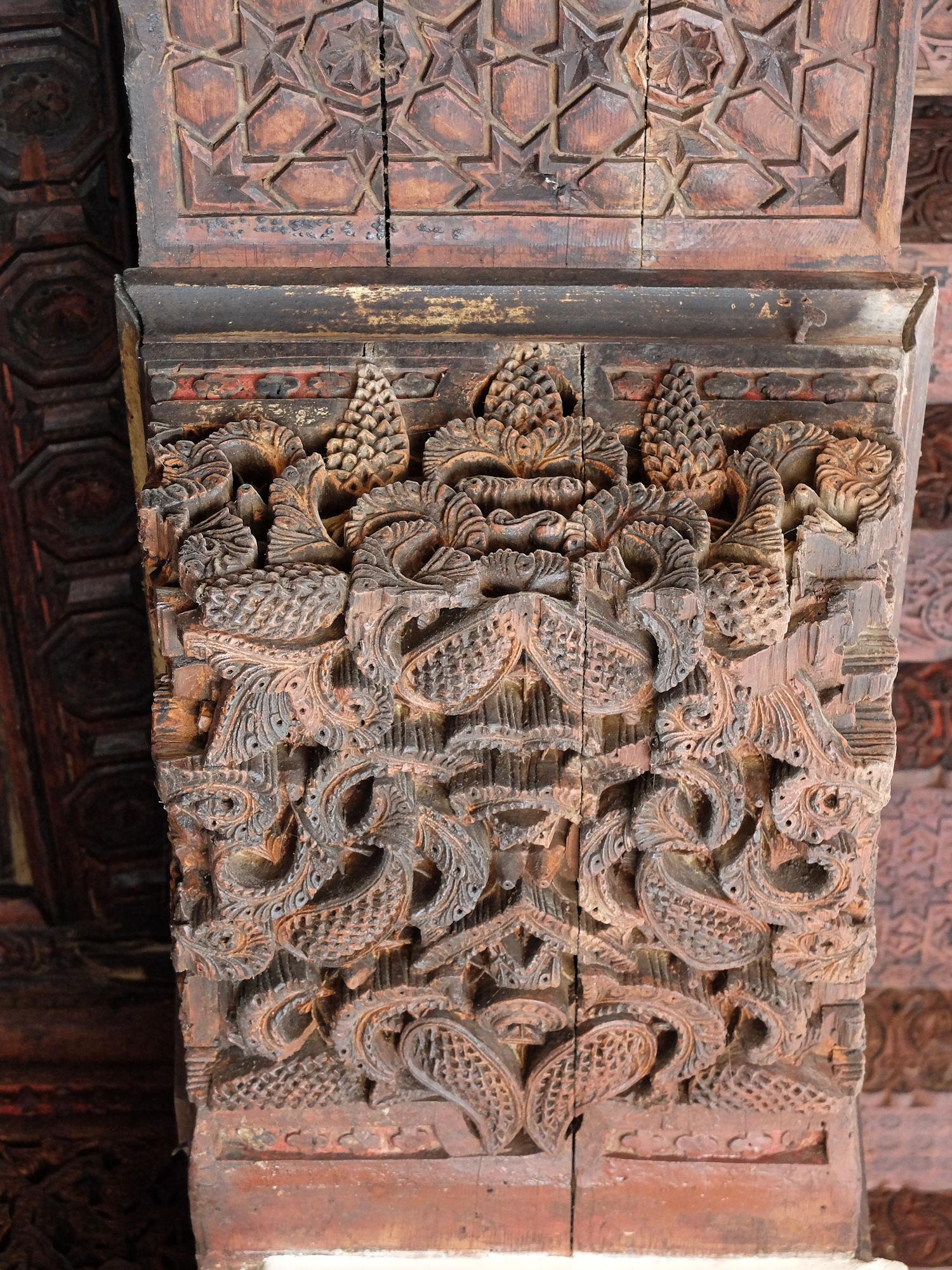
Tallado en madera de la época merínida en Funduq Staouniyyin (siglo XIV)

La madera generalmente procedía de los cedros marroquíes, todavía muy valorados hoy en día, que alguna vez crecieron abundantemente en las laderas de las montañas de todo el país, pero que ahora están en parte en peligro y limitados a los bosques del Medio Atlas  Sin embargo, todavía se utilizaban ocasionalmente otros tipos de madera. El dosel de madera esculpida de la fuente Shrob ou Shouf de Marrakech estaba hecho, por ejemplo, de madera de palma  : 128 El famoso Minbar de la Mezquita Kutubiyya, que fue fabricado en Córdoba (España) antes de ser enviado a Marrakech, estaba hecho principalmente de madera de cedro pero su decoración de marquetería fue realzada con maderas más exóticas de diferentes colores como el jujube y el granadillo negro. 

### Otros materiales para decoración.

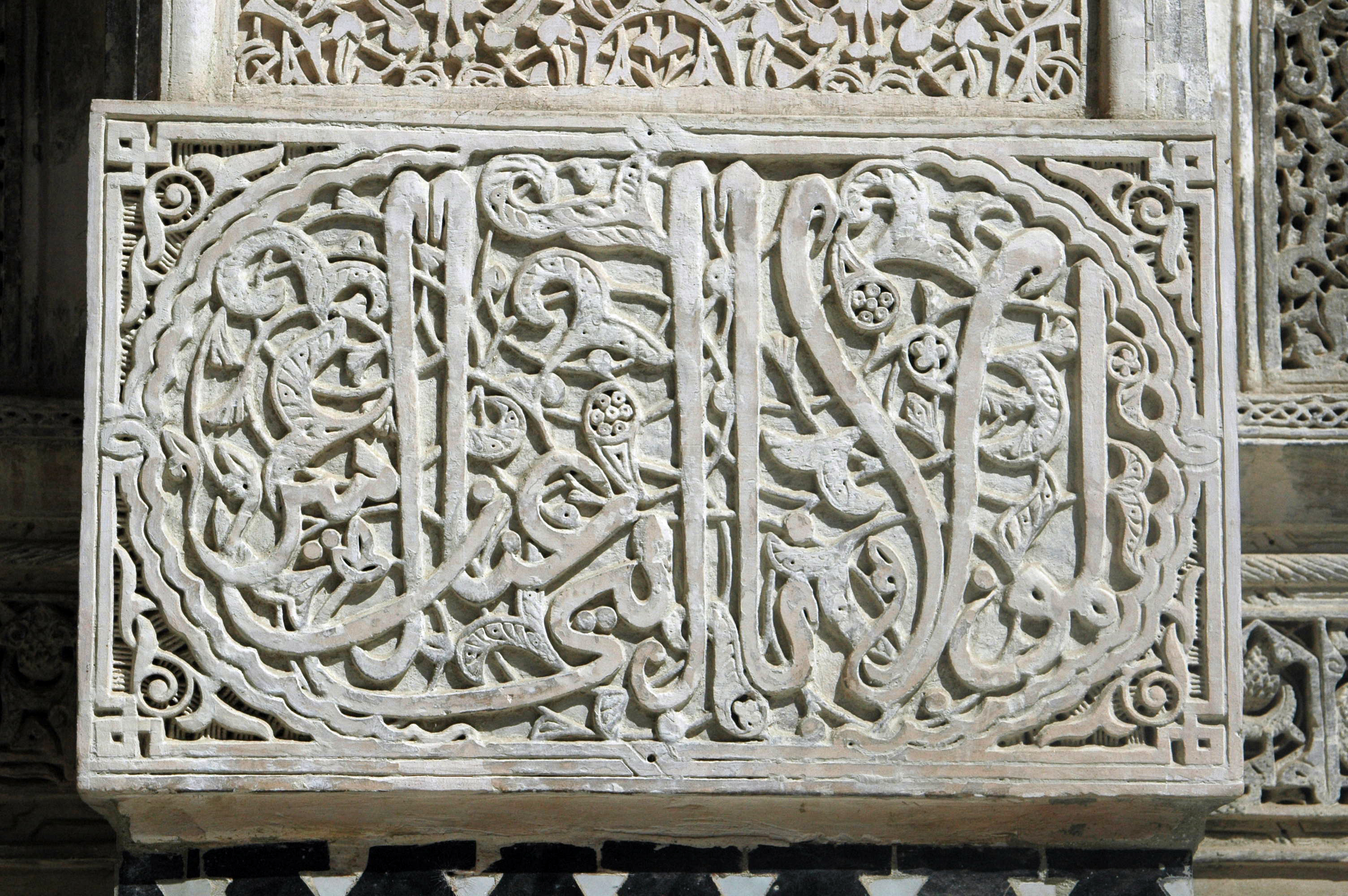
Ejemplo de estuco tallado con decoración caligráfica en la madrasa Bou Inania de Fez

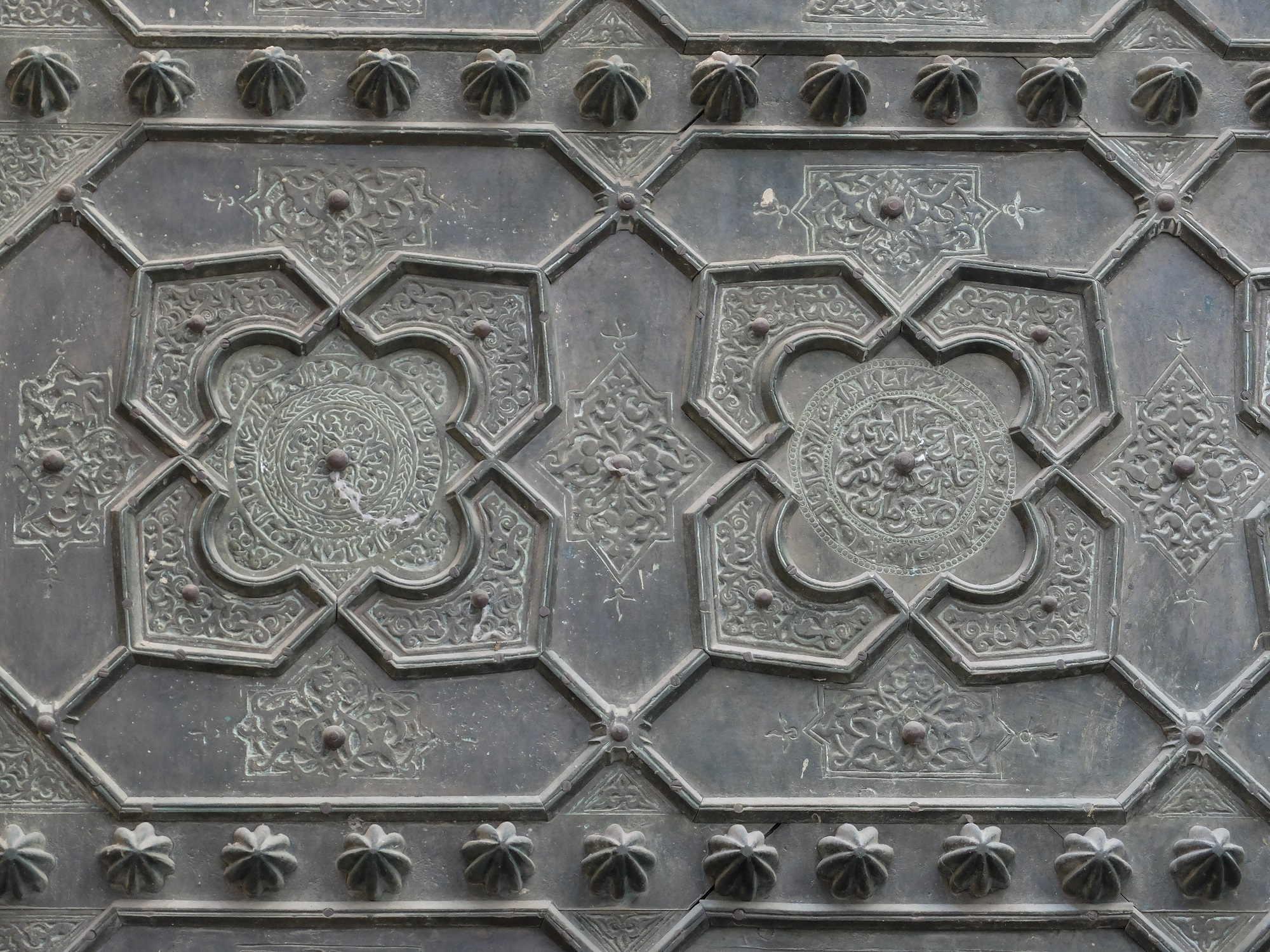
Primer plano de las superposiciones de bronce del en Bab al-Gna'iz, una de las puertas de la mezquita Qarawiyyin.

Un elemento muy destacado y distintivo de la arquitectura marroquí y morisca es el uso intensivo de estuco tallado para la decoración de paredes y techos. El estuco, que es relativamente barato y fácil de esculpir, fue tallado y pintado con motivos de un amplio repertorio que incluye motivos florales y vegetales (arabescos), patrones geométricos, composiciones caligráficas y formas de mocárabes   (éstas también eran características comunes en la decoración de madera esculpida).
Los azulejos, particularmente en forma de mosaicos llamados zellige, eran un elemento decorativo estándar a lo largo de las paredes inferiores y para el pavimento de los pisos. Consistía en piezas de loza cortadas a mano en diferentes colores y unidas para formar elaborados motivos geométricos, a menudo basados en patrones de estrellas radiantes.  zellige hizo su aparición en la región durante el siglo X y se generalizó en el siglo XIV durante el período mariní. Es posible que se haya inspirado o derivado de mosaicos bizantinos y luego adaptado por artesanos musulmanes para azulejos de loza. Las baldosas se fabrican primero en cuadrados vidriados, normalmente de 10 cm por lado, luego cortados a mano en una variedad de formas preestablecidas (generalmente memorizadas) necesarias para formar el patrón general. Este repertorio preestablecido de formas combinadas para generar una variedad de patrones complejos también se conoce como método hasba  Aunque los patrones exactos varían de un caso a otro, los principios subyacentes han sido constantes durante siglos y los artesanos marroquíes todavía son expertos en fabricarlos en la actualidad. 
El metal, particularmente el bronce y el cobre, también se utilizaba para decorar o proteger ciertos elementos. En particular, las puertas de muchas mezquitas y madrasas medievales estaban cubiertas con placas de bronce o cobre talladas y cinceladas con motivos geométricos, arabescos y caligráficos. Las obras de arte de bronce más antiguas del arte árabe-marroquí que se conservan, por ejemplo, son los accesorios de bronce del siglo XII que se encuentran en varias puertas de la mezquita Qarawiyyin en Fez.

## Características arquitectónicas

### Arcos

#### Arco de herradura
Quizás el tipo de arco más característico de la arquitectura islámica marroquí y occidental en general sea el llamado arco "morisco" o de "herradura". Este es un arco donde las curvas continúan hacia abajo más allá del eje horizontal medio del círculo y comienzan a curvarse entre sí, en lugar de ser simplemente semicirculares (formando solo medio círculo). : 15 Este perfil de arco se volvió casi omnipresente en la región desde el comienzo del período islámico. : 45 El origen de este elemento arquitectónico parece remontarse al período bizantino anterior en todo el Mediterráneo, ya que aparecen versiones del mismo en edificios de la época bizantina en Capadocia, Armenia y Siria También aparecen con frecuencia en iglesias visigodas de la península ibérica (siglos V-VII). Quizás debido a esta influencia visigoda, los arcos de herradura predominaron especialmente después en Al-Ándalus bajo los omeyas de Córdoba, aunque el arco andalusí tenía un perfil ligeramente diferente al arco visigodo. : 163–164  Los arcos no sólo se utilizaron para soportar el peso de la estructura sobre ellos, sino también como elementos decorativos, arcos ciegos y hornacinas arqueadas. El mihrab (nicho que simboliza la qibla) de una mezquita tenía casi siempre la forma de un arco de herradura. : 164  A partir de la época almorávide comenzaron a aparecer en la región los primeros arcos de herradura apuntados o "rotos", que se generalizaron durante la época almohade. Es probable que este arco sea de origen norteafricano, ya que los arcos en punta ya estaban presentes en la arquitectura fatimí anterior más al este. : 234 

#### Arco polilobulado
Los arcos polilobulados (o multifoliados) tienen sus primeros precedentes en la arquitectura fatimí de Ifriquía y Egipto, y también habían aparecido en la arquitectura andalusí, como el palacio de la Aljafería. En los períodos almorávide y almohade, este tipo de arco se perfeccionó aún más con funciones decorativas, mientras que los arcos de herradura continuaron siendo estándar en otros lugares. : 232–234 Aparece en la Gran Mezquita de Tremecén (en Argelia) y en la Mezquita de Tinmel  : 232 

#### Arco "lambrequín"
El llamado arco con lambrequínes, con un perfil más intrincado de lóbulos y puntas, también se introdujo en el período almorávide, con una aparición temprana en la sección funeraria de la Mezquita Qarawiyyin que data de principios del siglo XII. : 232 Luego se volvió común en la arquitectura almohade y merínida posterior (así como en la arquitectura nazarí en España), a menudo para resaltar los arcos cerca del área del mihrab de una mezquita. Este tipo de arco también se denomina a veces "arco de mocárabes" debido a sus similitudes con el perfil de un mocárabe y por su especulada derivación del uso de los mocárabes en sí. : 232 De hecho, este tipo de arco se usaba comúnmente con mocárabes esculpidos a lo largo del intradós (superficies interiores) del arco. 

### Decoración

#### Motivos florales y vegetales
Los arabescos, o motivos florales y vegetales, derivan de una larga tradición de motivos similares en la ornamentación arquitectónica siria, helenística y romana. Los primeros motivos arabescos de la Córdoba omeya, como los que se ven en la Gran Mezquita o Madinat al-Zahra, continuaron utilizando hojas de acanto y motivos de vid de esta tradición helenística. La arquitectura almorávide y almohade hizo más uso de un motivo general de hojas estriadas, a menudo curvadas y divididas en partes desiguales a lo largo de un eje de simetría.  También se presentaron palmetas y, en menor medida, imágenes de conchas marinas y piñas   A finales del siglo XVI, la arquitectura saadí a veces hacía uso de un motivo tipo mandorla (o en forma de almendra) que puede haber sido de influencia otomana  : 128 

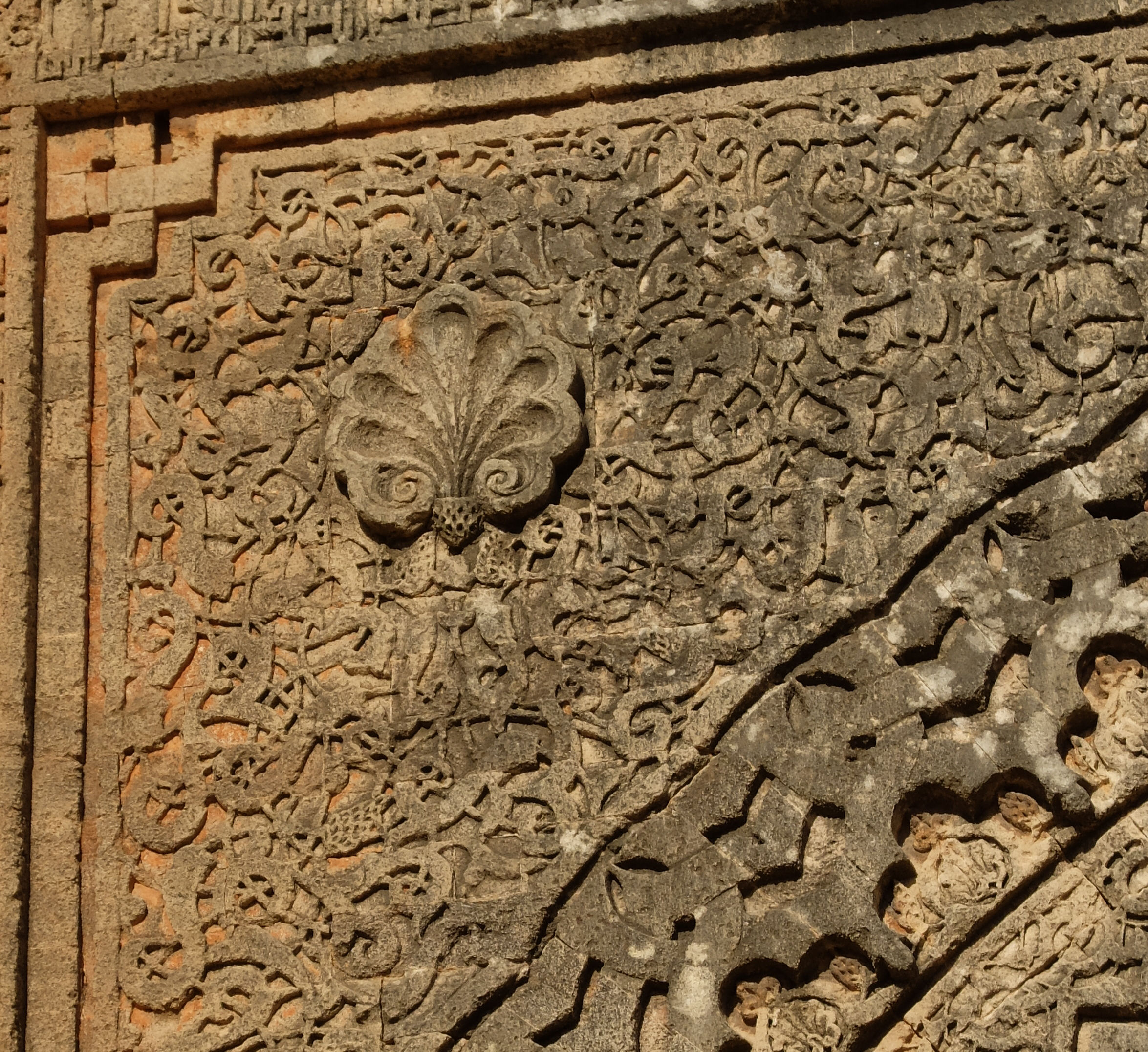
Motivos arabescos y una imagen de palmeta tallada en la enjuta de la puerta merínida en Chellah, Rabat
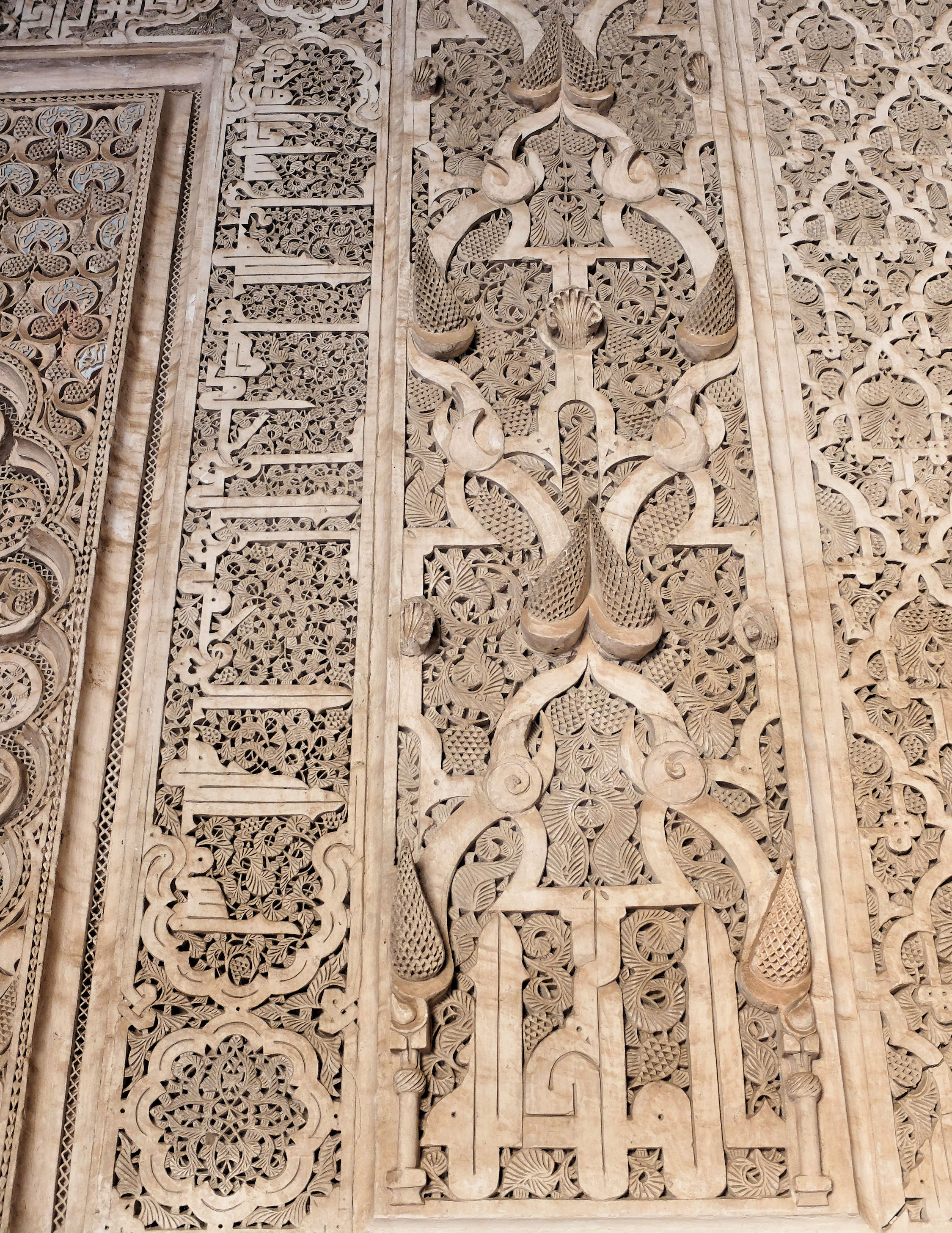
Motivos arabescos y de piñas junto con inscripciones cúficas alrededor del mihrab de la madrasa Ben Youssef, en Marrakech
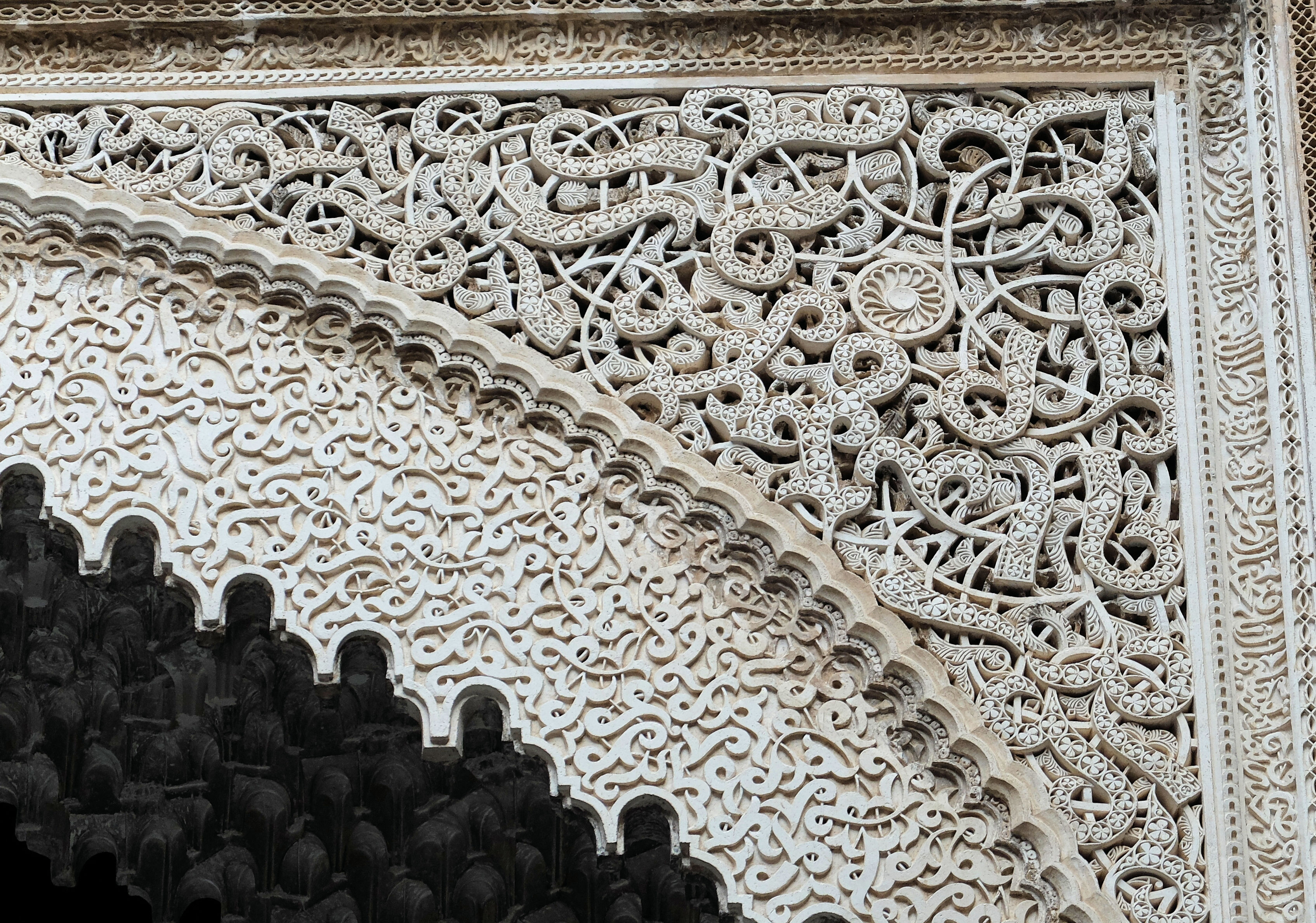
Arabescos tallados en estuco sobre un arco en la madrasa al-Attarine de Fez

#### Motivos deSebka
Varios tipos de motivos entrelazados en forma de rombos aparecen intensamente en la superficie de los minaretes a partir del período almohade (siglos XII y XIII) y más tarde se encuentran en otras decoraciones, como estuco tallado a lo largo de las paredes en la arquitectura merínida (y nazarí), convirtiéndose con el tiempo en una característica estándar en el repertorio ornamental marroquí en combinación con arabescos. Este motivo es típicamente llamado sebka (que significa "red"), : 80 Algunos eruditos creen que  se originó con los grandes arcos entrelazados en la ampliación del siglo X de la Gran Mezquita de Córdoba por el califa Alhakén II  : 257–258 Luego fue miniaturizado y ampliado hasta formar un patrón repetitivo en forma de red que puede cubrir superficies. Este motivo, a su vez, tuvo muchas variaciones detalladas. Una versión común, llamada darj wa ktaf ("paso y hombro") por los artesanos marroquíes, utiliza líneas rectas y curvas alternas que se cruzan en sus ejes simétricos, formando un motivo que se parece aproximadamente a una flor de lis o forma de palmeta  : 232  : 32 Otra versión, que también se encuentra comúnmente en los minaretes en alternancia con el darj wa ktaf, consiste en arcos multilobulados/polilobulados entrelazados que tienen una forma de trifolio parcialmente repetitivo. : 32, 34 

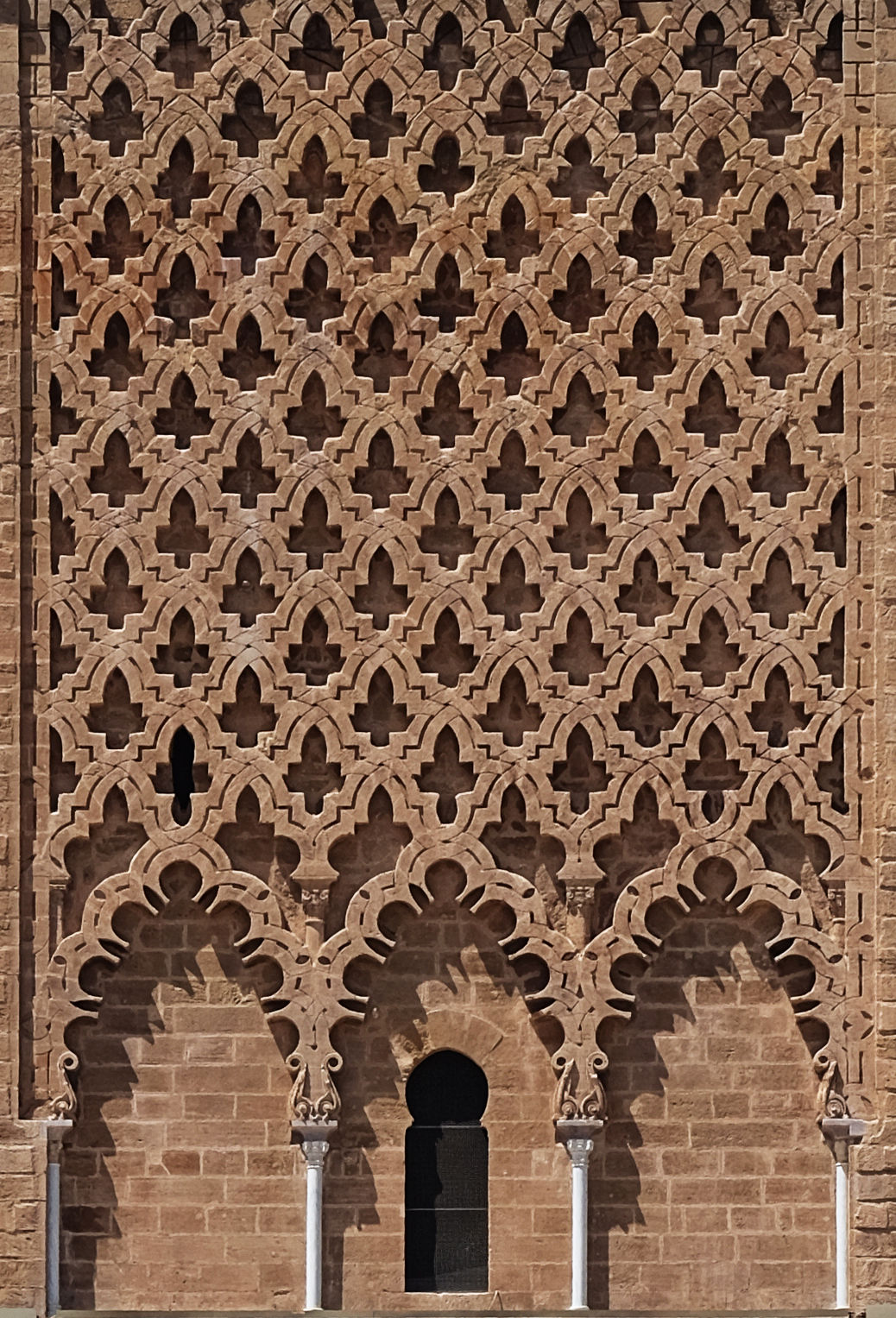
Un motivo sebka o darj wa ktaf en una de las fachadas de la Torre Hassan en Rabat
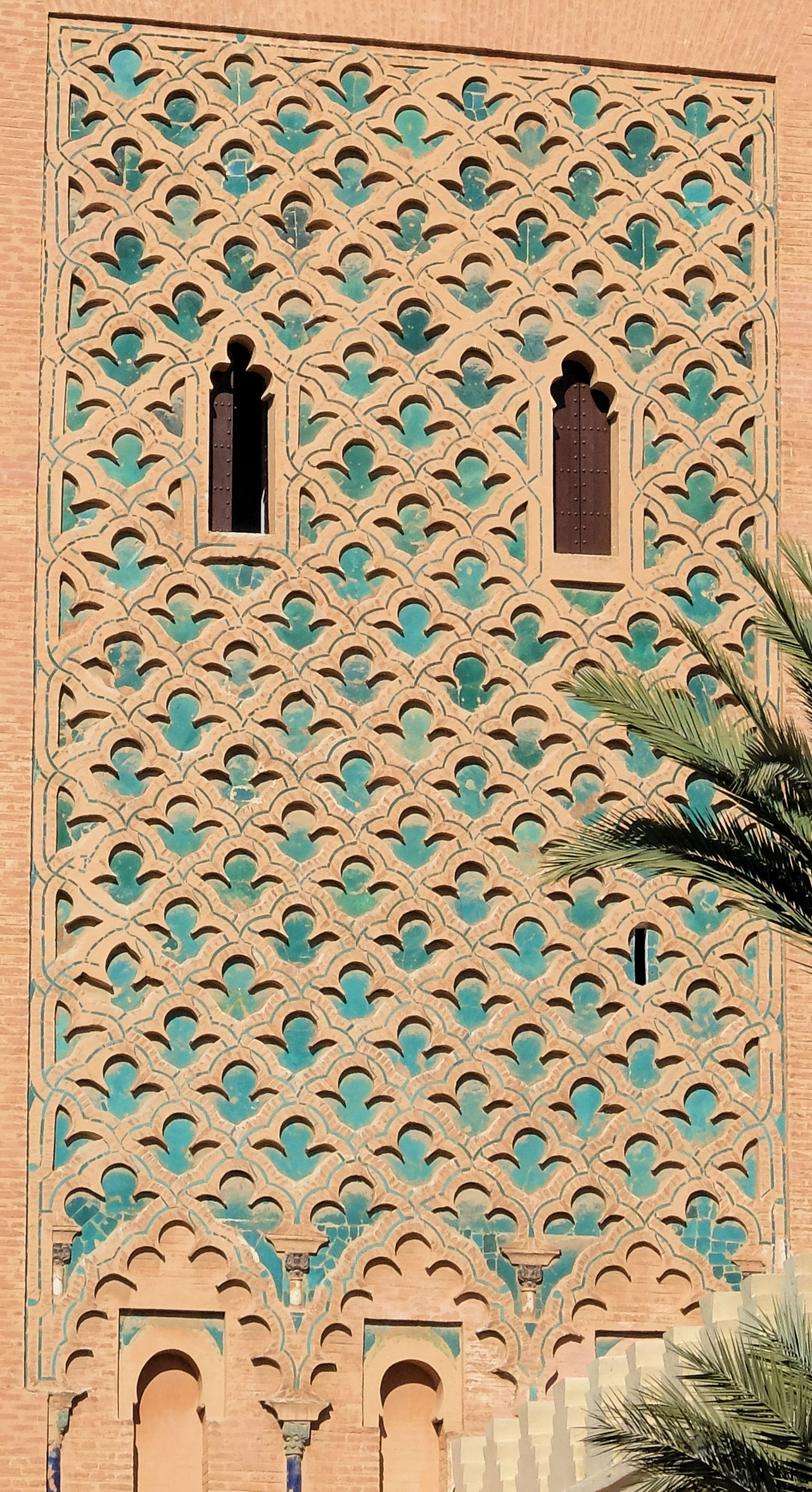
Otra variación del motivo sebka, con forma de trébol, en una de las fachadas del minarete de la mezquita qasba de Marrakech
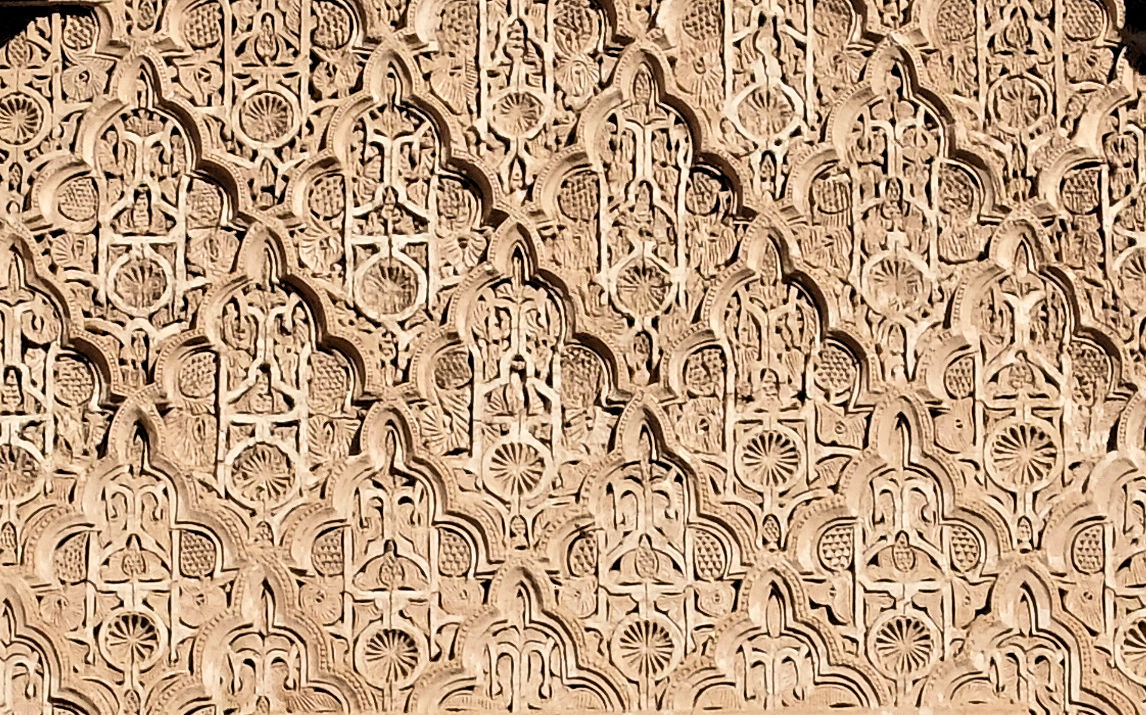
Motivo Sebka con arabescos en la decoración de estuco tallado de la madrasa Ben Youssef
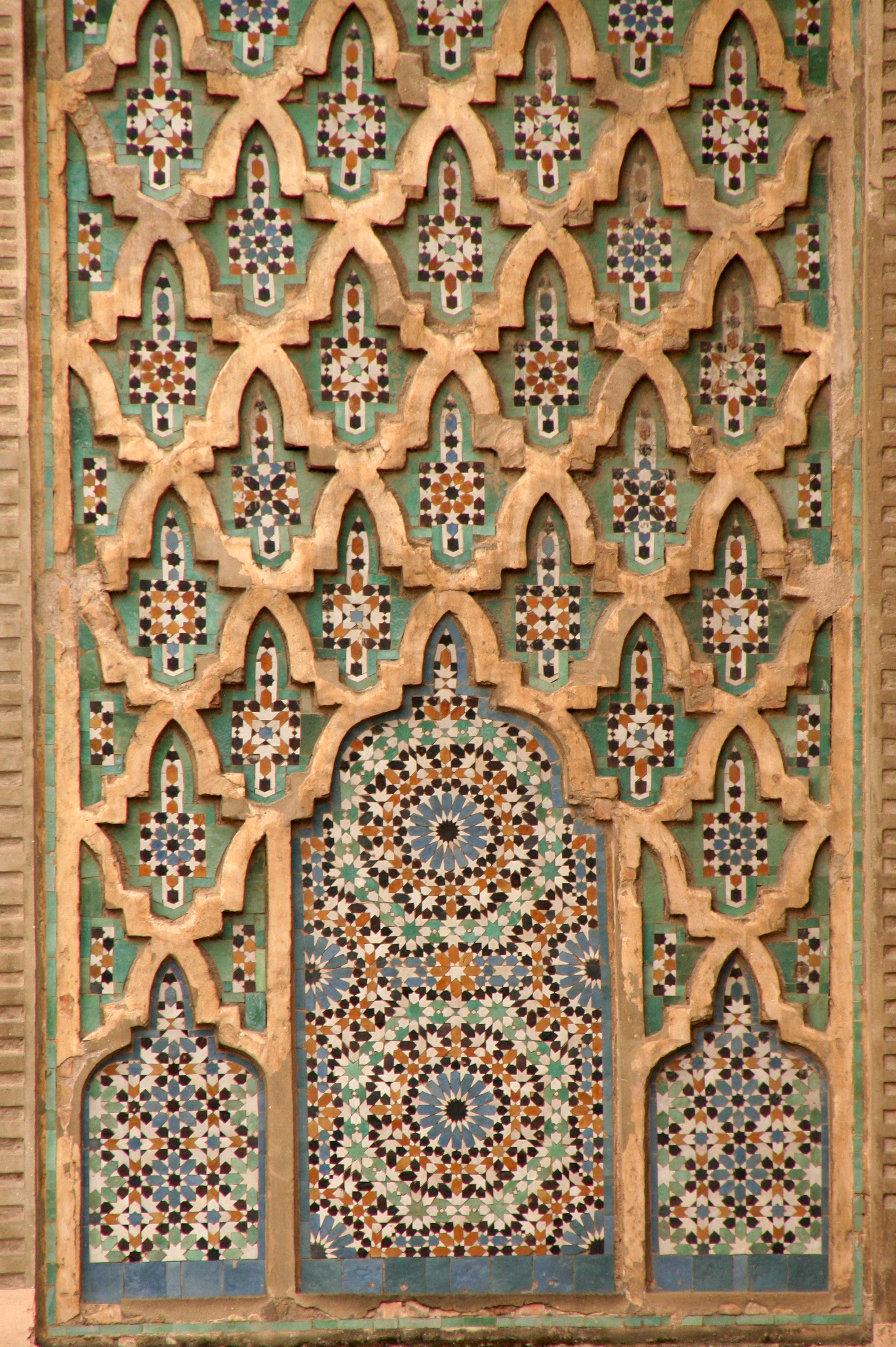
Motivo Darj wa ktaf en Bab Mansour en Meknes

#### Patrones geométricos
Los patrones geométricos, que normalmente utilizan líneas rectas que se cruzan y que se giran para formar un patrón radiante similar a una estrella, eran comunes en la arquitectura islámica en general y en toda la arquitectura marroquí. Estos se encuentran en estuco tallado y decoración de madera, y más notablemente en mosaicos zellige, También se encuentran otros motivos poligonales, a menudo en combinación con arabescos.

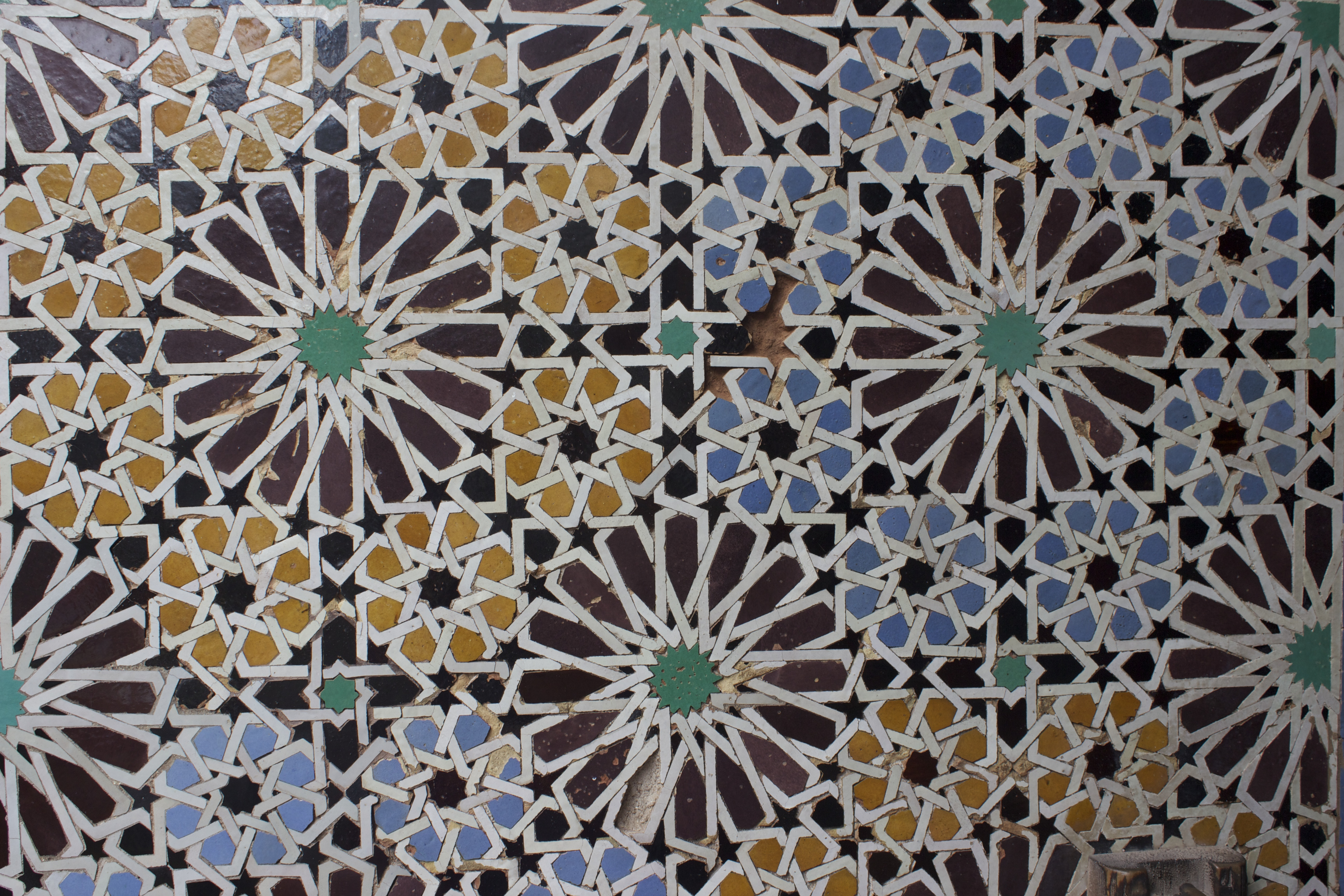
Motivos de estrellas de doce puntas en azulejos zellige en las Tumbas Saadíes, Marrakech
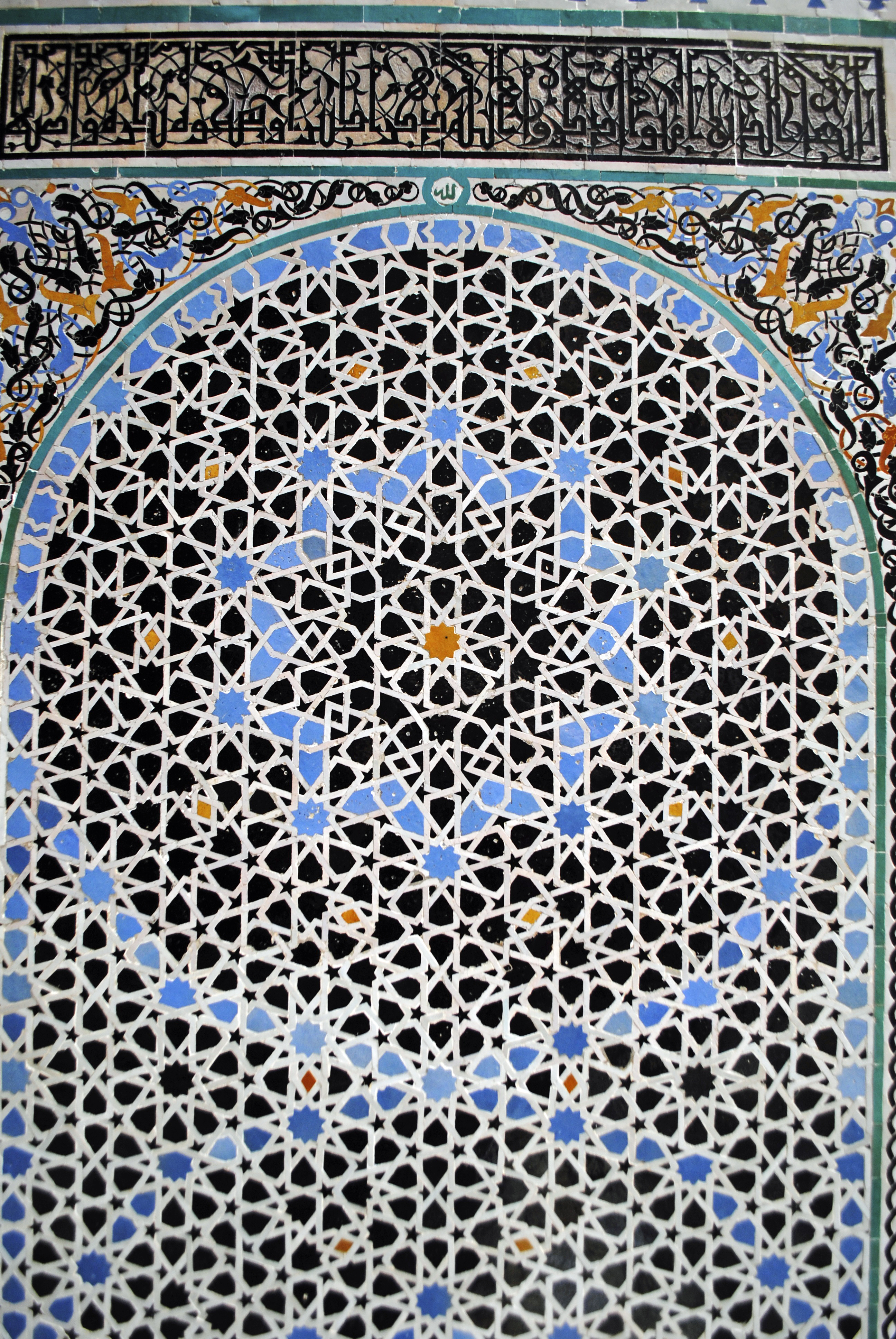
Patrones geométricos en azulejos zellige en la madrasa Al-Attarine en Fez
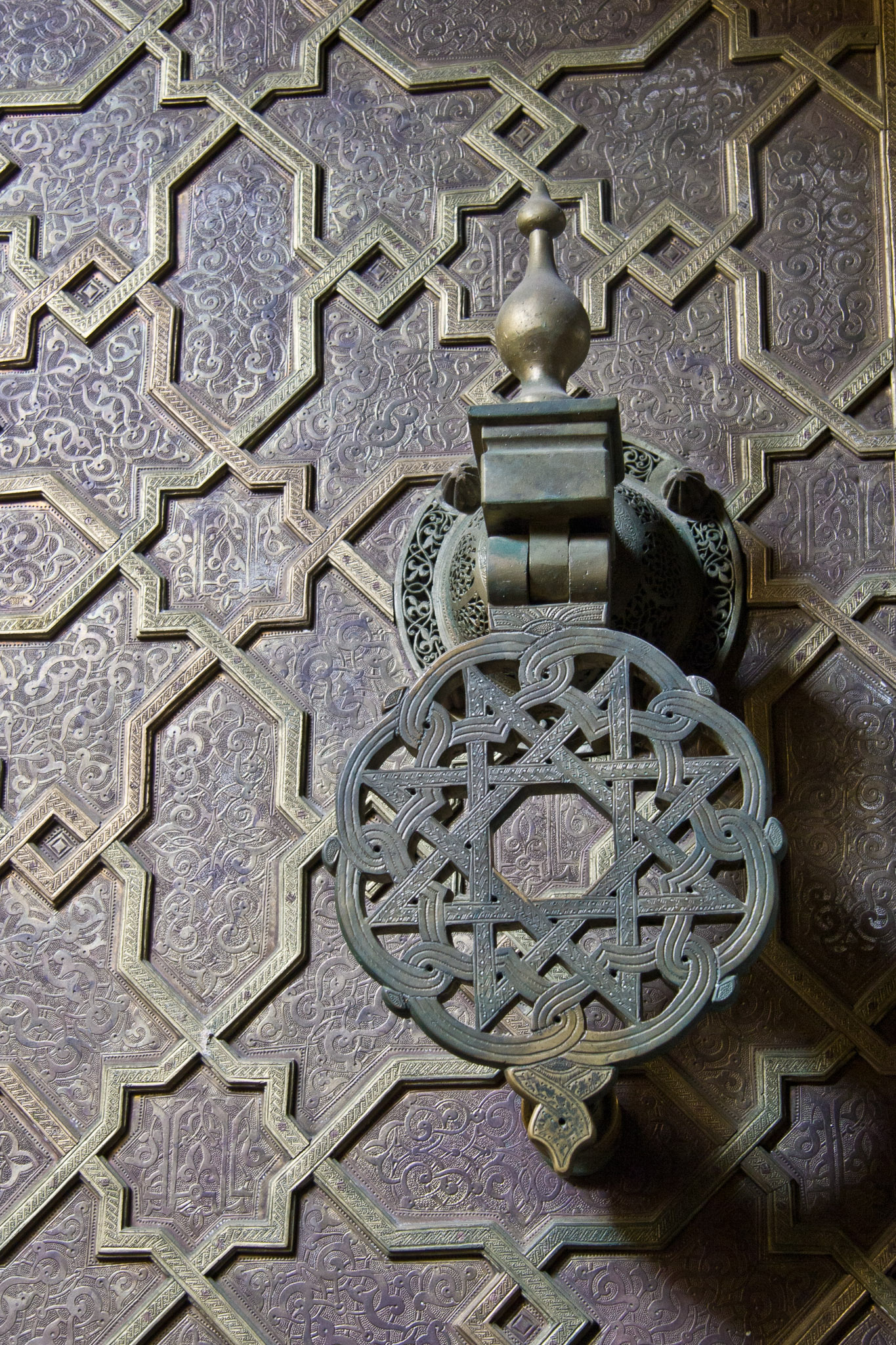
Motivos geométricos en el revestimiento de bronce de las puertas de la madrasa Al-Attarine
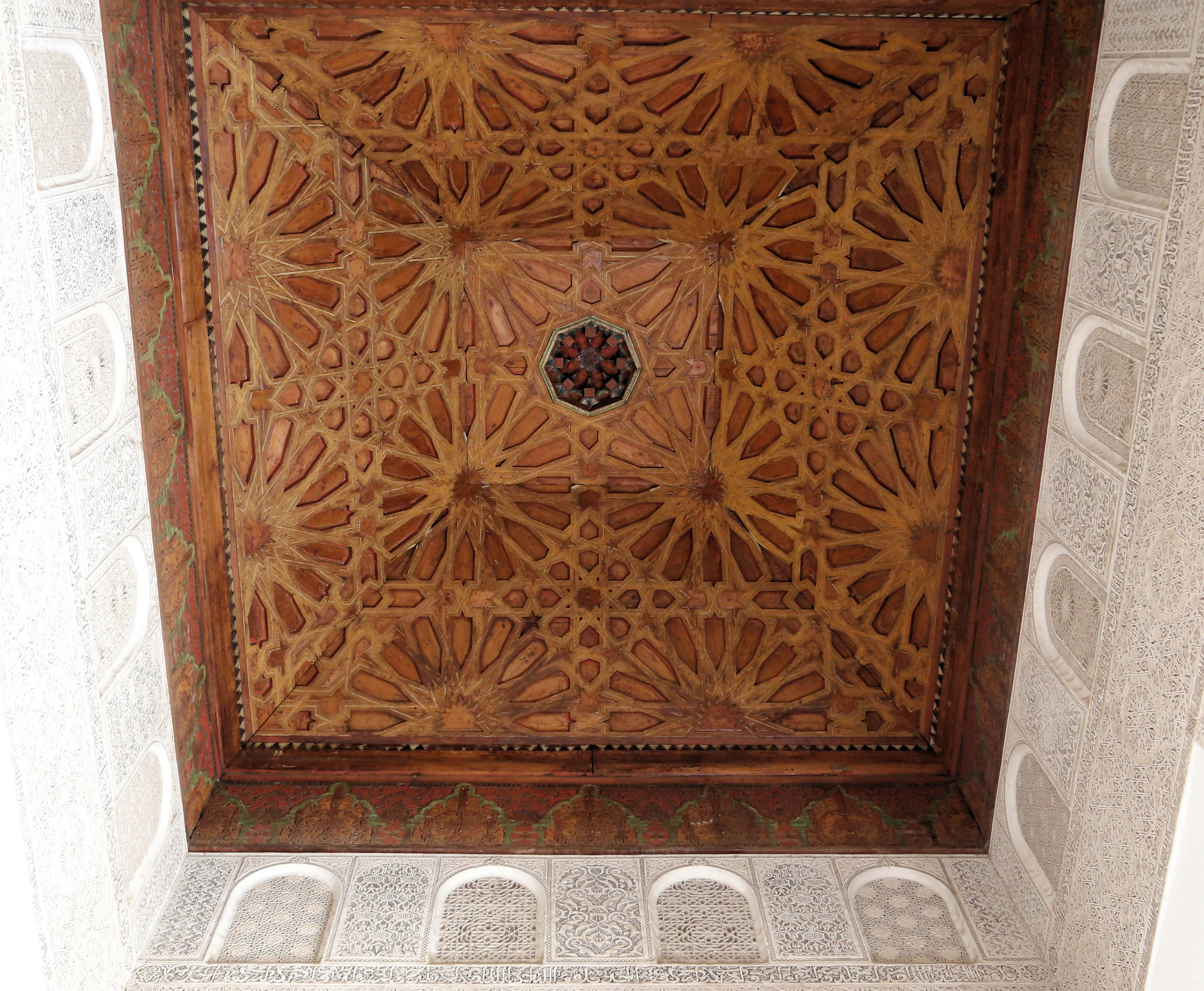
Patrones geométricos en un techo de madera en la madrasa Ben Youssef de Marrakech

#### Epigrafía y caligrafía árabe
Muchos monumentos islámicos presentan inscripciones de un tipo u otro que sirven para decorar, informar o ambas cosas. La caligrafía árabe, como en otras partes del mundo musulmán, también era una forma de arte. Muchos edificios tenían inscripciones en los cimientos que registran la fecha de su construcción y el patrón que la patrocinó. Las inscripciones también podrían incluir versos coránicos, exhortaciones de Dios y otros pasajes de importancia religiosa. Las primeras inscripciones se escribían generalmente en caligrafía cúfica, un estilo en el que las letras se escribían con líneas rectas y tenían menos florituras. : 38 En un período ligeramente posterior, principalmente en el siglo XI, las letras cúficas fueron realzadas con ornamentación, particularmente para llenar los espacios vacíos que generalmente estaban presentes encima de las letras. Esto dio lugar a la adición de formas florales o fondos arabescos a las composiciones caligráficas. : 251 En el siglo XII comenzó a aparecer una escritura más "cursiva", aunque sólo se volvió común en los monumentos del período merínida (siglos XIII-XIV) en adelante. : 250, 351–352  : 38 El cúfico todavía se empleaba, especialmente para inscripciones más formales o solemnes, como las de contenido religioso. : 38  : 250, 351–352 Por el contrario, la caligrafía cúfica también se utilizó en una forma más estrictamente decorativa, como punto de partida para un motivo entrelazado que podía tejerse en un fondo arabesco más grande. : 351–352 

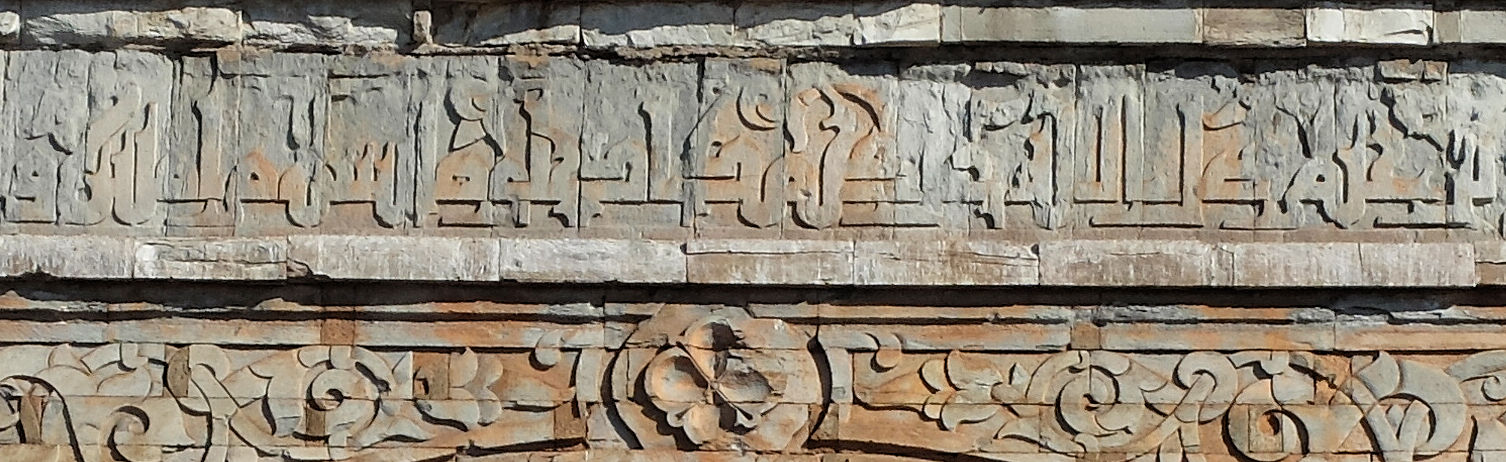
Inscripción cúfica de finales del siglo XII tallada en piedra en la puerta almohade de Bab Agnaou en Marrakech
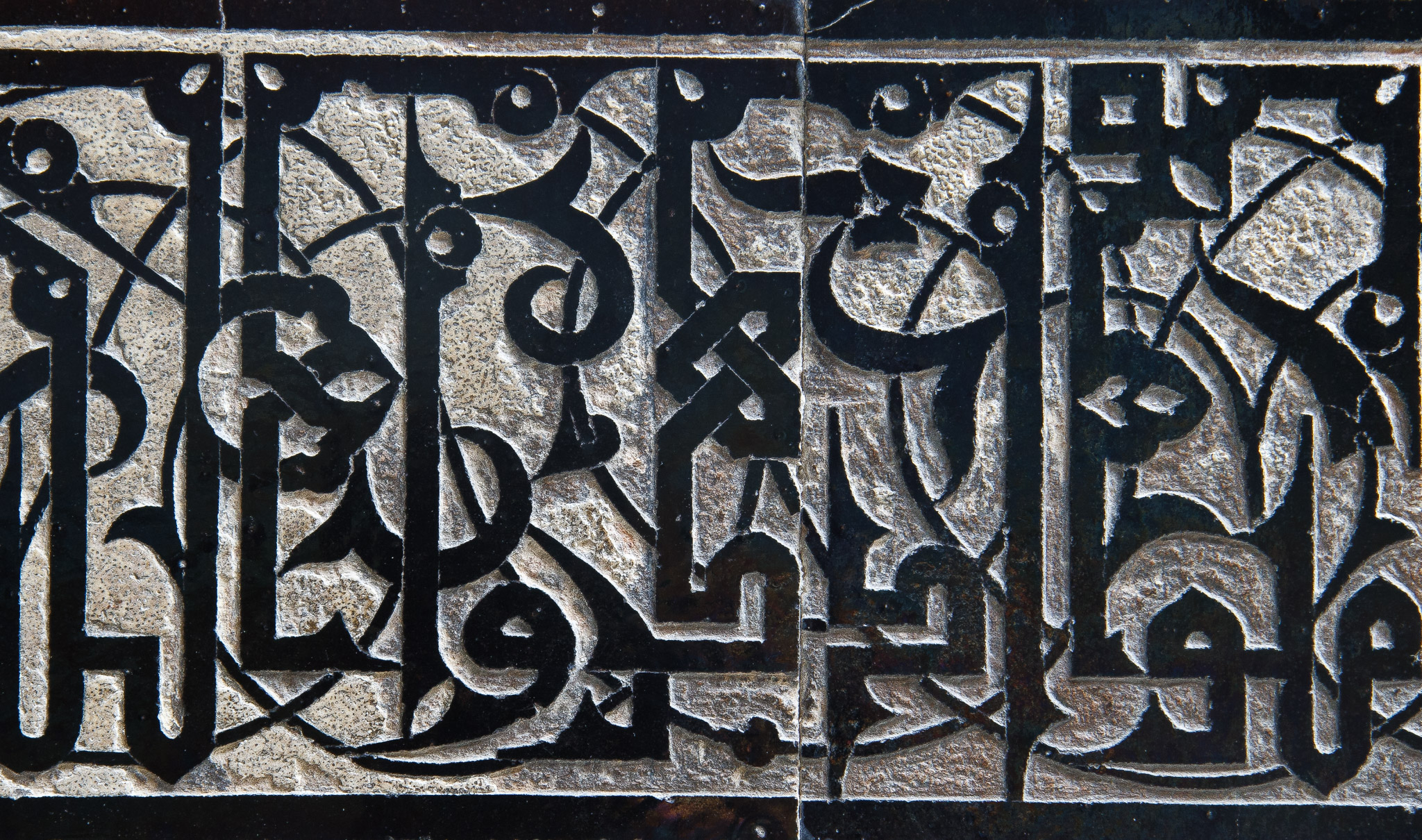
Escritura cúfica con adornos ornamentales, pintada sobre azulejos.
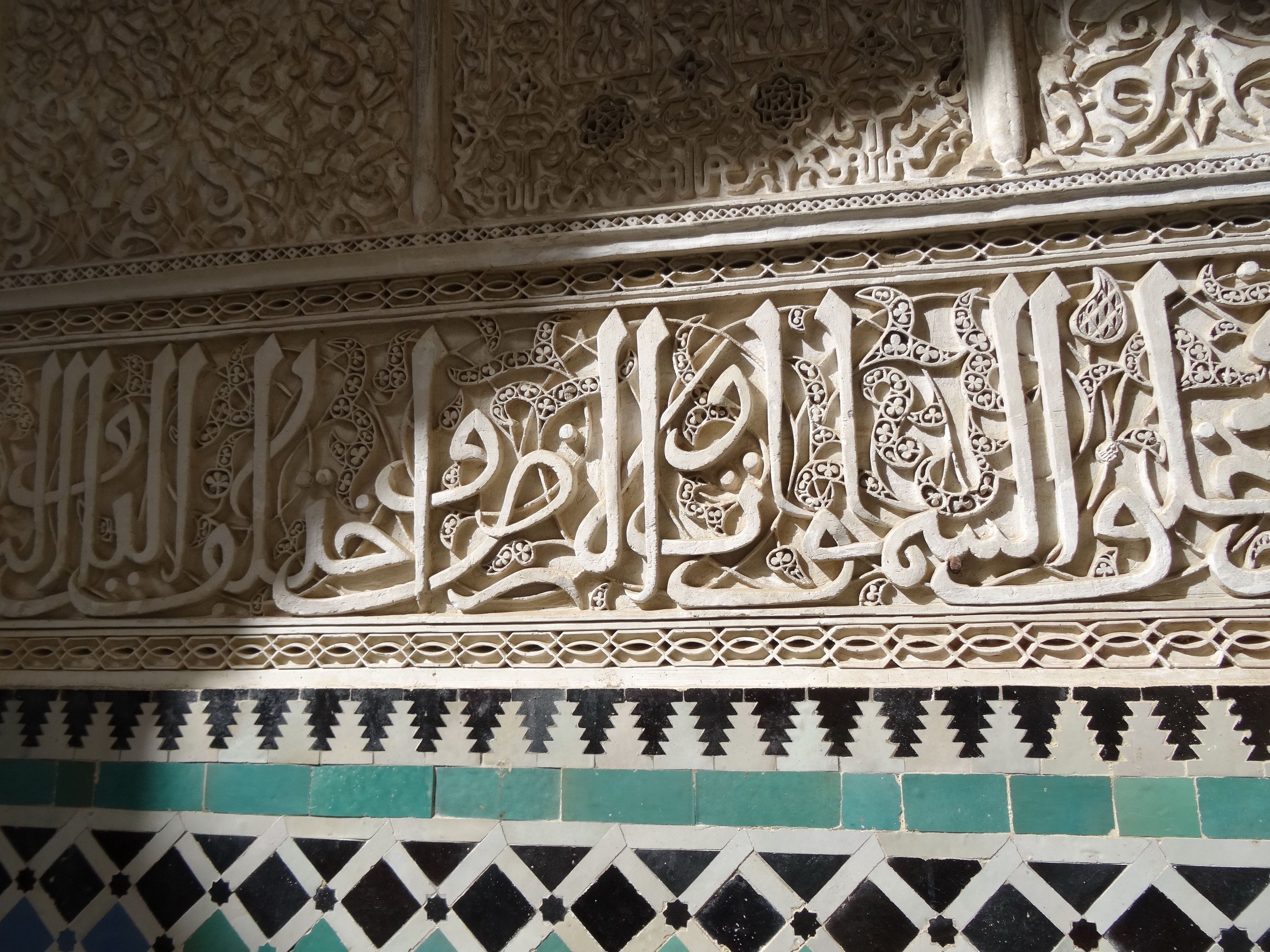
Inscripción caligráfica árabe tallada en estuco en la madrasa al-Attarine de principios del siglo XIV en Fez
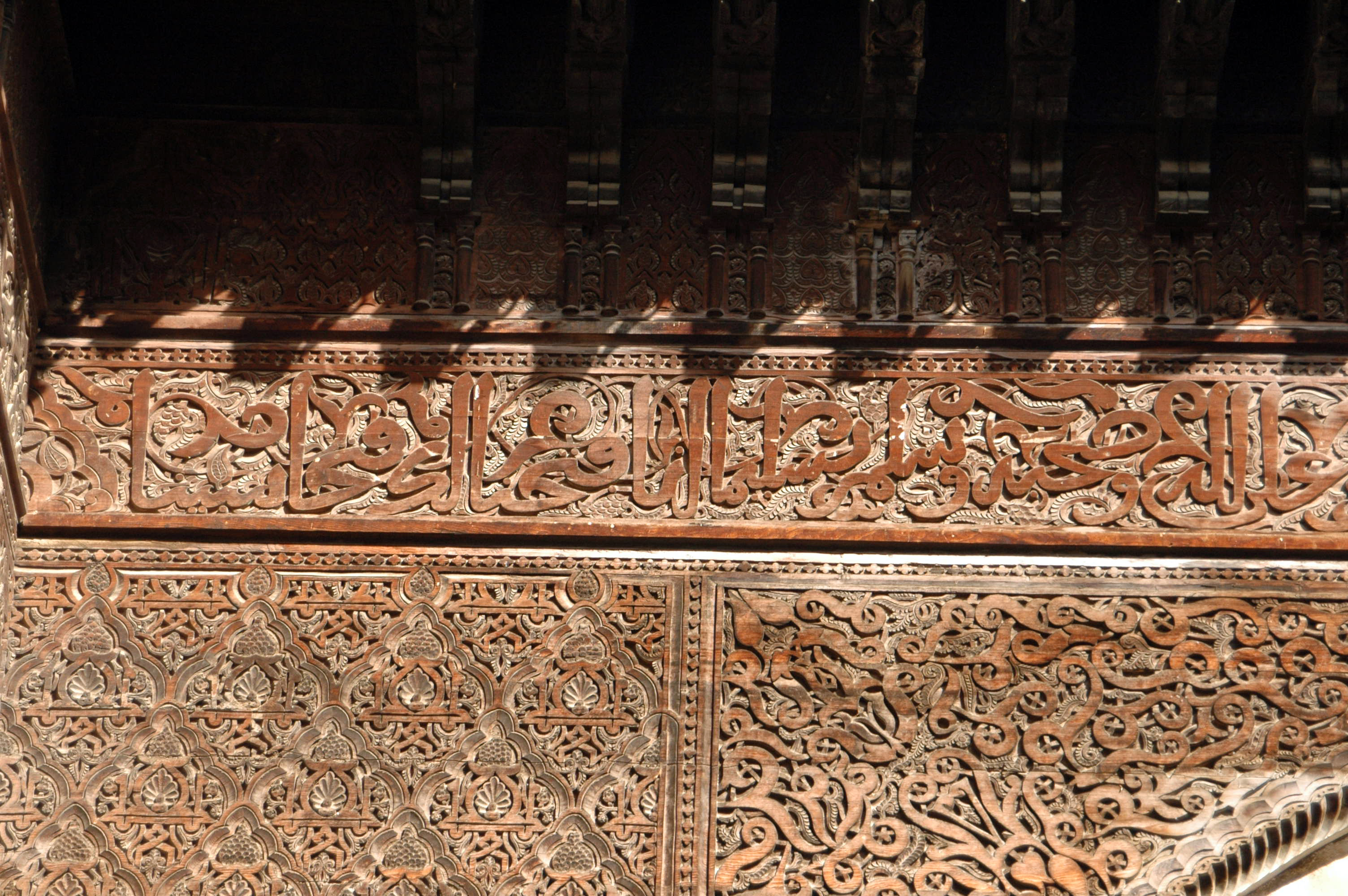
Inscripción caligráfica árabe tallada en madera en la madrasa Sahrij de Fez, de principios del siglo XIV, rodeada de otra decoración arabesca.

#### Mocárabes
Los mocárabes, a veces también llamados tallas de "panal" o "estalactita", consisten en un motivo prismático geométrico tridimensional que se encuentra entre los rasgos más característicos de la arquitectura islámica. Esta técnica se originó más al este en Irán antes de extenderse por todo el mundo musulmán. : 237 Fue introducida por primera vez en Marruecos por los almorávides, quienes la utilizaron a principios del siglo XII en Qubba Almorávide en Marrakech y en la mezquita Qarawiyyin en Fez. : 237 Si bien las primeras formas de mocárabes en la arquitectura islámica se usaban como trompas o pechinas en las esquinas de las cúpulas, : 237 se adaptaron rápidamente a otros usos arquitectónicos. En el mundo islámico occidental fueron particularmente dinámicas y se utilizaron, entre otros ejemplos, para realzar techos abovedados enteros, rellenar ciertas transiciones verticales entre diferentes elementos arquitectónicos e incluso para resaltar la presencia de ventanas en superficies que de otro modo serían planas. 

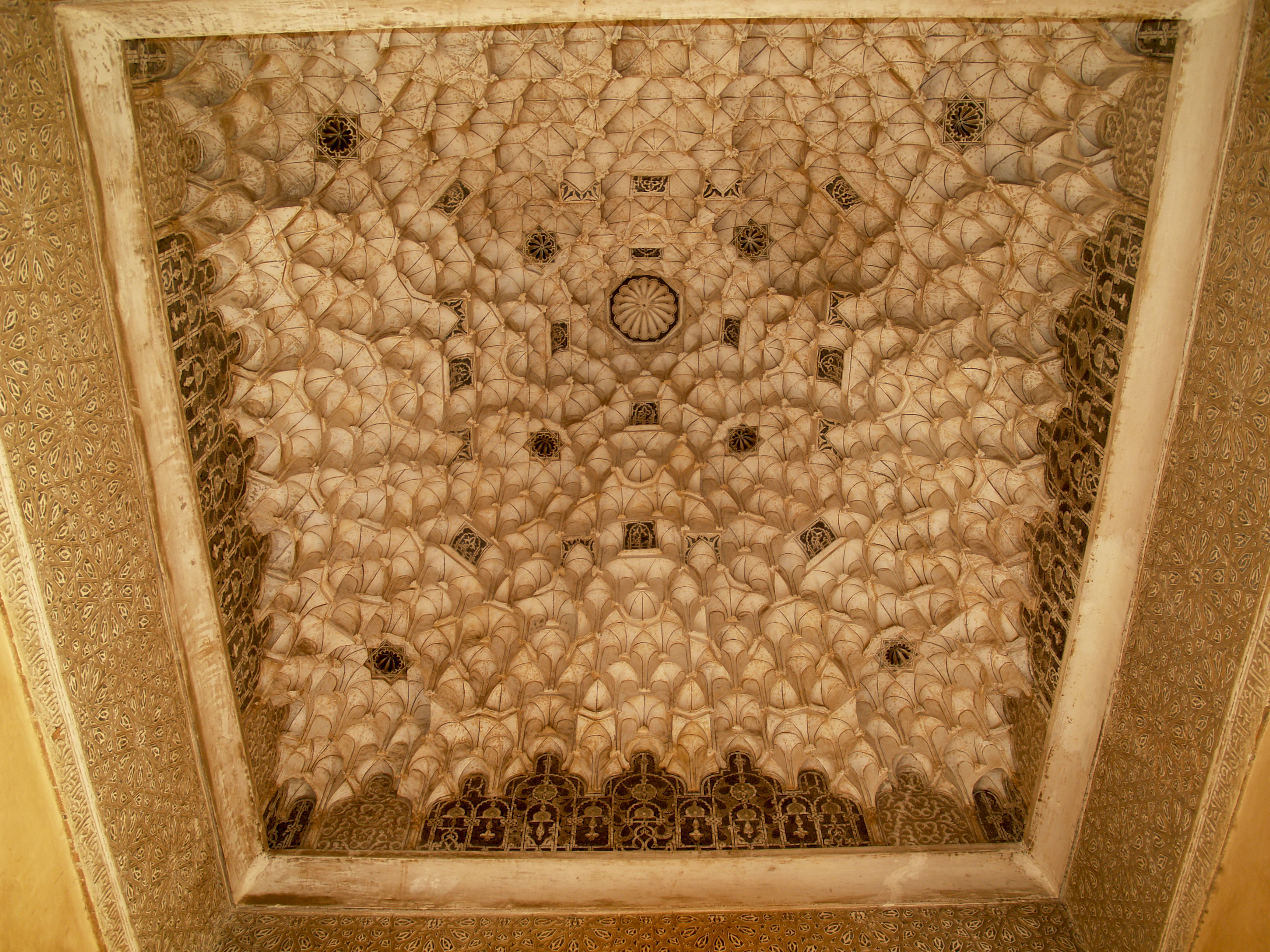
Bóveda de mocárabes sobre la entrada de la madrasa Ben Youssef en Marrakech
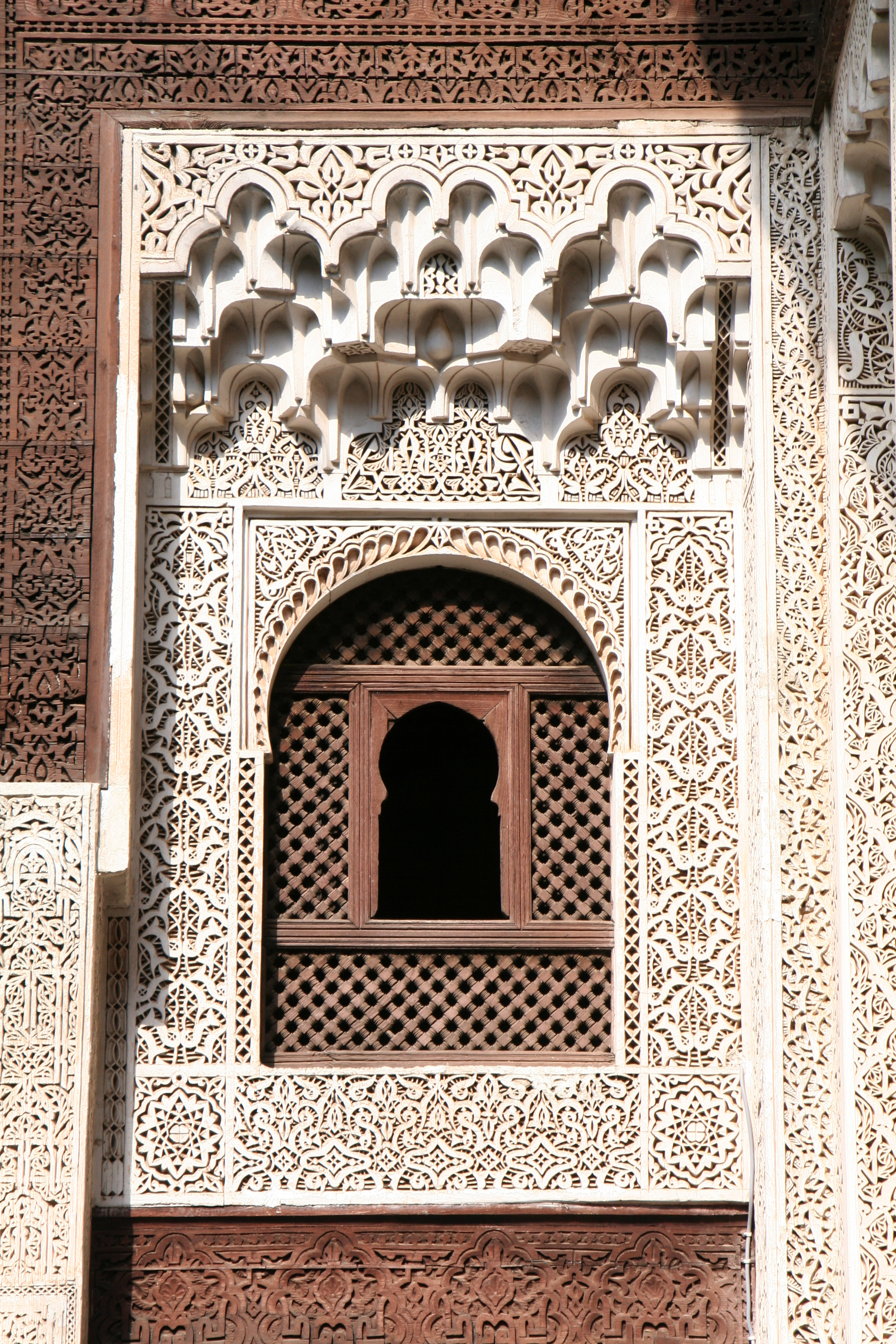
Mocárabes encima de una ventana en la madrasa Bou Inania de Meknes
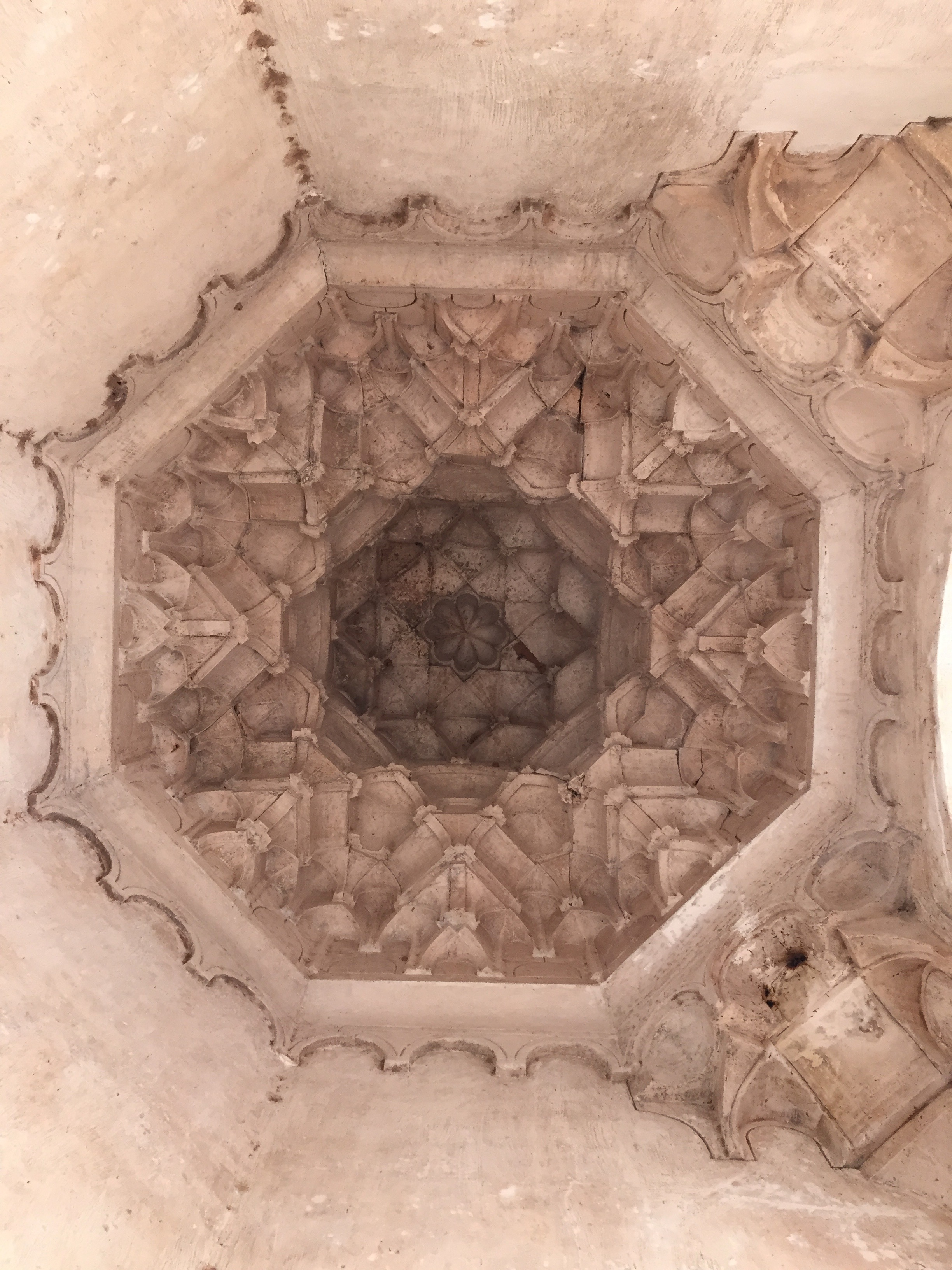
Pequeña cúpula de mocárabes dentro del mihrab de la Mezquita de Tinmal
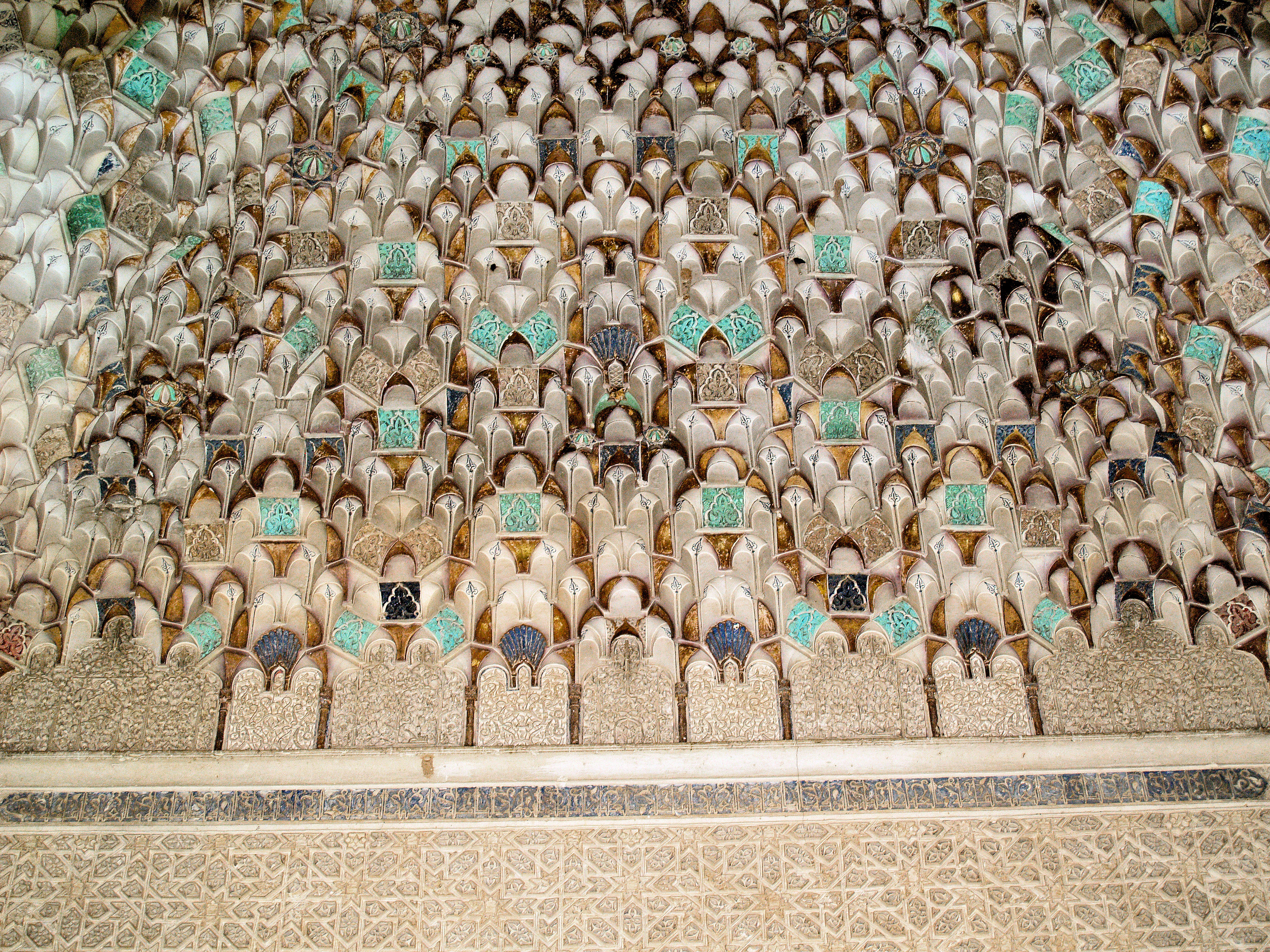
Detalle de la decoración de mocárabes en las Tumbas Saadíes de Marrakech
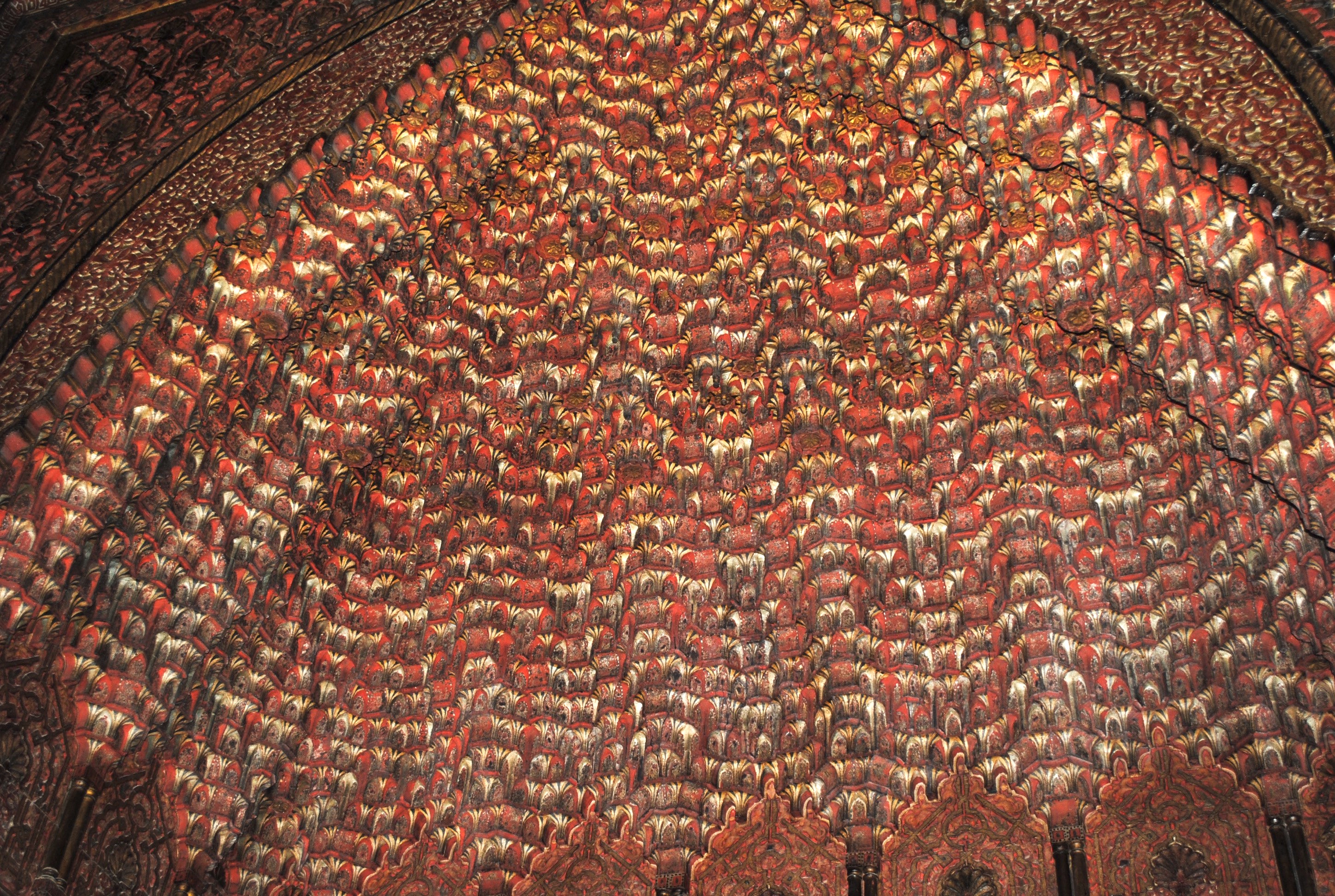
mocárabes talladas en madera en el Dar al-Makhzen de Tánger

#### Decoración en la arquitectura vernácula bereberes

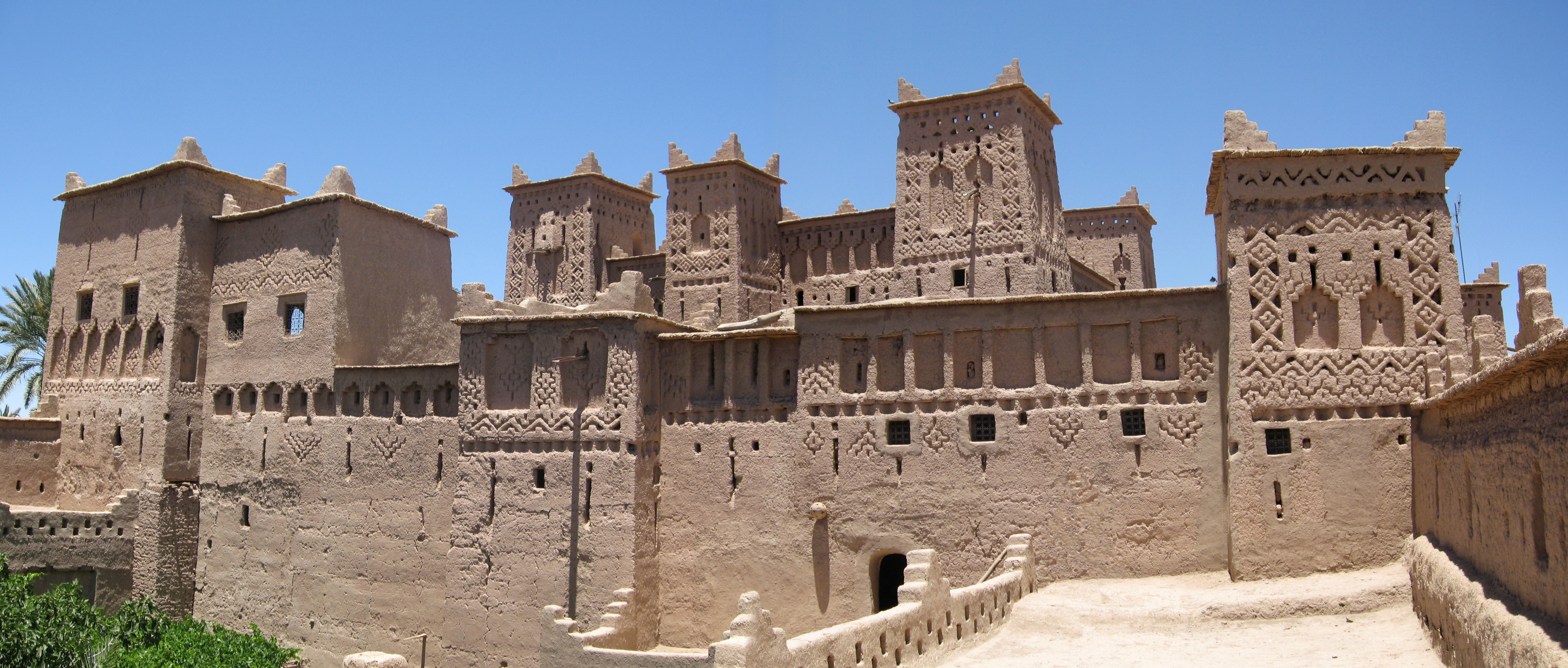
Vista de los muros superiores y torreones de la qasba Amridil en Skoura, decorados con motivos geométricos.

La arquitectura vernácula de las regiones predominantemente bereberes de Marruecos, como las montañas del Atlas y los oasis del sur, se destaca por la presencia de motivos geométricos (llamados lasserift en bereber) utilizados para decorar el exterior de las qasba rurales y otras casas destacadas. Estos motivos son emblemáticos de la arquitectura bereber y se encuentran en la arquitectura vernácula bereber en otras partes del norte de África.  Se cree que este uso de motivos geométricos en la arquitectura bereber del norte de África tiene orígenes antiguos: Henri Terrasse creía que habían existido desde antes del primer milenio a. C. debido a sus extendidos precedentes en Asia y otros lugares, mientras que el historiador Gabriel Camps fecha sus orígenes en la presencia de la cultura cartaginesa en el primer milenio antes de Cristo. No obstante, el arte de estas decoraciones ha evolucionado y cambiado con el tiempo. Los motivos suelen consistir en una combinación de círculos, rosetas, hexágonos, rombos, galones, tableros de ajedrez y cruces.  Estas estructuras se construyeron con tierra apisonada y adobe, por lo que los motivos se creaban tradicionalmente construyendo las paredes con huecos a lo largo de su superficie o colocando algunos ladrillos más atrás para formar huecos. Sin embargo, a partir de principios del siglo XX, estos motivos comenzaron a volverse más complejos y articulados, en parte debido a los crecientes vínculos entre las regiones de los oasis y la cultura urbana de las principales ciudades como Marrakech. Los patrones hechos de elementos más amplios formados por ladrillos empotrados y nichos fueron reemplazados por motivos más estrechos y finos hechos de líneas talladas directamente en las superficies de las paredes. : 36–39 Salima Naji, arquitecta marroquí y autora sobre arquitectura bereber, señala que estas decoraciones más lineales, aunque más complejas, carecen del equilibrio y la composición rigurosa de los motivos más antiguos.

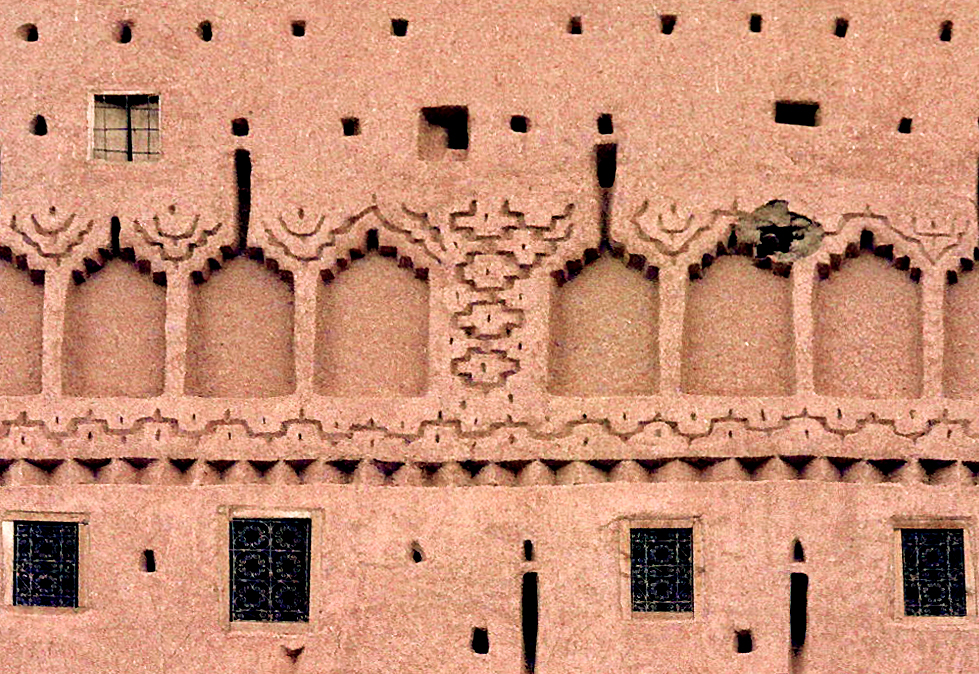
Mocárabes talladas en madera en el Dar al-Makhzen de Tánger
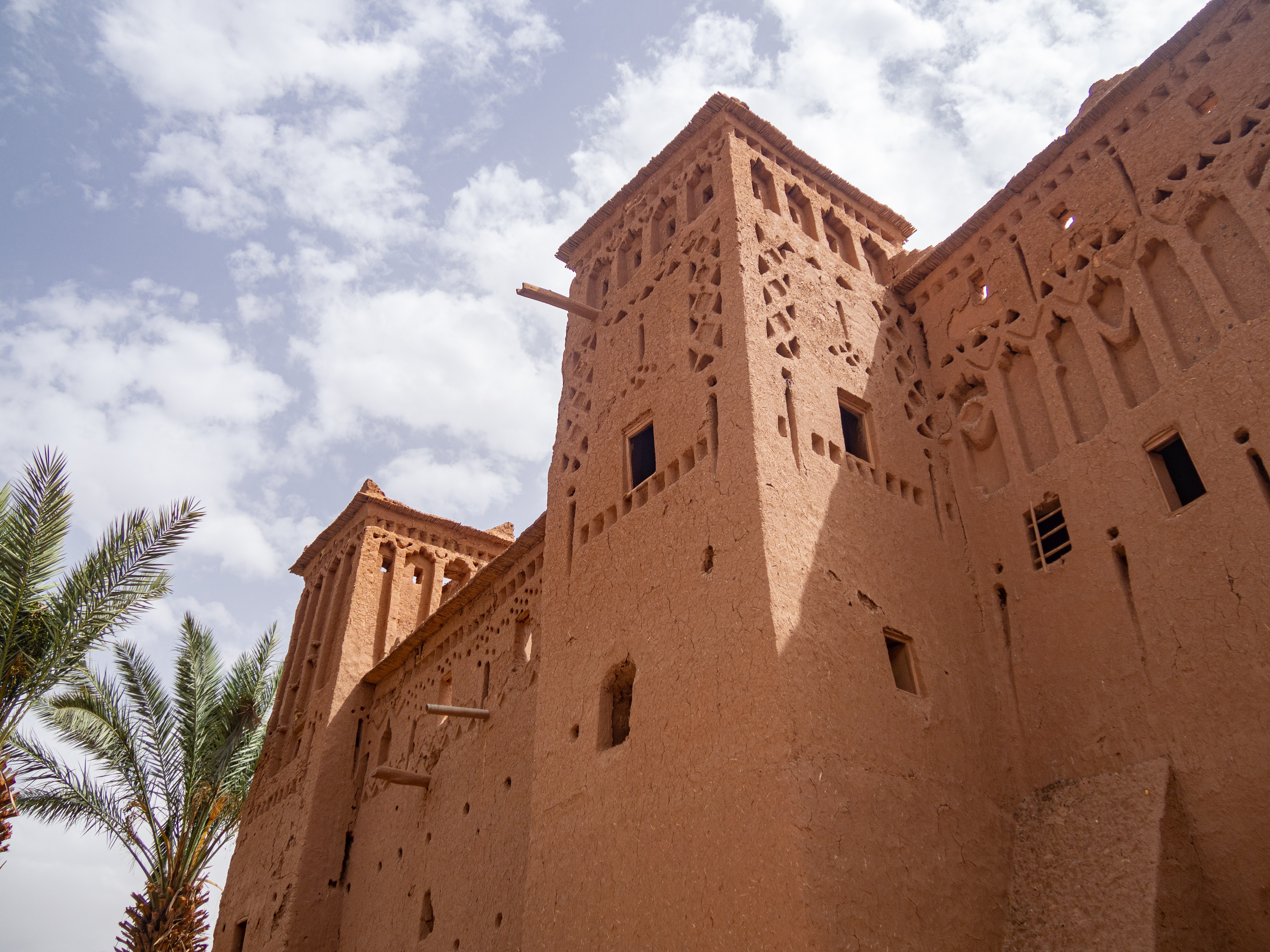
Un tighremt en Ait Benhaddou con decoración
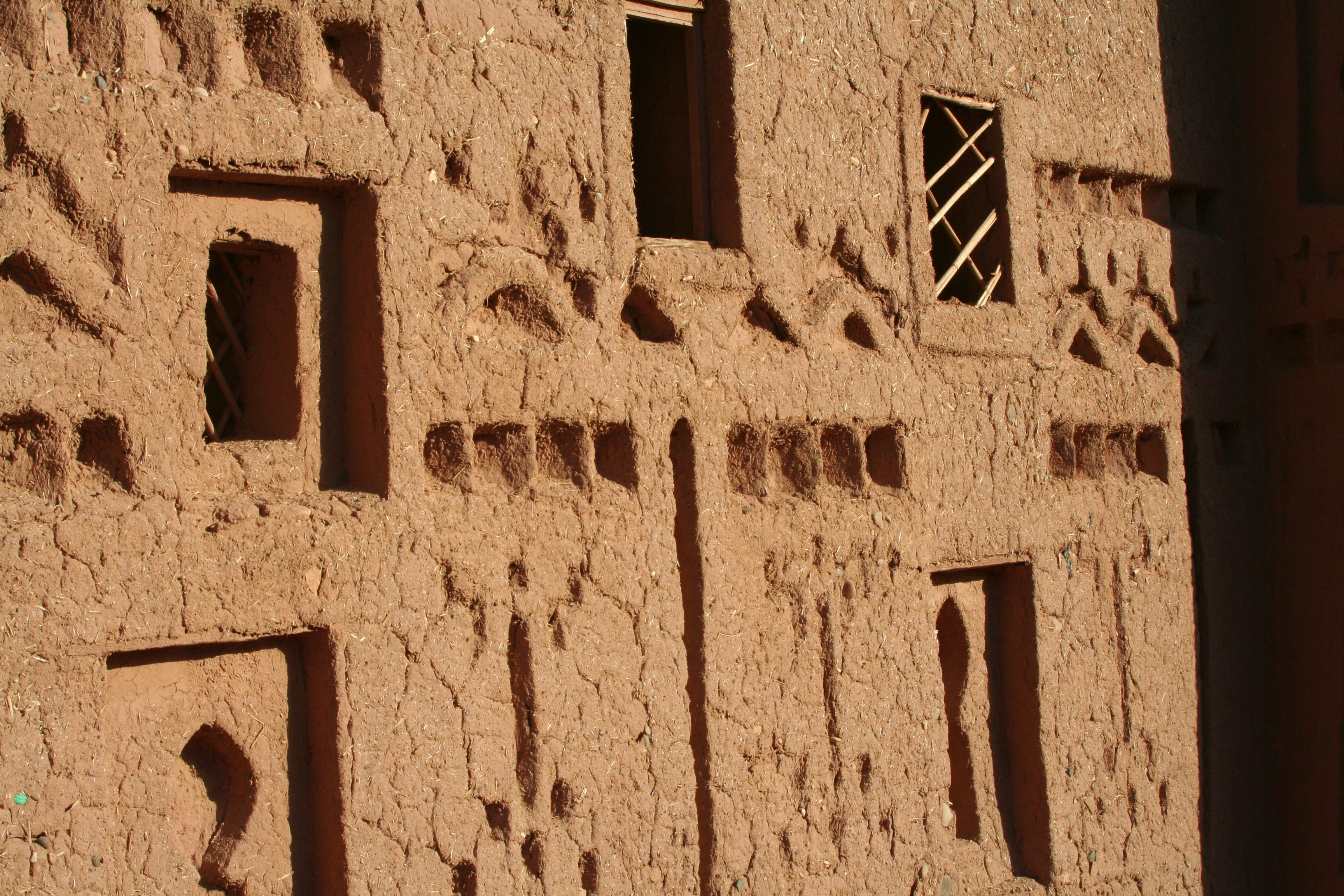
Detalle de la decoración de una casa en Ait Benhaddou
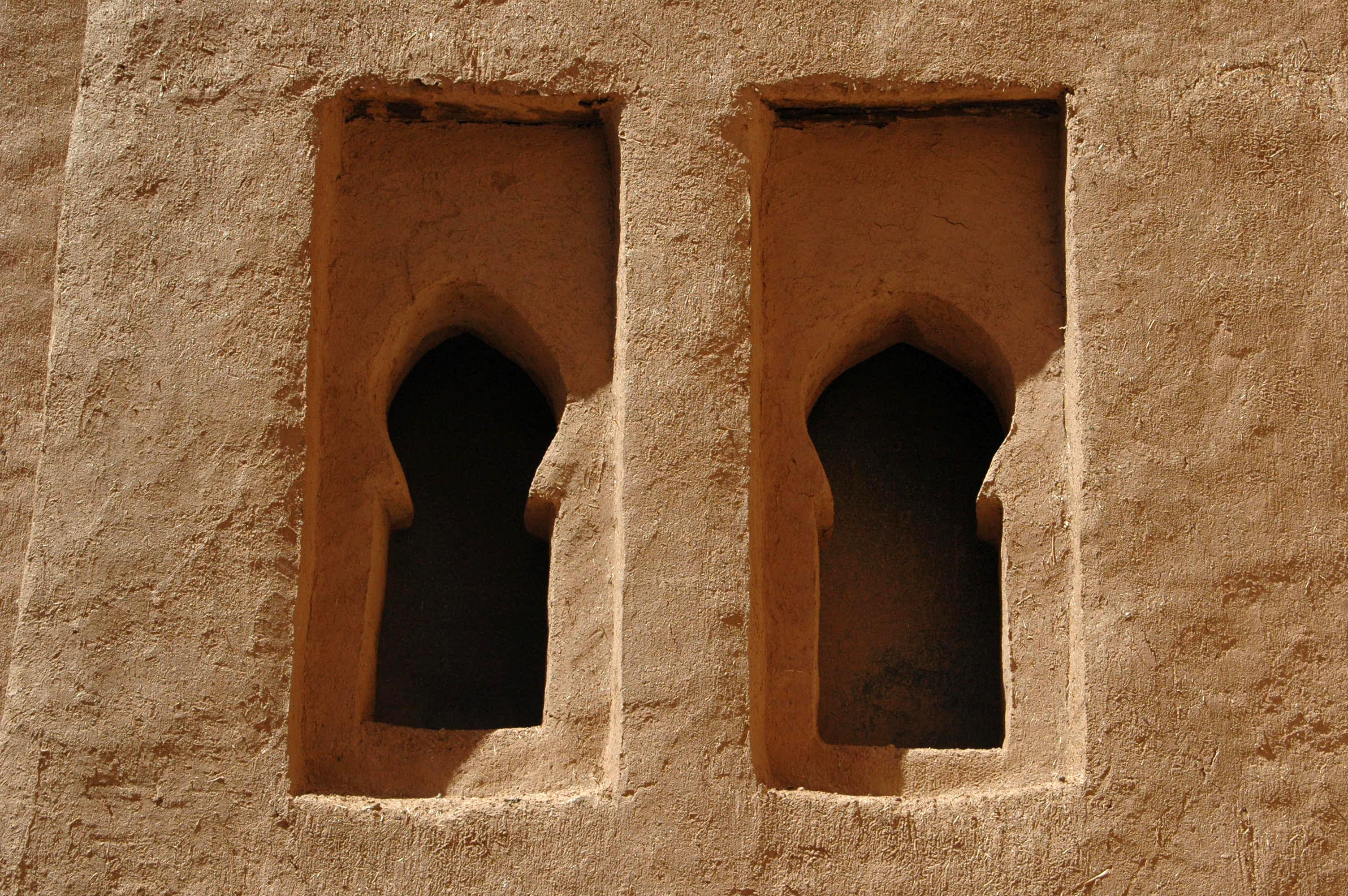
Arcos de herradura en las ventanas de la qasba Amridil

Algunas mansiones locales, como la qasba Telouet y la qasba Taourirt utilizadas por el clan Glaoui, también albergaban decoración y artesanía más típica de las ciudades imperiales de Marruecos y de los estilos arquitectónicos islámicos más amplios que prevalecían allí, o en algunos casos se mezclaron esas tradiciones con tradiciones decorativas locales. Los arcos de herradura, ampliamente utilizados en las tradiciones arquitectónicas de toda la región, también se utilizaron ampliamente en la arquitectura bereberes local. Como los arcos no tenían ningún propósito estructural en la arquitectura de tierra apisonada, su función era principalmente decorativa, utilizándose para puertas, ventanas y arcos ciegos o nichos.
Además de los motivos de las paredes exteriores, en las residencias más grandes también se podían decorar puertas y techos. Se atestiguan dos tipos principales de techos: los techos de madera y los techos de caña  El primer tipo consiste típicamente en paneles de madera, cuyas superficies estaban pintadas con motivos geométricos locales, motivos geométricos islámicos familiares en las principales ciudades e inscripciones epigráficas. Los techos de caña, que se construían con barbas de tallos de caña, podían disponerse para formar patrones básicos de dos o tres dimensiones y luego realzarse con pintura roja y negra. : 62–69 
Las puertas tradicionales, hechas de madera, estaban talladas y pintadas con una variedad de motivos geométricos que probablemente estaban influenciados por motivos islámicos urbanos pero interpretados por los artesanos locales, a menudo con menos precisión. : 44–51 Las puertas también podían pintarse o tallarse con sellos talismánicos, que se asemejaban a medallones o composiciones similares a amuleto que contenían palabras escritas y otros símbolos como el sello de Salomón, motivos tipo mihrab y representaciones del khamsa  : 53–59 Salima Naji señala que algunas de estas decoraciones estaban destinadas a tener propiedades mágicas, pero que en algunos casos las formas de arte probablemente han persistido sin las connotaciones mágicas.
Las puertas tradicionales, hechas de madera, estaban talladas y pintadas con una variedad de motivos geométricos que probablemente estaban influenciados por motivos islámicos urbanos pero interpretados por los artesanos locales, a menudo con menos precisión. : 44–51 Las puertas también podían pintarse o tallarse con sellos talismánicos, que se asemejaban a medallones o composiciones similares a amuleto que contenían palabras escritas y otros símbolos como el sello de Salomón, motivos tipo mihrab y representaciones del khamsa  : 53–59 Salima Naji señala que algunas de estas decoraciones estaban destinadas a tener propiedades mágicas, pero que en algunos casos las formas de arte probablemente han persistido sin las connotaciones mágicas.

## Tipos de estructuras
El siguiente es un resumen de los diferentes tipos y funciones principales de edificios y complejos arquitectónicos que se encuentran en la arquitectura histórica marroquí.

### Arquitectura religiosa

#### Mezquitas

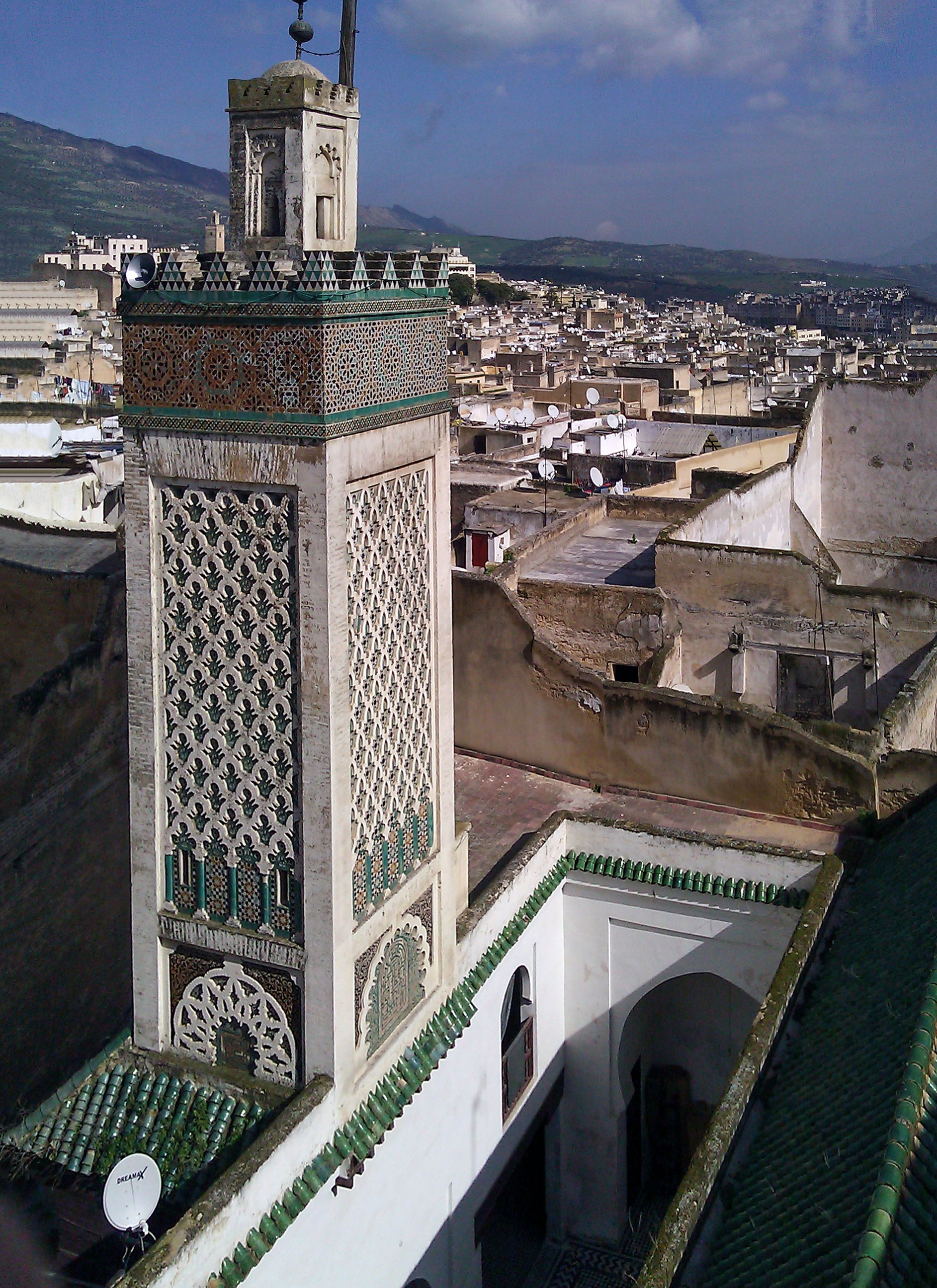
El minarete y la azotea de la mezquita Chrabliyin del en Fez

Las mezquitas son el principal lugar de culto del Islam Los musulmanes son llamados a orar cinco veces al día y participan en las oraciones juntos como comunidad, mirando hacia la qibla (dirección de la oración). Cada barrio normalmente tenía una o varias mezquitas para satisfacer las necesidades espirituales de sus residentes. Históricamente, existía una distinción entre mezquitas regulares y "mezquitas de los viernes" o "grandes mezquitas", que eran más grandes y tenían un estatus más importante en virtud de ser el lugar donde se pronunciaba el khutba (sermón) los viernes. Las oraciones del mediodía de los viernes se consideraban más importantes y iban acompañadas de predicación, y también tenían importancia política y social como ocasiones en las que se anunciaban noticias y decretos reales, así como cuando se mencionaba el nombre del actual gobernante. A principios de la era islámica de Marruecos, normalmente solo había una mezquita de los viernes por ciudad, pero con el tiempo las mezquitas de los viernes se multiplicaron hasta que se convirtió en una práctica común tener una en cada barrio o distrito de la ciudad. Las mezquitas también podían frecuentemente ir acompañadas de otras instalaciones que sirvieran a la comunidad. 

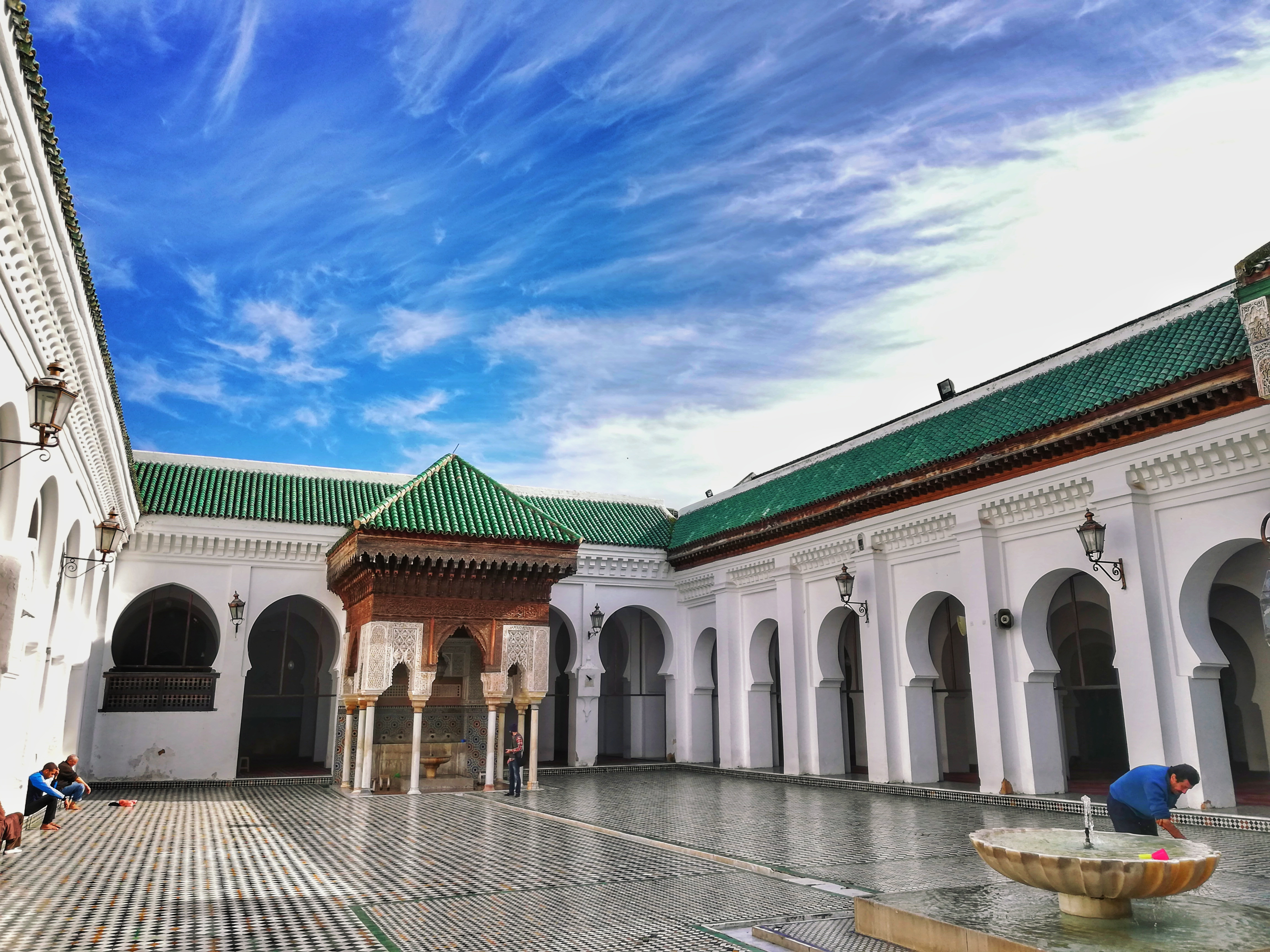
El sahn (patio) de la mezquita Qarawiyyin en Fez

La arquitectura de las mezquitas en Marruecos estuvo fuertemente influenciada desde el principio por las principales mezquitas conocidas de Túnez y Al-Ándalus (España musulmana y Portugal), dos países de donde procedían muchos inmigrantes árabes y musulmanes a Marruecos. La Gran Mezquita de Kairouan y la Gran Mezquita de Córdoba, en particular, fueron modelos de arquitectura mezquita. En consecuencia, la mayoría de las mezquitas en Marruecos tienen plantas aproximadamente rectangulares y siguen el formato hipóstilo: consisten en una gran sala de oración sostenida y dividida por hileras de arcos de herradura que corren paralelos o perpendiculares al muro de la qibla (el muro hacia el que se dirigen las oraciones). La qibla (dirección de la oración) siempre estuvo simbolizada por un nicho decorativo o nicho en la pared de la qibla, conocido como mihrab  Junto al mihrab solía haber un púlpito simbólico conocido como minbar La mezquita normalmente también incluía, cerca de la entrada, un sahn (patio) que a menudo tenía fuentes o palanganas de agua para ayudar con las abluciones. En los primeros períodos, este patio era relativamente menor en proporción al resto de la mezquita, pero en períodos posteriores se hizo progresivamente más grande hasta alcanzar el mismo tamaño que la sala de oración y, a veces, más grande.
Por último, los edificios de las mezquitas se distinguían por sus minaretes: torres desde las que el muecín lanza la llamada a la oración a la ciudad circundante. (Históricamente, esto lo hacía el muecín subiendo a la cima y proyectando su voz sobre los tejados, pero hoy en día la llamada se emite a través de megáfonos modernos instalados en la torre). Los minaretes marroquíes tradicionalmente tienen un eje cuadrado y están dispuestos en dos niveles: el fuste principal, que ocupa la mayor parte de su altura, y encima de éste una torre secundaria mucho más pequeña que a su vez está rematada por un remate de esferas de cobre o latón.  Algunos minaretes marroquíes tienen ejes octogonales, aunque esto es más característico de la zona norte del país. Dentro del pozo principal, una escalera, y en otros casos una rampa, asciende hasta la cima del minarete. 
Las mezquitas medievales marroquíes también siguieron con frecuencia el modelo "tipo T" establecido en el período almohade. En este modelo, el pasillo o "nave" entre los arcos que van hacia el mihrab (y perpendicular al muro de la qibla) era más ancho que los demás, al igual que el pasillo directamente delante y a lo largo del muro de la qibla (que corre paralelo a la qibla). muro); formando así un espacio en forma de "T" en la planta de la mezquita que a menudo se acentuaba con una mayor decoración (por ejemplo, formas de arco más elaboradas a su alrededor o techos de cúpula decorativos en cada extremo de la "T").
Toda la estructura de una mezquita también estaba orientada o alineada con la dirección de la oración (qibla), de modo que las mezquitas a veces estaban orientadas en una dirección diferente al resto de los edificios o calles a su alrededor. Esta alineación geográfica, sin embargo, varió mucho de un período a otro. Hoy en día, es una práctica estándar en todo el mundo musulmán que la dirección de la oración sea la dirección de la distancia más corta entre uno y la Kaaba en La Meca. En Marruecos, esto corresponde a una orientación generalmente oriental (que varía ligeramente según su posición exacta). Sin embargo, en los primeros períodos islámicos hubo otras interpretaciones de lo que debería ser la qibla. En el mundo islámico occidental (el Magreb y Al-Ándalus), en particular, las primeras mezquitas a menudo tenían una orientación sur, como puede verse en las principales mezquitas tempranas como la Gran Mezquita de Córdoba y la Mezquita Qarawiyyin en Fez. Esto se basó en un hadiz del profeta islámico Mahoma que afirmaba que "lo que está entre el este y el oeste es una qibla", así como en la opinión popular de que las mezquitas no deberían estar alineadas hacia la Kaaba sino que deberían seguirla. la orientación cardinal de la propia Kaaba (que es una estructura rectangular con sus propios ejes geométricos), que a su vez está alineada según ciertas referencias astronómicas (por ejemplo, su eje menor está alineado con la salida del sol del solsticio de verano). 

#### Sinagogas

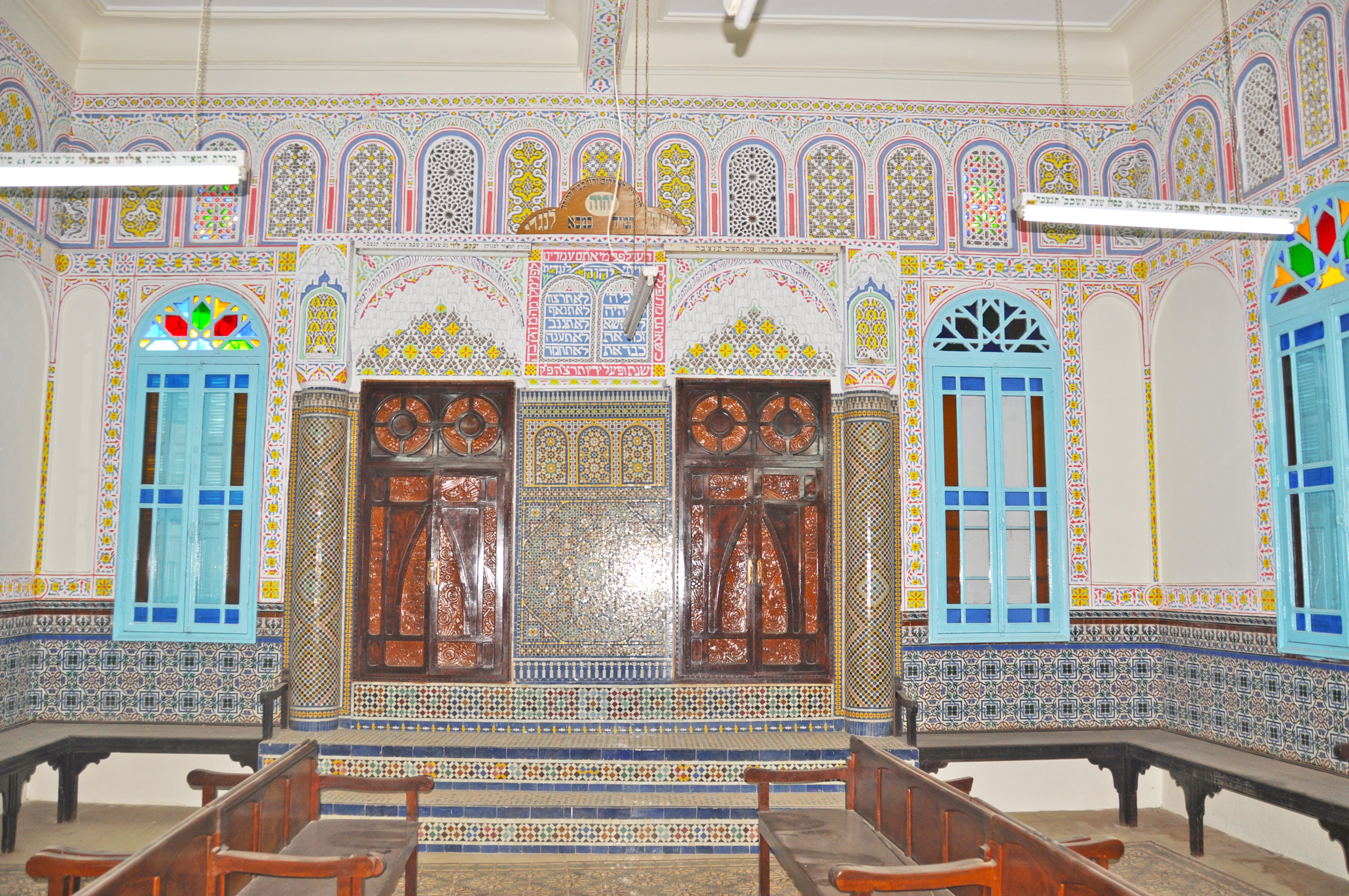
Interior de una sinagoga tradicional en Sefrou

Aunque hoy en día está muy reducida, la comunidad judía de Marruecos tiene una larga historia, lo que ha dado lugar a la presencia de muchas sinagogas en todo el país (algunas de las cuales ya no existen y otras todavía funcionan). Las sinagogas tenían un diseño muy diferente al de las mezquitas, pero a menudo compartían tendencias decorativas similares al resto de la arquitectura marroquí, como azulejos coloridos y estuco tallado, aunque las sinagogas posteriores también se construyeron en otros estilos. Ejemplos notables de sinagogas en Marruecos incluyen la sinagoga Ibn Danan en Fez, la sinagoga Slat al-Azama en Marrakech o la sinagoga Beth-El en Casablanca, aunque existen muchos otros ejemplos.

#### Madrasas
La madrasa fue una institución que se originó en el noreste de Irán a principios del siglo XI y fue adoptada progresivamente más hacia el oeste. Estos establecimientos proporcionaban educación superior y servían para formar eruditos islámicos, particularmente en derecho y jurisprudencia islámica (fiqh). La madrasa en el mundo sunita era generalmente la antítesis de doctrinas religiosas más " heterodoxas ", incluida la doctrina adoptada por la dinastía almohade. Como tal, no floreció en Marruecos hasta finales del siglo XIII, bajo la dinastía merínida que sucedió a los almohades. Para los merínidas, las madrasas también contribuyeron a reforzar la legitimidad política de su dinastía. Utilizaron este patrocinio para fomentar la lealtad de las élites religiosas influyentes pero independientes del país y también para presentarse ante la población en general como protectores y promotores del Islam sunita ortodoxo.  Finalmente, las madrasas también desempeñaron un papel importante en la formación de los académicos y las élites que operaban la burocracia estatal.
Las madrasas también desempeñaron un papel de apoyo a importantes instituciones de aprendizaje como la Mezquita Qarawiyyin; en parte porque, a diferencia de la mezquita, proporcionaban alojamiento a estudiantes que venían de fuera de la ciudad. : 137  : 110 Muchos de estos estudiantes eran pobres y buscaban una educación suficiente para obtener una posición más alta en sus ciudades de origen, y las madrasas les proporcionaban necesidades básicas como alojamiento y pan. : 463 Sin embargo, las madrasas también eran instituciones de enseñanza por derecho propio y ofrecían sus propios cursos, y algunos eruditos islámicos se ganaron reputación enseñando en determinadas madrasas. : 141 
Las madrasas también desempeñaron un papel de apoyo a importantes instituciones de aprendizaje como la Mezquita Qarawiyyin; en parte porque, a diferencia de la mezquita, proporcionaban alojamiento a estudiantes que venían de fuera de la ciudad. : 137  : 110 Muchos de estos estudiantes eran pobres y buscaban una educación suficiente para obtener una posición más alta en sus ciudades de origen, y las madrasas les proporcionaban necesidades básicas como alojamiento y pan. : 463 Sin embargo, las madrasas también eran instituciones de enseñanza por derecho propio y ofrecían sus propios cursos, y algunos eruditos islámicos se ganaron reputación enseñando en determinadas madrasas. : 141 
Las madrasas generalmente se centraban alrededor de un patio principal con una fuente central, desde la cual se podía acceder a otras habitaciones. Las viviendas de los estudiantes normalmente se distribuían en un piso superior alrededor del patio. Muchas madrasas también incluían una sala de oración con un mihrab, aunque sólo la madrasa Bou Inania de Fez funcionaba oficialmente como mezquita completa y contaba con su propio minarete. En la era merínida, las madrasas también evolucionaron hasta estar lujosamente decoradas.

#### Mausoleos y zawiyas

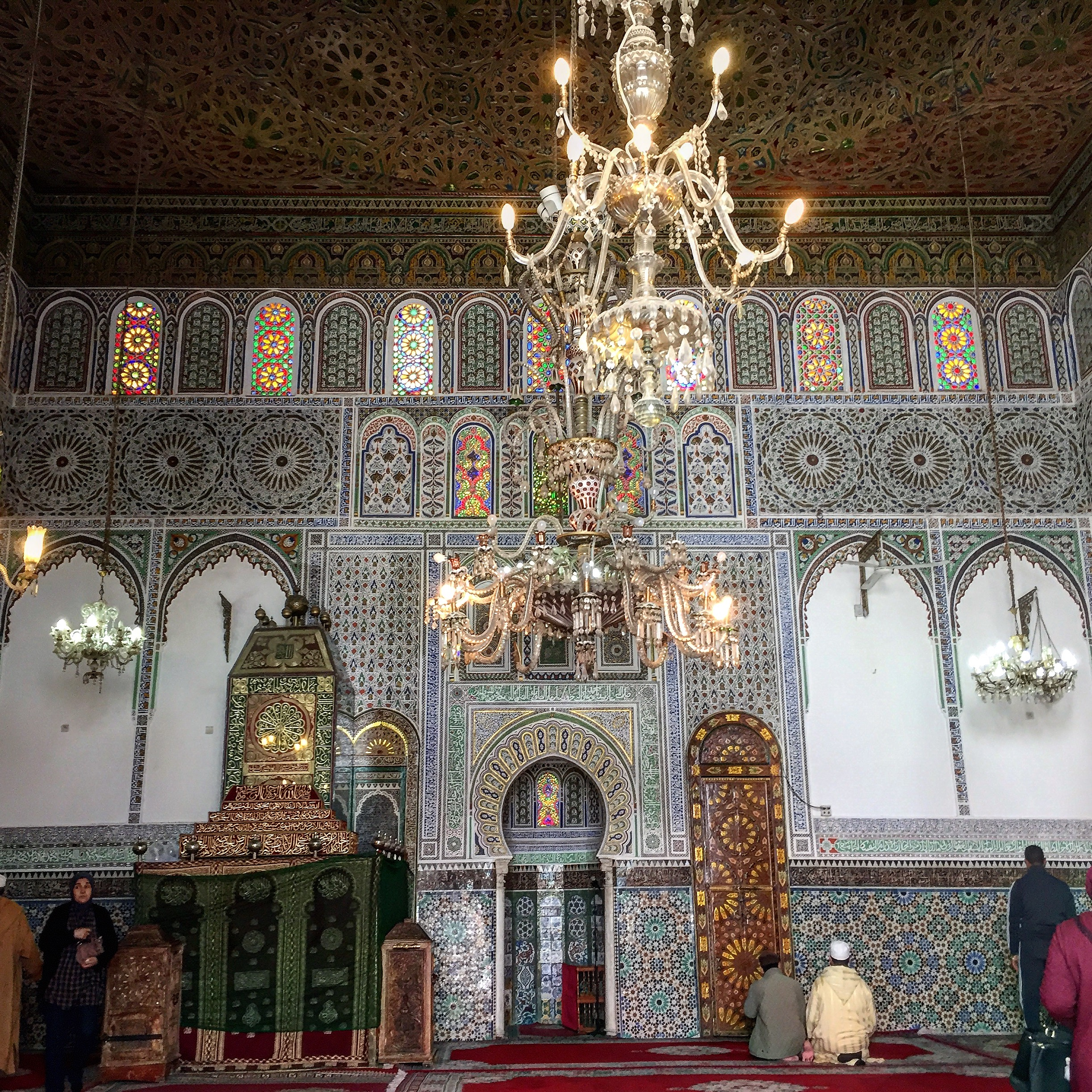
El mausoleo de Moulay Idris II en Fez

La mayoría de las tumbas musulmanas son tradicionalmente sencillas y sin adornos, pero en el norte de África las tumbas de figuras importantes a menudo estaban cubiertas por una estructura abovedada (o una cúpula a menudo de forma piramidal) llamada qubba (también escrita koubba). Esto era especialmente característico de las tumbas de "santos" como los walis y los morabitos : individuos que llegaron a ser venerados por su gran piedad, sus reputados milagros u otros atributos místicos. Muchos de ellos existían dentro de la categoría más amplia del misticismo islámico conocida como sufismo
Algunas de estas tumbas se convirtieron en el foco de complejos religiosos enteros construidos a su alrededor, conocidos como zawiya (también escrito zaouia ; en árabe: زاوية‎). Por lo general, incluían una mezquita, una escuela y otras instalaciones caritativas. Estos establecimientos religiosos fueron centros importantes del sufismo marroquí y crecieron en poder e influencia a lo largo de los siglos, a menudo asociados con hermandades o escuelas de pensamiento sufíes específicas.  La dinastía Saadí, por ejemplo, comenzó como una fuerza militar asociada con los zawiya y los seguidores de Muhammad al-Jazuli, un importante erudito sufí del siglo XV.  Después de ellos, los alauitas también patrocinaron muchas zawiyas en todo el país. Algunos de los ejemplos más importantes de zawiyas en Marruecos incluyen la Zawiya de Moulay Idris I cerca de Meknes, la Zawiya de su hijo Moulay Idris II en Fez y las tumbas de los Siete Santos en Marrakech. 

### Arquitectura cívica

#### Funduqs

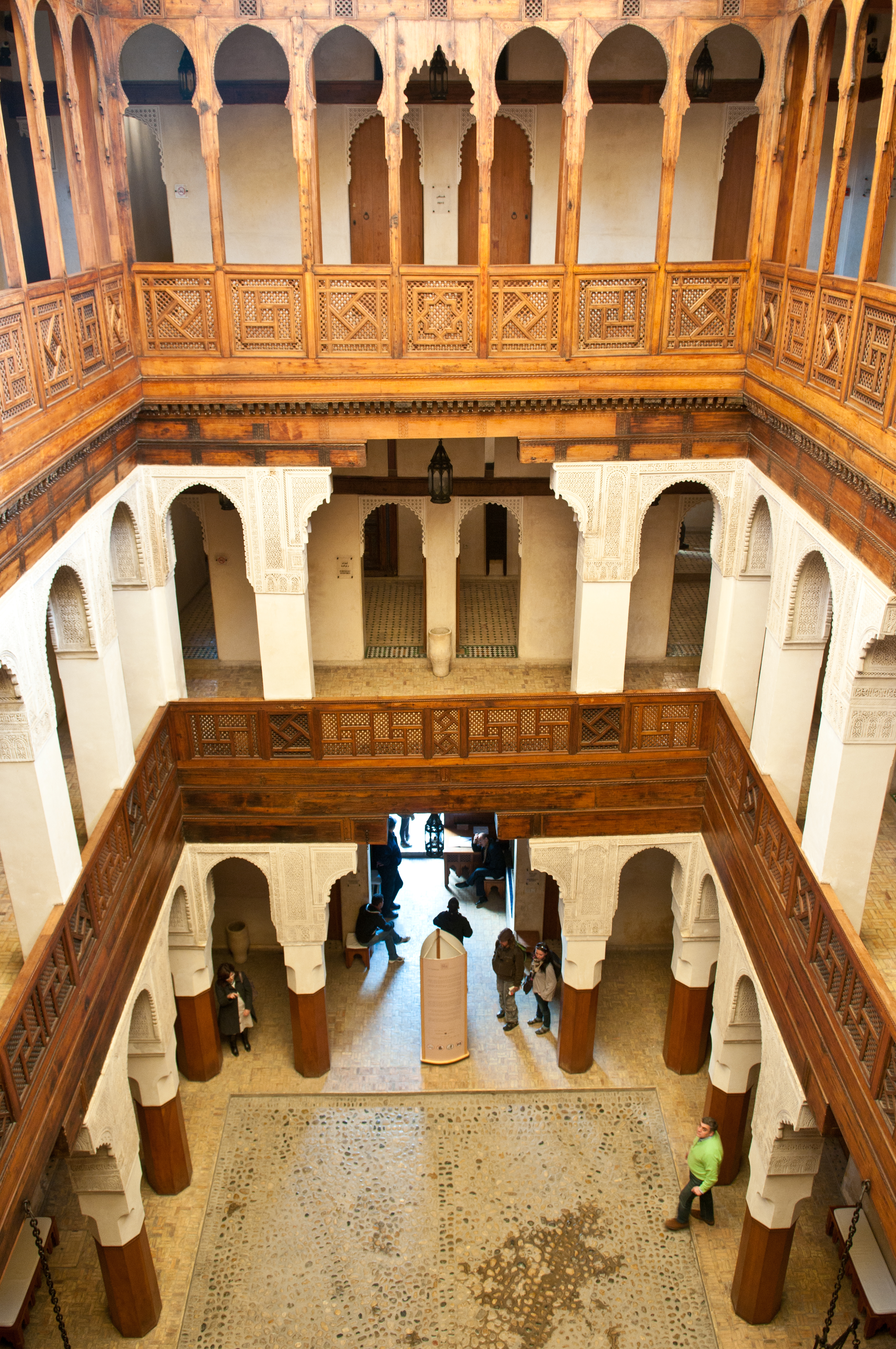
Interior del Funduq al-Najjariyyin (Fondouk Nejjarine) del en Fez

Un funduq (también escrito foundouk o fondouk ; en árabe: فندق‎) era un caravasar o edificio comercial que servía a la vez de posada para los mercaderes y de almacén de sus bienes y mercancías. En Marruecos, algunos funduqs también albergaban los talleres de los artesanos locales. Como resultado de esta función, también se convirtieron en centros de otras actividades comerciales como subastas y mercados. Por lo general, consistían en un gran patio central rodeado por una galería, alrededor del cual se disponían almacenes y dormitorios, frecuentemente en varios pisos. Algunos eran relativamente simples y sencillos, mientras que otros, como el Funduq al-Najjarin (o Fondouk Nejjarine) en Fez, estaban ricamente decorados.

#### Hammam

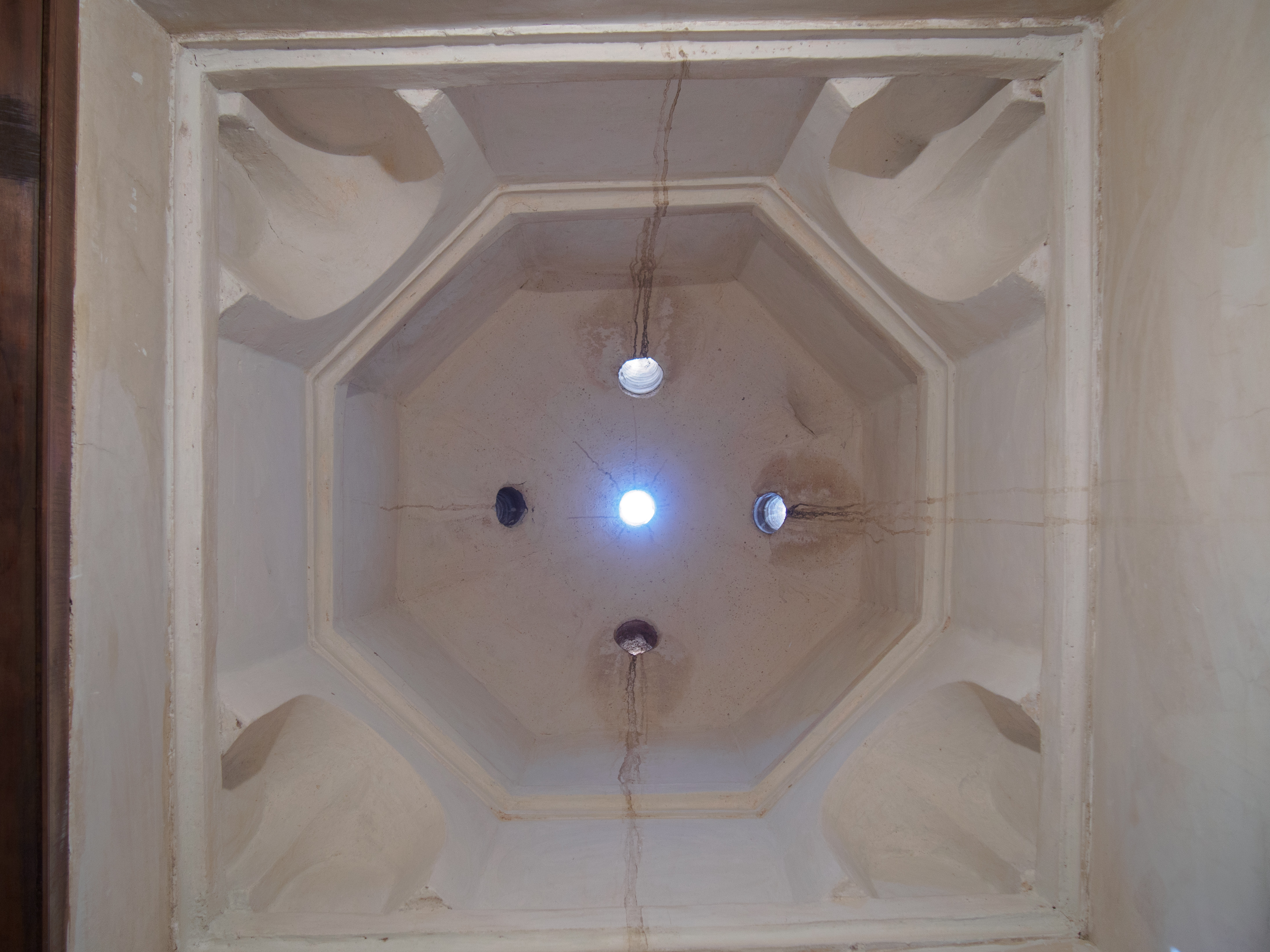
La cúpula de una sala hammam en el Palacio de la Bahía de Marrakech

Hammam (en árabe: حمّام‎) son baños públicos que estaban omnipresentes en las ciudades musulmanas. Muchos hammams históricos se han conservado en ciudades como Marrakech  y especialmente en Fez, en parte gracias a su uso continuo por parte de los lugareños hasta el día de hoy. Entre los ejemplos más conocidos de hammams históricos conservados en Marruecos se encuentra el Saffarin Hammam del siglo XIV en Fez, que recientemente ha sido restaurado y rehabilitado. 
Derivados esencialmente del modelo de las casas de baños romanas, los hammams normalmente constaban de cuatro cámaras principales: un vestuario, desde el que se pasaba a una habitación fría, una habitación templada y una habitación caliente. : 215–216, 315–316  El calor y el vapor se generaban mediante un sistema de hipocausto que calentaba los suelos. El horno reutilizó materiales orgánicos naturales (como virutas de madera, huesos de aceituna u otros subproductos de desechos orgánicos) quemándolos como combustible. El humo generado por este horno ayudó a calentar los pisos mientras el exceso de humo se evacuaba a través de las chimeneas. De las diferentes habitaciones, sólo el vestuario estaba fuertemente decorado con zellige, estuco o madera tallada. : 316 Las salas frías, templadas y calientes solían ser cámaras abovedadas o abovedadas sin ventanas, diseñadas para evitar que el vapor se escapara, pero parcialmente iluminadas gracias a pequeños agujeros en el techo que podían cubrirse con cerámica o vidrio de colores.: 316

#### Fuentes públicas

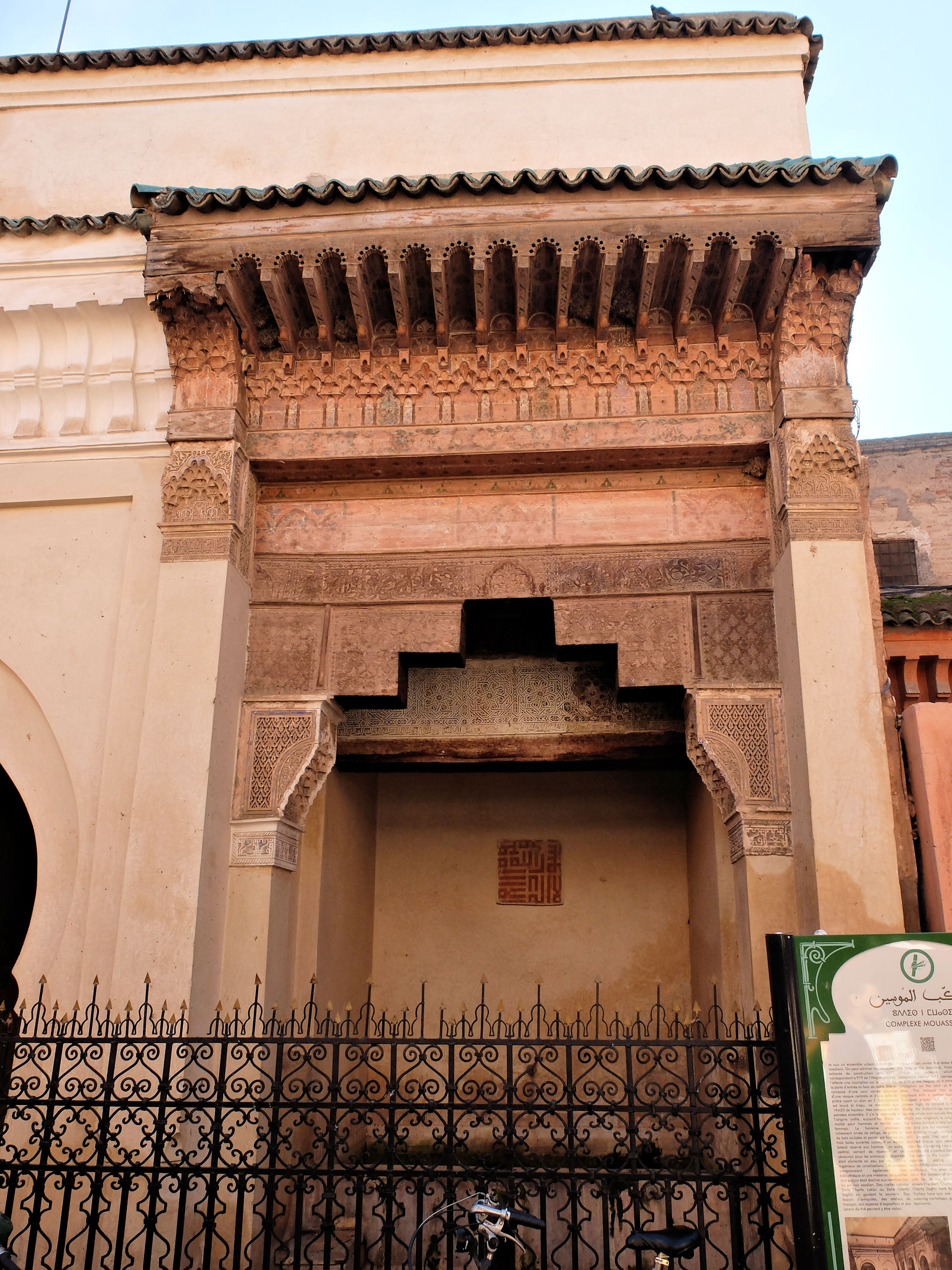
La fuente Mouassine del en Marrakech, adjunta a la mezquita Mouassine.

#### Infraestructura de suministro de agua

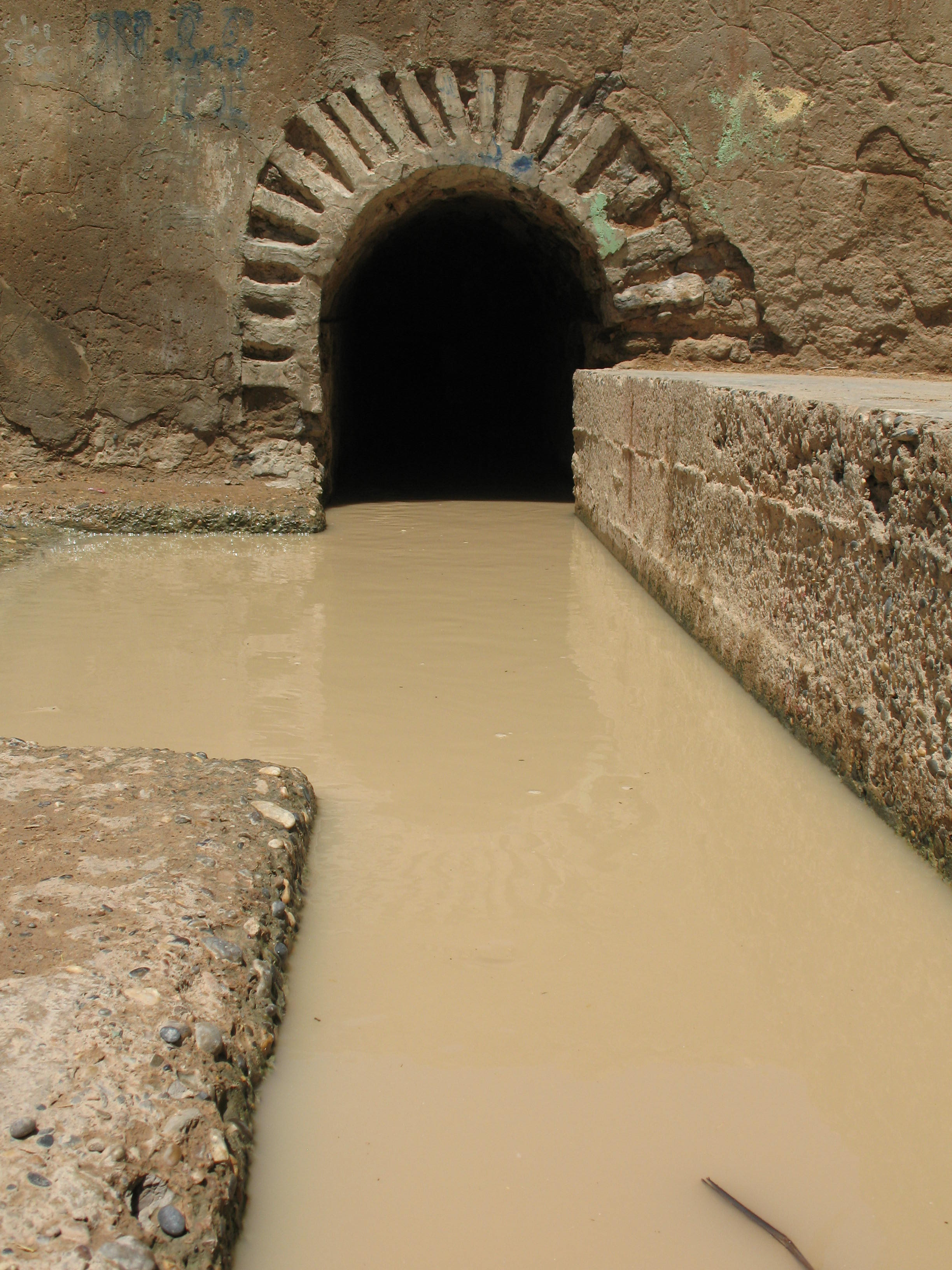
Una khettara emergiendo a la superficie cerca de Rissani (región de Tafilalt)

#### Riad

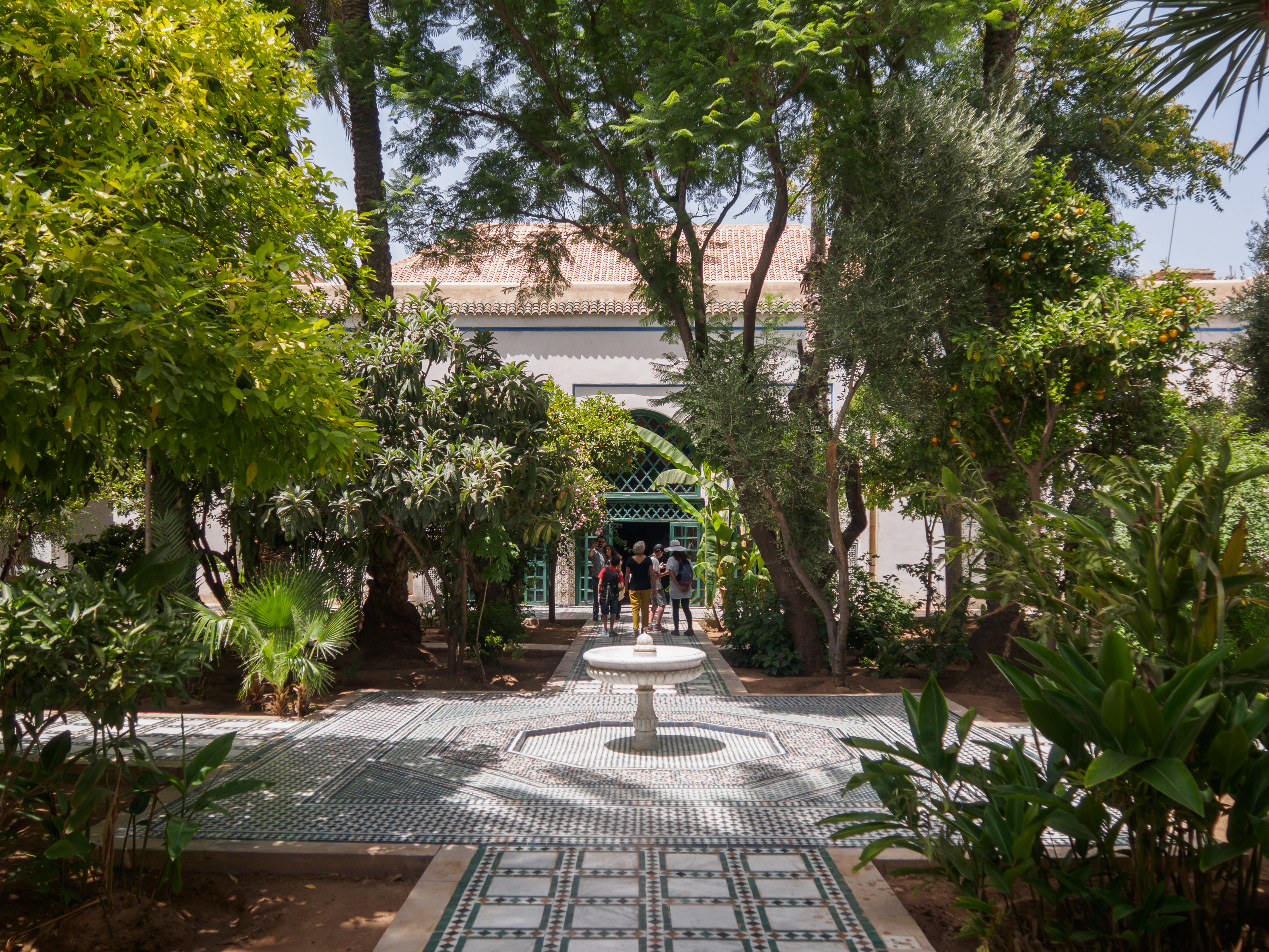
Un riad con jardín en el Palacio de la Bahía de Marrakech, del.

#### Casas

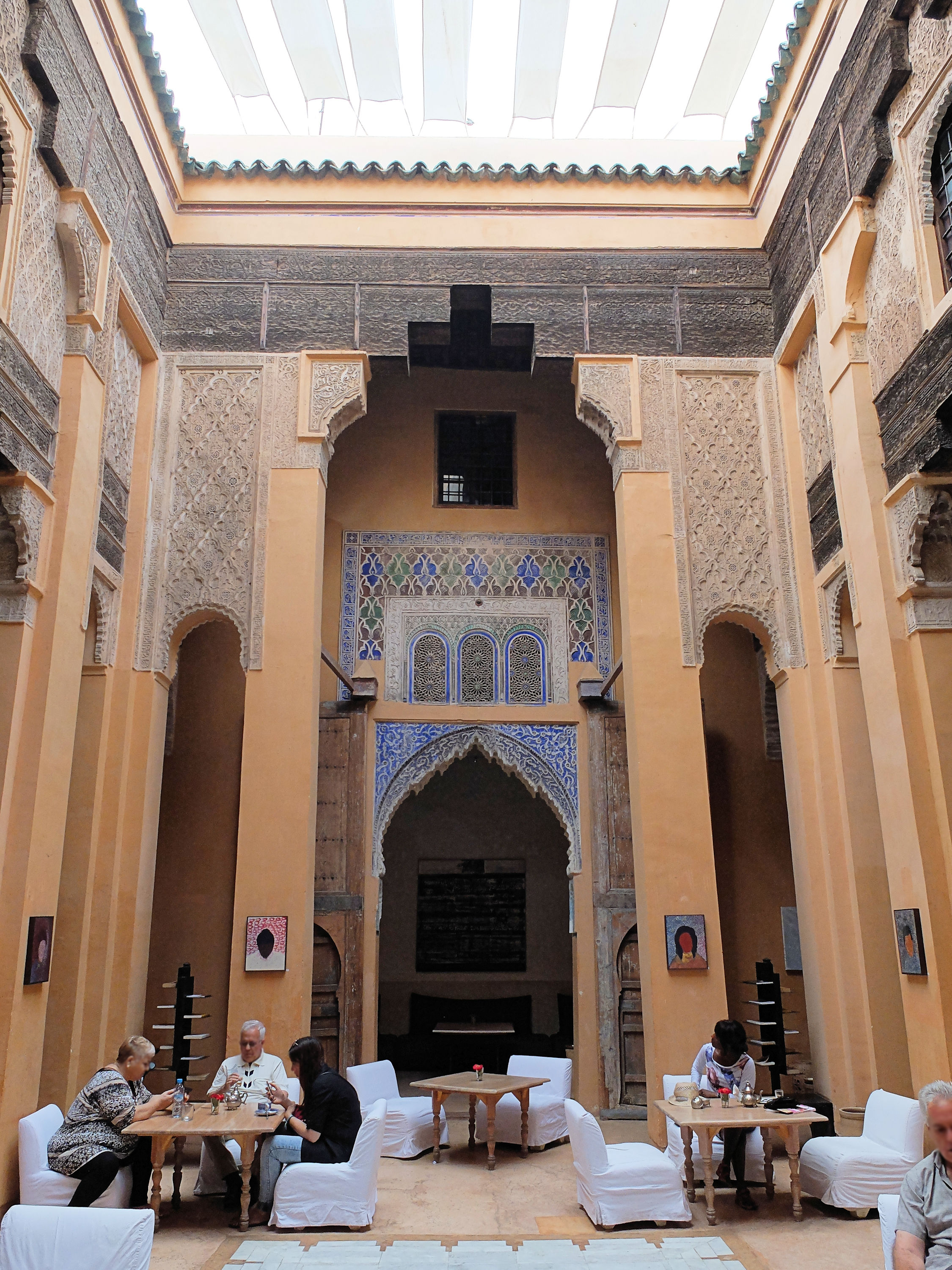
Dar Cherifa, una casa restaurada de la época saadí en Marrakech.

#### Palacios

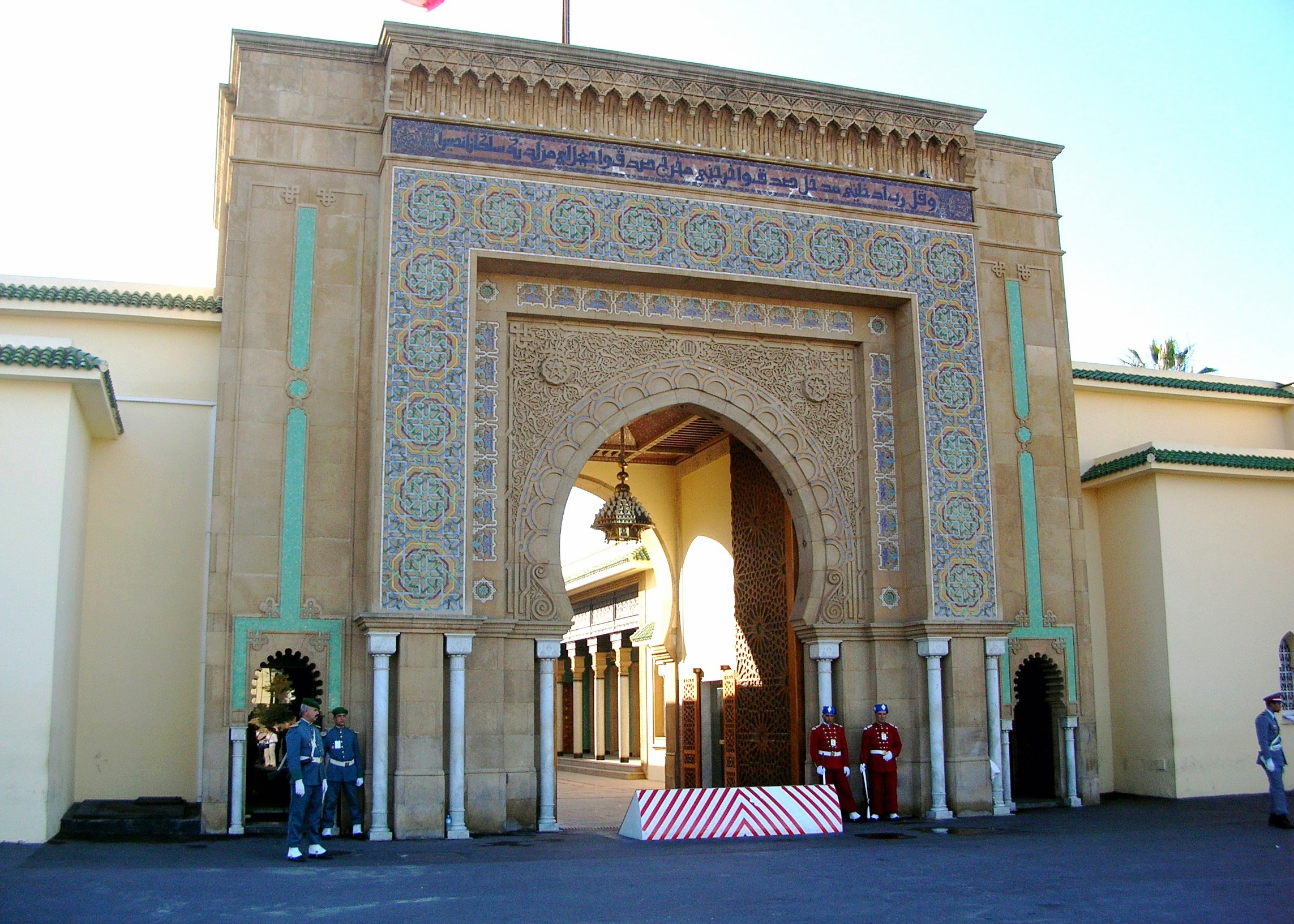
Entrada al Palacio Real (Dar al-Makhzen) en Rabat

#### Murallas y puertas de la ciudad

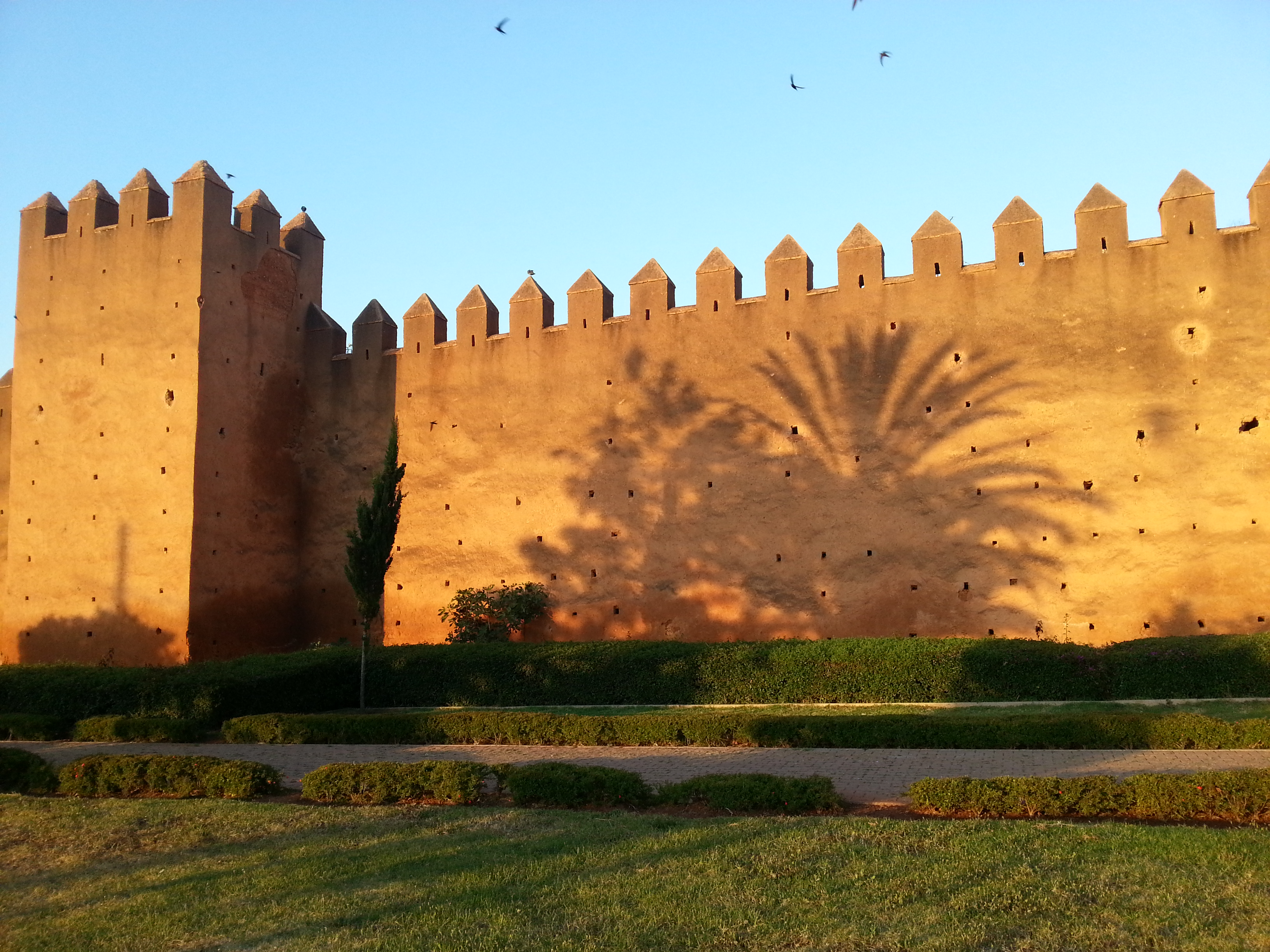
Las murallas de Rabat en la época almohade
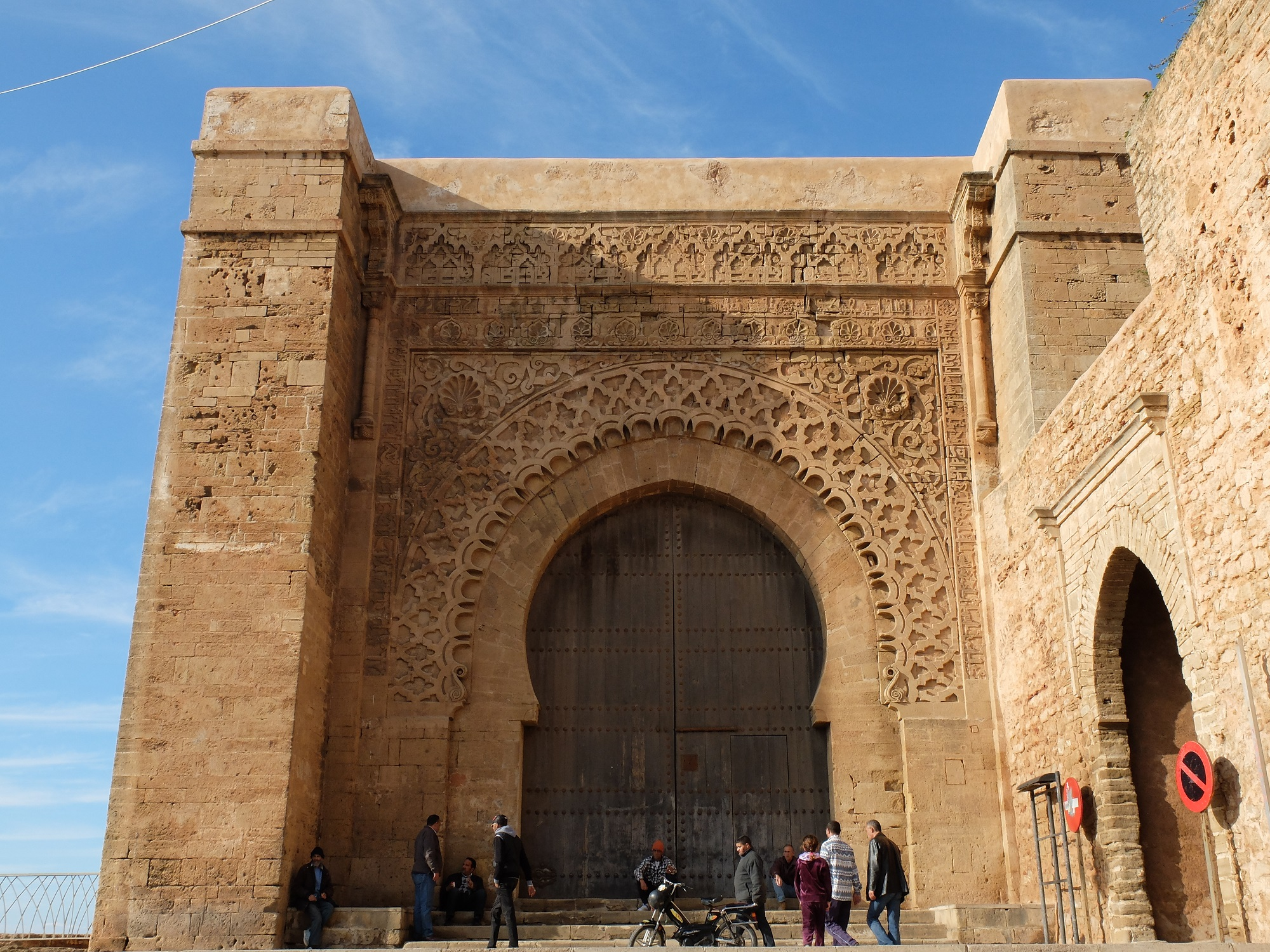
Puerta almohade de la qasba de los Udayas en Rabat
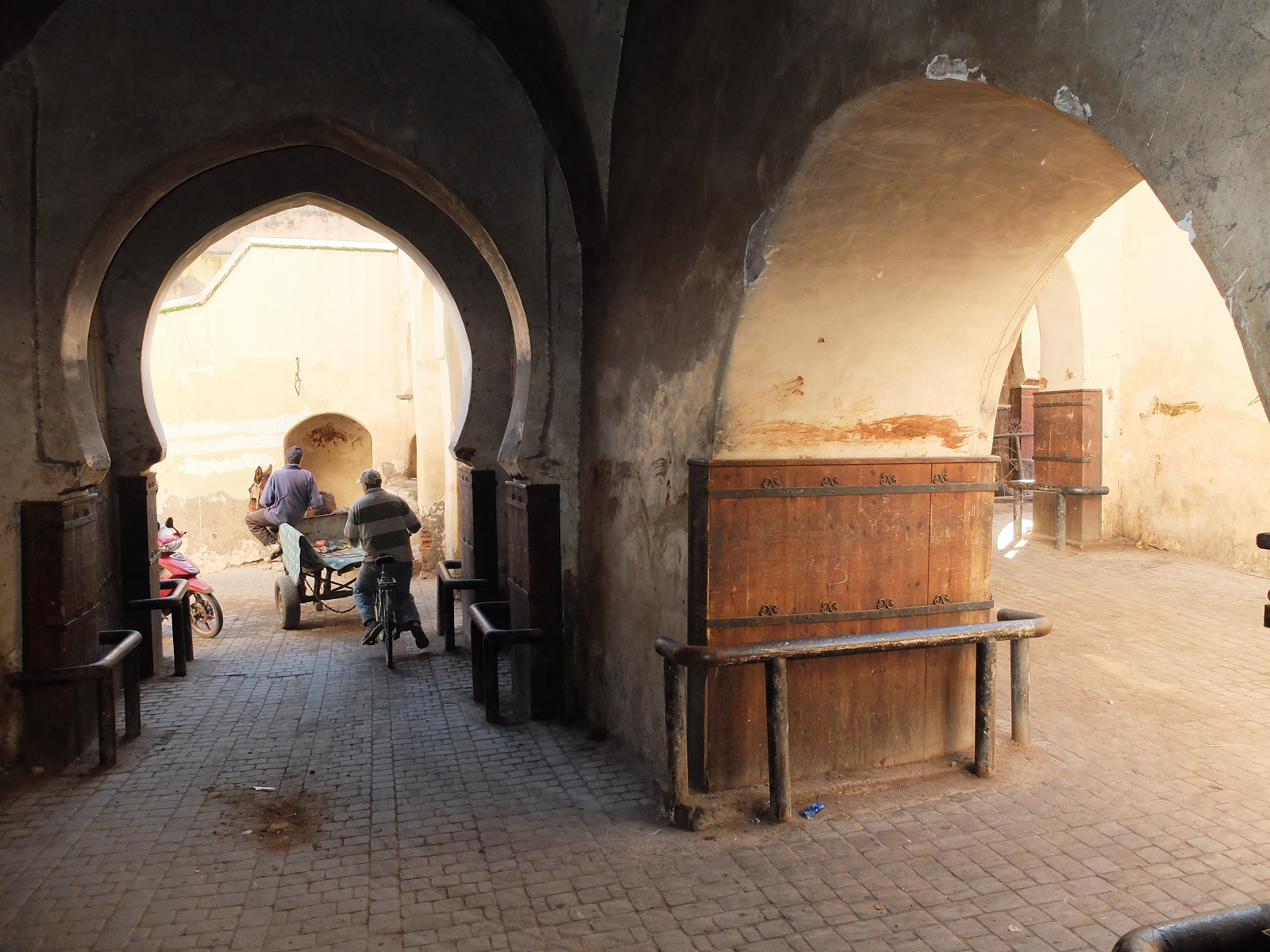
Un complejo pasaje doble en la puerta Bab Debbagh de Marrakech

#### Qasba

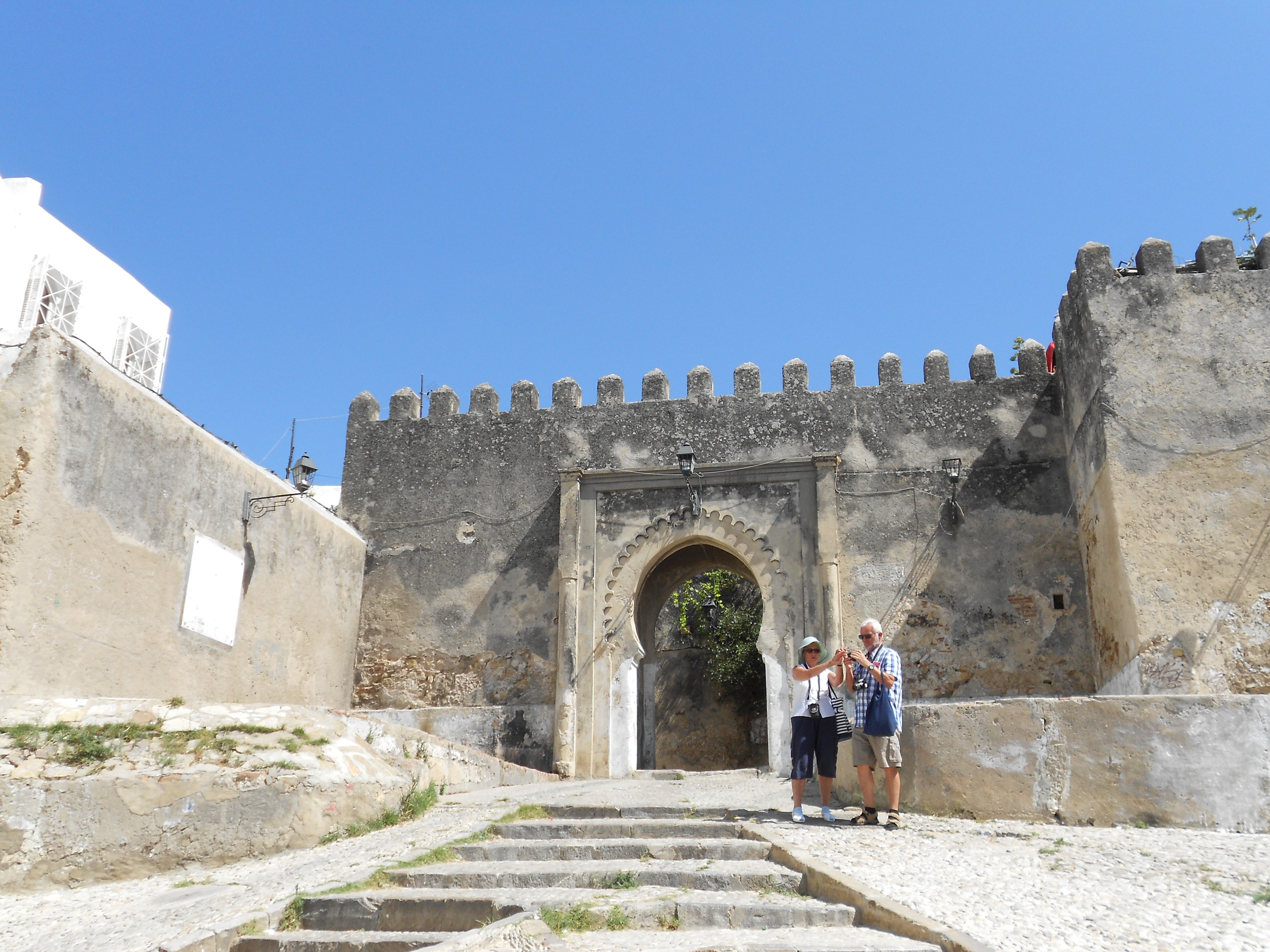
Entrada a la qasba de Tánger

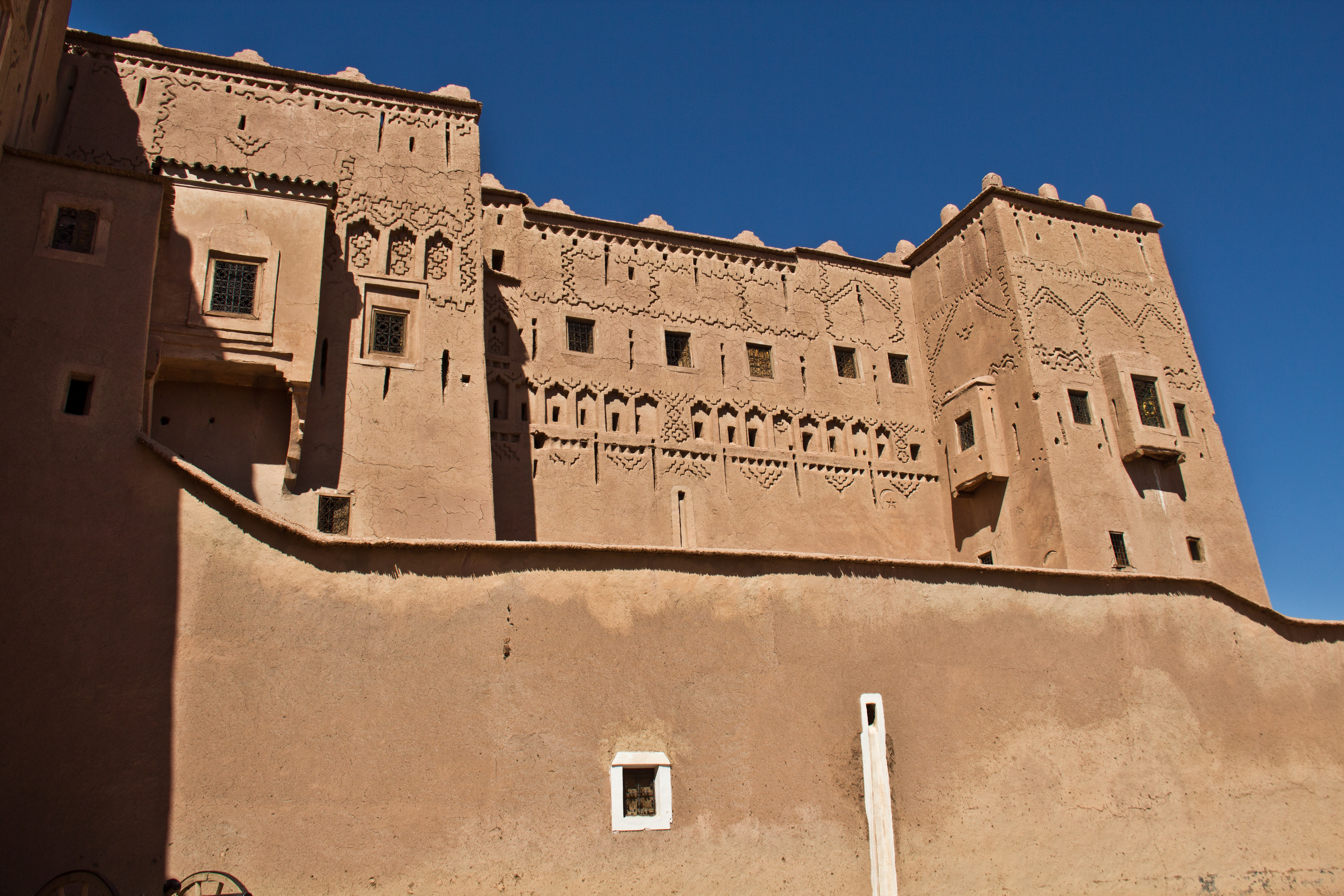
Qasba Taourirt en Uarzazat, un ejemplo de arquitectura tighremt con decoración geométrica exterior

#### Agadir

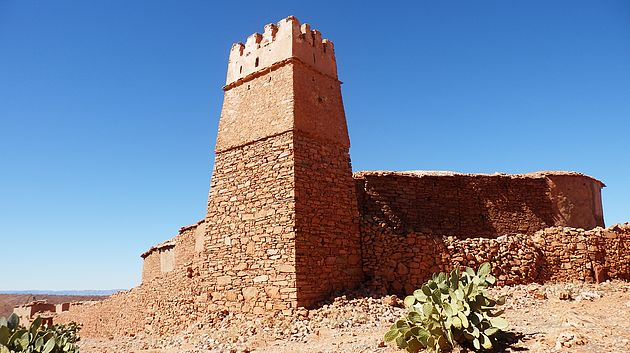
Un agadir en la región del Anti-Atlas de Marruecos